# 2024-es Eurovíziós Dalfesztivál
A 2024-es Eurovíziós Dalfesztivál (angolul és svédül: Eurovision Song Contest 2024, franciául: Concours Eurovision de la chanson 2024) volt a hatvannyolcadik Eurovíziós Dalfesztivál, melyet Svédországban rendeztek meg, mivel a 2023-as Eurovíziós Dalfesztivált a svéd Loreen Tattoo című dala nyerte. Ez volt a hetedik alkalom 1975, 1985, 1992, 2000, 2013 és 2016 után, hogy Svédországban, valamint a harmadik alkalom 1992 és 2013 után, hogy Malmőben rendezték meg a dalfesztivált.
37 ország erősítette meg a részvételét a versenyre, beleértve Luxemburgot, mely rekordnak számító harminc év után tért vissza. 2023. december 5-én a végleges résztvevői listán Románia nem szerepelt, mivel az EBU még tárgyalásokat folytatott a TVR-rel a lehetséges részvételük kapcsán, ám végül nem tudták a pénzügyi támogatást előteremteni az induláshoz.
A holland előadó kizárását követően 2022 után ismét 25 ország versenyzett a döntőben.
A verseny győztese a Svájcot képviselő Nemo lett, aki 591 pontot összegyűjtve nyerte meg a döntőt, ezzel az ország harmadik győzelmét aratva. A The Code című dal emellett 22 ország szakmai zsűrijétől kapta meg a maximális 12 pontot.
A műsor elődöntőit és a döntőjét körülbelül 163 millió ember látta, ami 1 milliós javulás az előző évhez képest.

## A helyszín és a verseny témája
Svédország a 2023-as versenyen aratott győzelmét követően, a hagyomány szerint megkapta a következő évi verseny rendezési jogát. A 2023-as döntő után pár nappal az ország három legnagyobb városa, Stockholm, Göteborg és Malmö, amelyek már szolgáltak helyszínéül a dalfesztiválnak. A három nagyváros mellett több kisebb város is érdeklődését fejezte ki, mint például Eskilstuna, Jönköping, Örnsköldsvik, Partille (Göteborg) és Sandviken.
Az Sveriges Television (SVT) június 12-ig tűzte ki a városok pályázási határidejét. Stockholm június 7-én, Göteborg június 10-én, míg Malmö és Örnsköldsvik a határidő utáni napon, június 13-án jelentette be, hogy pályázatot nyújtott be. Június 8-án Sandviken bejelentette, hogy nem fognak jelentkezni, míg a jönköpingi pályázatot pénzügyi okok miatt vonták vissza.
A rendező várost, mely végül Malmö lett, július 7-én jelentették be. A verseny pontos helyszíne a 15 500 férőhelyes Malmö Aréna lett, mely korábban a 2013-as Eurovíziós Dalfesztiválnak is otthont adott.
A dalfesztivál hivatalos mottóját 2023. november 14-én jelentették be, mely az előző évet követően második alkalommal is United by Music (magyarul: A zene által egyesülve) lett. A fő ok a szlogen megtartására mellett a folytonosság és következetesség biztosítása volt, így innentől minden versenyen ez lesz a hivatalos jelmondat, amihez évente más grafikát készítenek a szervezők. A dalfesztivál hivatalos logója, amely a sarki fényt ábrázolja, 2023 decemberében lett bemutatva.
| Svédország Jönköping Eskilstuna Sandviken Stockholm Örnsköldsvik · Göteborg Malmö |

Kulcsok:
 †   Rendező város
 ‡   Pályázó városok
     Nem megfelelő helyszínek
| Göteborg ‡                 | Scandinavium     | 14 000          | Az 1985-ös Eurovíziós Dalfesztivál helyszíne                                                                    |
| Malmö †                    | Malmö Aréna      | 15 500          | A 2013-as Eurovíziós Dalfesztivál helyszíne                                                                     |
| Örnsköldsvik ‡             | Hägglunds Aréna  | 9 800           | A Melodifestivalen válogatóinak adott otthont 2007-ben, 2010-ben, 2014-ben, 2018-ban és 2023-ban                |
| Stockholm ‡                | Friends Arena    | 65 000          | A Melodifestivalen döntőinek a helyszíne 2013 óta (2021 kivételével)                                            |
| Stockholm ‡                | Tele2 Aréna      | 45 000          | Az itt játszó futballcsapatok ellenzik a pályázatot                                                             |
| Stockholm ‡                | Ideiglenes aréna | 11 180 – 14 700 | Egy tervezett ideiglenes helyszín a Friehamnen kikötőben                                                        |
| Be nem nyújtott pályázatok |                  |                 | |
| Eskilstuna                 | Volvo CE Arena   | 5 000           | A Melodifestivalen 2020-as második esély fordulójának, valamint a 2024-es negyedik elődöntőjének a helyszíne    |
| Jönköping                  | Husqvarna Garden | 7 000           | A 2007-es Melodifestivalen első válogatójának a helyszíne                                                       |
| Partille (Göteborg)        | Partille Aréna   | 5 500           | A 2019-es Eurovíziós Kórusverseny helyszíne, mely nem felelt volna meg a kapacitásra vonatkozó követelményeknek |
| Sandviken                  | Göransson Aréna  | 10 000          | A 2010-es Melodifestivalen második válogatójának a helyszíne                                                    |

### Műsorvezetők

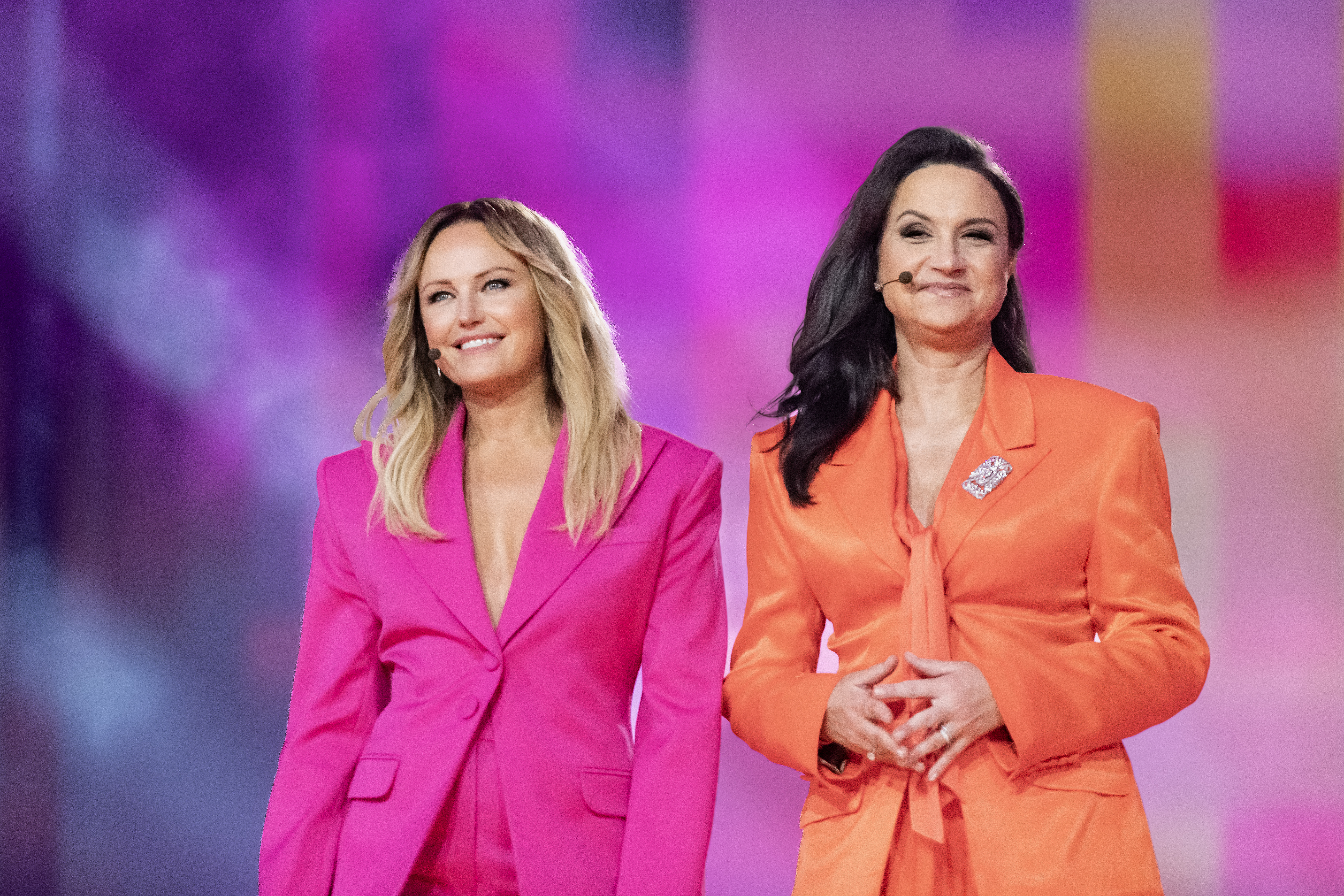
Malin Åkerman és Petra Mede, a dalfesztivál műsorvezetői

2024. február 5-én jelentették be a dalverseny két műsorvezetőjét Malin Åkerman és Petra Mede személyében. Utóbbi 2013 és 2016 után harmadik alkalommal látta el ezt a feladatot.

## A résztvevők
A versenyt szervező Európai Műsorsugárzók Uniója 2023. december 5-én hozta nyilvánosságra a résztvevő műsorszolgáltatók hivatalos listáját. Visszatért a versenybe Luxemburg, illetve visszalépett Románia, így az előző évvel megegyezően, 37 ország vett részt a 2024-es versenyen.
2008-as debütálása után először küldött azeri nyelvű részeket tartalmazó dalt Azerbajdzsán. 2006 óta először fordult elő, hogy Norvégia, 2013 óta először, hogy Észtország, míg 2018 óta először, hogy Görögország és Örményország versenydala teljes egészében az adott ország anyanyelvén hangzott el.
| Ország             | Műsorsugárzó       | Előadó                      | Dal                                                | Nyelv          | Dalszerző(k) |
| ------------------ | ------------------ | --------------------------- | -------------------------------------------------- | -------------- | --- |
| Albánia            | RTSH               | Besa                        | Titan                                              | angol          | Kledi Bahiti Besa Kokëdhima Rozana Radi Petrit Sefaj                                                                               |
| Ausztrália         | SBS                | Electric Fields             | One Milkali (One Blood)                            | angol          | Zaachariaha Fielding Michael Ross                                                                                                  |
| Ausztria           | ORF                | Kaleen                      | We Will Rave                                       | angol          | Julie "Kill J" Aagaard Thomas Stengaard Jimmy "Joker" Thörnfeldt Anderz Wrethov                                                    |
| Azerbajdzsán       | İTV                | Fahree feat. Ilkin Dovlatov | Özünlə apar                                        | angol, azeri   | Edgar Ravin Fakhri Ismayilov Hasan Haydar Mado Salikh Mila Miles                                                                   |
| Belgium            | RTBF               | Mustii                      | Before the Party’s Over                            | angol          | Arianna Damato Benoit Leclercq Charlotte Clark Nina Sampermans Pierre Dumoulin Thomas Mustin                                       |
| Ciprus             | CyBC               | Silia Kapsis                | Liar                                               | angol          | Dimítrisz Kondópulosz Elke Tiel |
| Csehország         | ČT                 | Aiko                        | Pedestal                                           | angol          | Alena Shirmanova-Kostebelova Steven Ansell                                                                                         |
| Dánia              | DR                 | Saba                        | Sand                                               | angol          | Jonas Thander Melanie Gabriella Hayrapetian Pil Kalinka Nygaard Jeppesen                                                           |
| Egyesült Királyság | BBC                | Olly Alexander              | Dizzy                                              | angol          | Oliver Alexander Thornton Danny L Harle                                                                                            |
| Észtország         | ERR                | 5miinust x Puuluup          | (Nendest) narkootikumidest ei tea me (küll) midagi | észt           | Kim Wennerström Kohver Lancelot Marko Veisson Päevakoer Põhja Korea Ramo Teder                                                     |
| Finnország         | Yle                | Windows95man                | No Rules!                                          | angol          | Henri Piispanen Jussi Roine Teemu Keisteri                                                                                         |
| Franciaország      | France Télévisions | Slimane                     | Mon amour                                          | francia        | Slimane Nebchi Meïr Salah Yaacov Salah                                                                                             |
| Görögország        | ERT                | Marina Satti                | Zari                                               | görög          | Gino the Ghost Konstantin Plamenov Beshkov Nick Kodonas Jordan Richard Palmer Jay Lewitt Stolar Marína Száti Oge Solmeister Vlospa |
| Grúzia             | GPB                | Nutsa Buzaladze             | Firefighter                                        | angol          | Darko Dimitrov Ada Skidka |
| Hollandia          | AVROTROS           | Joost Klein                 | Europapa                                           | holland        | Donald Ellerström "Donnie" Paul Elstak Tim Haars Joost Klein Teun de Kruif Thijmen Melissant Dylan van Dael                        |
| Horvátország       | HRT                | Baby Lasagna                | Rim Tim Tagi Dim                                   | angol          | Marko Purišić |
| Írország           | RTÉ                | Bambie Thug                 | Doomsday Blue                                      | angol          | Bambie Ray Robinson Olivia Cassy Brooking Sam Matlock Tyler Ryder                                                                  |
| Izland             | RÚV                | Hera Björk                  | Scared of Heights                                  | angol          | Ferras Alqaisi Jaro Omar Michael Burek                                                                                             |
| Izrael             | IPBC               | Eden Golan                  | Hurricane                                          | angol, héber   | Stav Beger Avi Ohion Keren Peles                                                                                                   |
| Lengyelország      | TVP                | Luna                        | The Tower                                          | angol          | Aleksandra Katarzyna Wielgomas Max Cooke Paul Dixon                                                                                |
| Lettország         | LTV                | Dons                        | Hollow                                             | angol          | Artūrs Šingirejs Kate Northrop Liam Geddes                                                                                         |
| Litvánia           | LRT                | Silvester Belt              | Luktelk                                            | litván         | Džesika Šyvokaitė Elena Jurgaitytė Silvestras Beltė                                                                                |
| Luxemburg          | RTL                | Tali                        | Fighter                                            | francia, angol | Dario Faini Silvio Lisbonne Manon Romiti Ana Zimmer                                                                                |
| Málta              | PBS                | Sarah Bonnici               | Loop                                               | angol          | Leire Gotxi Angel Sarah Bonnici Michael Joe Cini Joy Deb Linnea Deb Kevin Lee Sebastian Pritchard-James                            |
| Moldova            | TRM                | Natalia Barbu               | In the Middle                                      | angol          | Khris Richards Natalia Barbu |
| Németország        | NDR                | Isaak                       | Always on the Run                                  | angol          | Greg Taro Isaak Guderian Kevin Lehr Leo Salminen                                                                                   |
| Norvégia           | NRK                | Gåte                        | Ulveham                                            | norvég         | Gunnhild Sundli Jon Even Schärer Marit Jensen Lillebuen Magnus Børmark Ronny Graff Janssen Sveinung Ekloo Sundli                   |
| Olaszország        | RAI                | Angelina Mango              | La noia                                            | olasz          | Dario Faini Madame Angelina Mango                                                                                                  |
| Örményország       | AMPTV              | Ladaniva                    | Jako                                               | örmény         | Audrey Leclercq Jaklin Baghdasaryan Louis Thomas                                                                                   |
| Portugália         | RTP                | Iolanda                     | Grito                                              | portugál       | Alberto Hernández Iolanda Costa |
| San Marino         | SMRTV              | Megara                      | 11:11                                              | spanyol        | Isra Dante Ramos Solomando Roberto la Lueta Ruiz Sara Jiménez Moral                                                                |
| Spanyolország      | RTVE               | Nebulossa                   | Zorra                                              | spanyol        | María Bas Mark Dasousa |
| Svájc              | SRG SSR            | Nemo                        | The Code                                           | angol          | Benjamin Alasu Linda Dale Nemo Mettler Lasse Nymann                                                                                |
| Svédország         | SVT                | Marcus & Martinus           | Unforgettable                                      | angol          | Jimmy "Joker" Thörnfeldt Joy Deb Linnea Deb Marcus Gunnarsen Martinus Gunnarsen                                                    |
| Szerbia            | RTS                | Teya Dora                   | Ramonda                                            | szerb          | Andrijano Kadović-Ajzi Luka Jovanović-Luxonee Teodora Pavlovska                                                                    |
| Szlovénia          | RTVSLO             | Raiven                      | Veronika                                           | szlovén        | Martin Bezjak Sara Briški Cirman Bojan Cvjetićanin Danilo Kapel Peter Khoo Klavdija Kopina                                         |
| Ukrajna            | Szuszpilne         | Alyona Alyona & Jerry Heil  | Teresa & Maria                                     | ukrán, angol   | Aljona Szavranenko Anton Csilibi Jana Semajeva Ivan Klimenko                                                                       |

### Visszatérő előadók

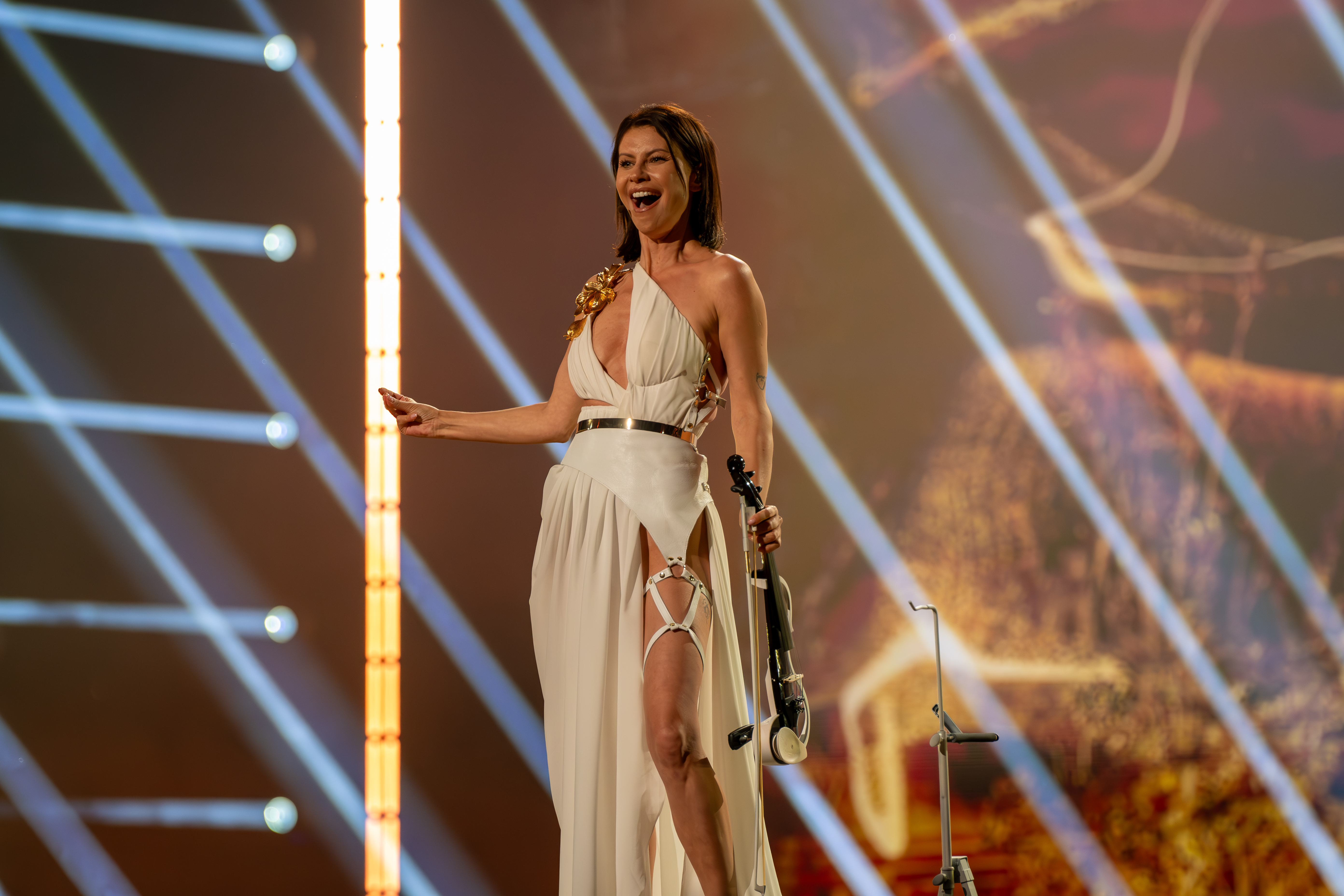
Natalia Barbu

Másodszor vett részt a versenyen a 2010-es Eurovíziós Dalfesztivál izlandi versenyzője, Hera Björk és a 2007-es Eurovíziós Dalfesztivál moldáv versenyzője, Natalia Barbu.
| Előadó        | Ország  | Előző év(ek) |
| ------------- | ------- | ------------ |
| Hera Björk    | Izland  | 2010         |
| Natalia Barbu | Moldova | 2007         |

### Távol maradó országok
- Bosznia-Hercegovina – A Radiotelevizija Bosne i Hercegovine (BHRT) jelenleg fennálló tartozásai miatt nem fér hozzá az EBU mindegyik szolgáltatásához. Így az ország 2016 decembere óta nem tudott részt venni az eurovíziós rendezvénycsalád versenyein, így az Eurovíziós Dalfesztiválon sem.[49]
- Észak-Macedónia – 2022. október 14-én a Makedonska Radio Televizija az energiaválság miatt megnövekedett költségek és a versenyen való regisztrációs díjak megemelkedése miatt kihagyni kényszerülnek a dalfesztivált. A műsorsugárzó azt remélte, hogy a helyzet 2024-re stabilizálódik és visszatérhetnek a versenyre.[50] 2023. szeptember 15-én a műsorsugárzó 2024-re tervezett költségvetésében 1.5 millió dénár szerepelt, amit az Eurovíziós Dalfesztiválra és Junior Eurovíziós Dalfesztiválra költenek el.[51] Előzetesen jelentkeztek is a versenyre, azonban a hivatalos résztvevői listán nem szerepeltek.
- Fehéroroszország – 2021. május 28-án az Európai Műsorsugárzók Uniója bejelentette, hogy a fehérorosz belpolitikai válság miatt határozatlan időre felfüggeszti az állami műsorsugárzó, a Fehérorosz Állami Televízió- és Rádiótársaság (BTRC) tagságát, így az ország a későbbiekben átmenetileg várhatóan nem vehet részt a versenyen.[52] A szervezet két hetet adott a BTRC-nek a hivatalos válasz megfogalmazására, a műsorsugárzó ezt azonban nem tette meg, így az Európai Műsorsugárzók Uniója 2021. július 1-jén a BTRC kizárása mellett döntött. A BTRC később közleményt adott ki, amelyben közölték, hogy nem támogatják az ország részvételét az elkövetkező években a versenyen.
- Feröer – Miután a 2023-ban a Dániát képviselő Reiley volt a dalfesztiválon résztvevő első feröeri énekes, a helyi műsorsugárzó, a Kringvarp Føroya (KvF), a szociális és kulturális miniszter, Sirið Stenberg támogatásával megpróbálkozik a teljes jogú EBU tagfelvétellel.[53] Céljuk, hogy Dániától függetlenül részt tudjanak venni az Eurovíziós Dalfesztiválon. A KvF bejelentette, hogy 2023 nyaráig jelentkeznek az EBU-tagságért, amelynek kezdeti célja a társult tag státusz megszerzése.[54] Végül nem szerepeltek a résztvevői listán.
- Monaco – A monacói kormány a 2022-es költségvetésében 100 000 eurós támogatást biztosított a Hercegség 2023-as Eurovíziós Dalfesztiválra való jelölésének kezdeményezésére, így biztosítva a visszatérést.[55] 2021 decemberében bejelentették, hogy 2022-ben tervezik a Monte-Carlo Riviera elindítását, ami a TMC-t pótolja majd.[56] Végül TV Monaco néven a csatorna 2023. szeptember 1-jén indult el, és a Monaco Media Diffusion részeként tagjai lettek az EBU-nak is, így már akár a 2024-es dalfesztiválon is részt tudtak volna venni.[57] Azonban szeptember 15-én megerősítették, hogy ezúttal sem térnek vissza a versenyre.[58]
- Oroszország – 2022. február 25-én az EBU bejelentette, hogy Oroszországot kizárják a versenyből, Ukrajna megszállása miatt. A következő napon mindhárom orosz EBU-tag bejelentette, hogy kilép a tagok közül, ezáltal részvételük lehetetlenné vált az eurovíziós eseményeken.[59]
- Románia – 2023. szeptember 12-én a román sajtó arról számolt be, hogy a Televiziunea Română új költségvetési tervet nyújtott be a Pénzügyminisztériumnak, és az ország 2024-es részvétele annak jóváhagyásától függ.[60] 2023. december 5-én a végleges résztvevői listán nem szerepeltek, mivel az EBU még tárgyalásokat folytatott a TVR-rel a lehetséges részvételük kapcsán. A műsorsugárzónak január 25-ig kellett dönteni a részvételéről, ám végül nem tudták a pénzügyi támogatást előteremteni, így visszaléptek a versenytől.[61]
- Szlovákia – 2022. június 5-én a Rozhlas a televízia Slovenska bejelentette, hogy az anyagi források hiánya és a dalfesztivál iránt mutatott alacsony érdeklődés miatt ezúttal sem tudnak részt venni,[62] viszont a médiatársaság új vezetője bejelentette, hogy 2025-re már terveznek versenyzőt indítani a dalfesztiválon.[63]

#### Magyarország részvétele a versenyen
Magyarország részvételéről 2023. november 6-ig semmilyen hivatalos információ nem állt rendelkezésre, továbbá a magyar közszolgálati média, a Médiaszolgáltatás-támogató és Vagyonkezelő Alap (MTVA) sem adta jelét egy lehetséges visszatérésnek, így 2024-ben is Magyarország távolmaradásával lehetett számolni. Az ország utoljára 2019-ben vett részt a versenyen. 2023. november 6-án nyilvánosságra hozták A Dal 2024 című tehetségkutató műsor pályázati feltételeit, melyben ezúttal sem szerepelt az Eurovíziós Dalfesztiválra való utalás, így Magyarország sorozatban ötödik éve nem nevezett indulót a nemzetközi versenyre, mely 2023. december 5-én, a hivatalos résztvevői lista nyilvánosságra hozatalával megerősítést is nyert.
Korábban 2023. július 15-én az Eurovíziós Podcast című műsorban Stig Karlsen, a norvég delegáció vezetője elmondta, hogy az Európai Műsorsugárzók Uniója azt szeretné, ha Magyarország visszatérne a versenybe, és a reményét fejezte ki, hogy a jövőben a magyar delegáció, az MTVA és az EBU közötti tárgyalások eredményezhetik az ország visszatérését, ha nem 2024-ben, akkor remélhetőleg 2025-ben. Végül Magyarország 2025-ben sem szerepelt a résztvevők végleges listáján.

## A versenyszabályok változása

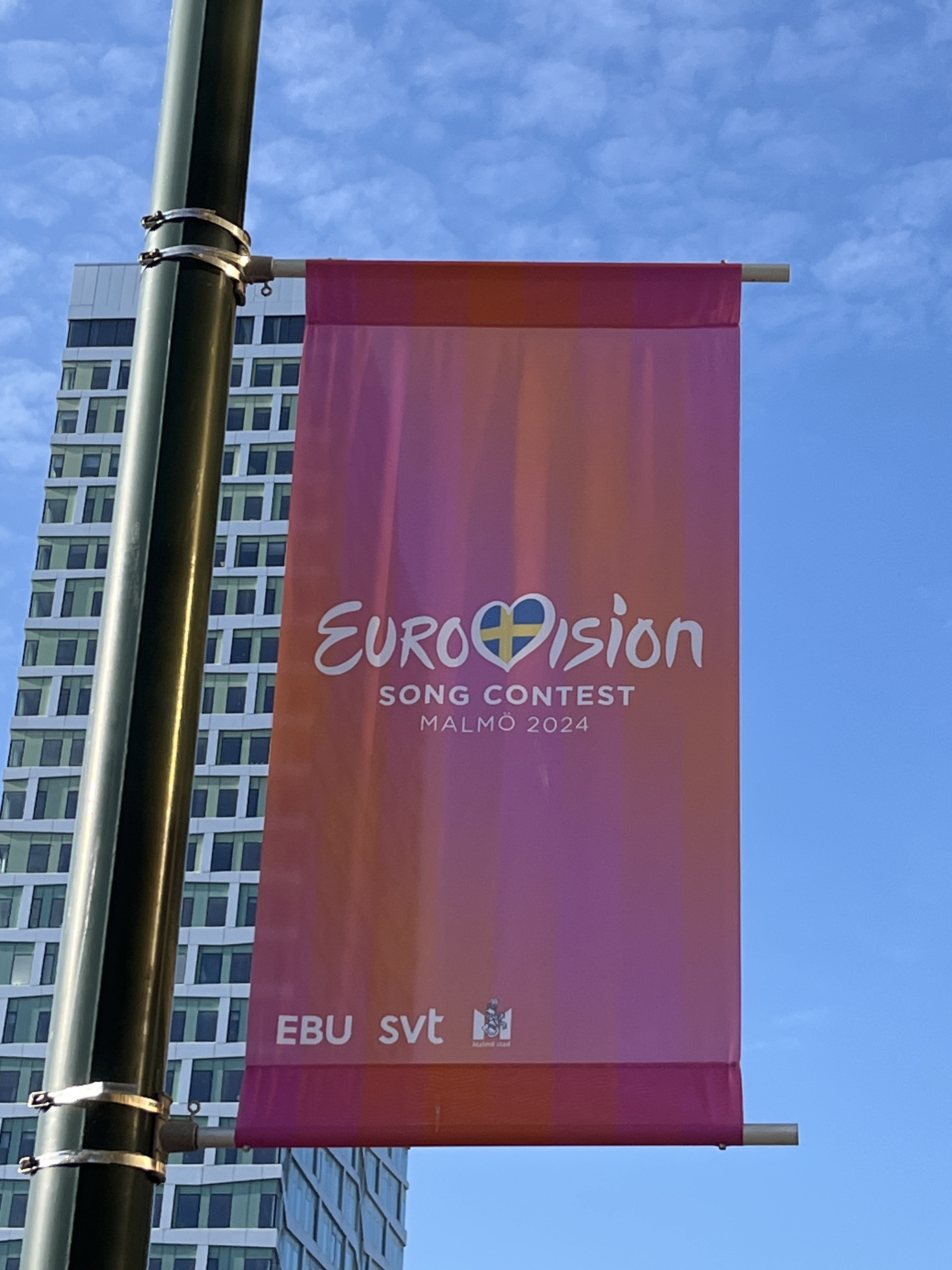
A dalfesztivál logója egy malmői villanyoszlopon

2023. június 14-én az Norsk rikskringkasting (NRK) norvég műsorszolgáltató felfedte, hogy tárgyalásokat kezdeményezett az EBU-val a zsűri szavazás esetleges felülvizsgálatáról. A zsűri elleni viták azután alakultak ki, hogy a 2023-as verseny végeredménye ellentmondásos reakciót váltott ki a közönség körében, mivel Svédország nyert, annak ellenére, hogy Finnország végzett az első helyen a nézői szavazáson. A korábbi években is többször előfordult, hogy más országok nyerték a két szavazást: 2016-ban Ausztrália és Oroszország, 2018-ban Ausztria és Izrael, 2019-ben Észak-Macedónia és Norvégia, 2021-ben Svájc és Olaszország, míg 2022-ben az Egyesült Királyság és Ukrajna. 2016-ban és 2019-ben a későbbi győztesnek egyik csoportnál sem sikerült az első helyen végeznie. A verseny referenciacsoportja 2024 februárban döntött arról, hogy az előző évben alkalmazott szabályok lesznek érvényesek ezúttal is.
Emellett a rendező műsorsugárzó, az SVT legalább egy órával lerövidítené a döntő időtartalmát. Nem volt világos, hogyan tervezték ezt megvalósítani, azonban elkötelezték magukat amellett, hogy lerövidítsék a műsorfolyamot. Ennek érdekében lényeges változtatások voltak várhatók, azonban a dalfesztivál forgatókönyvírója, Edward af Sillén később bejelentette, hogy ezt a tervet elvetették, és a döntő legfeljebb öt perccel lesz rövidebb az előző évinél.
2024-ben A Világ többi része számára a szavazás 24 órával a döntő kezdete előtt nyílt meg, és egészen a műsor kezdetéig volt lehetőség szavazni a nem résztvevő országokból. Ezenkívül a döntőben a szavazási ablak közvetlenül az első dal előadása előtt nyílt meg, és az utolsó dal előadása után 25 percig maradt nyitva. Legutóbb 2010-ben és 2011-ben volt lehetőség arra, hogy a produkciók közben is lehetett szavazni – azonban ekkor nem csak a döntőben, hanem az elődöntőkben is. Továbbá változás volt a korábbi évekhez képest az is, hogy az automatikusan döntős Öt Nagy ország és a házigazda nemzet indulója nem csak az elődöntők főpróbáján, hanem az élő televíziós adásban, a versenyprodukciók között előadta a dalát – annyi különbséggel, hogy rájuk nem lehetett szavazni.
2024. április 16-án jelentették be a szervezők, hogy az elmúlt évek gyakorlatán változtatva a döntős rajtsorrend kialakításakor sorsolással nem csak az első és második fél közül választhatnak majd a továbbjutók, hanem lesz egy harmadik lehetőség – a producerrek választása felirattal – mely nagyobb teret enged a műsor készítőinek, hogy a lehető legizgalmasabbá tegyék a döntőt. Ennek következtében hatan kerültek fixen a műsor első felébe, hatan a másodikba, míg tizenhárom dal rajtpozíciójáról teljes egészében a szervezők dönthettek.

## A versenyt megelőző időszak

### Nemzeti válogatók
A részt vevő 37 ország közül 22 nemzeti döntő keretein belül, 14 belső kiválasztással, 1 pedig a két módszer együttes használatával választotta ki képviselőjét.
Albánia, Dánia, Csehország, Észtország, Finnország, Írország, Izland, Horvátország, Málta, Moldova, Németország, Norvégia, Portugália, San Marino, Spanyolország, Svédország, Szerbia és Ukrajna apróbb változtatásokkal ugyanazt a kimondottan Eurovíziós Dalfesztiválra létrehozott nemzeti döntőt rendezte meg, mint a legutóbbi részvétele során.
Izrael négy év szünet után visszatért a HaKokhav HaBa tehetségkutató műsor használatához, bár az Izrael–Hamász-háború hatással volt a műsor felvételeire, végül el tudták kezdeni a műsor felvételeit. Litvánia, a korábban négy évig használt Pabandom iš naujo című válogatóműsort lecserélte az Eurovizija.LT-re. Lengyelország egy nyilvános pályázatra beérkezett dalok közül belső kiválasztással döntött a résztvevőjéről, míg Grúzia egy év kihagyás után belső kiválasztás mellett döntött.
A többi ország közül Ausztria, Azerbajdzsán, Belgium, Ciprus, az Egyesült Királyság, Franciaország, Görögország, Hollandia, Örményország, Svájc és Szlovénia ismételten a teljes belső kiválasztás mellett döntött.
A nemzeti döntőkben korábbi eurovíziós előadók is részt vettek: az albán Kejsi Tola (2009), az észt Laura (2005, Suntribe tagjaként, 2017, Koit Toome közreműködésével), a dán Basim (2014), a horvát Damir Kedžo (2020), a Let 3 (2023), a lett Agnese Rakovska (2017, Triana Park tagjaként), a litván Andrius Pojavis (2013), a The Roop (2020 és 2021), Vilija (2014), a moldáv Natalia Barbu (2007), a máltai Moira Stafrace (1994, Christopher Scicluna közreműködésével), a német Max Mutzke (2004), az olasz Diodato (2020), Emma (2014), az Il Volo (2015), Mahmood (2019, 2022, Blanco közreműködésével), a Ricchi e Poveri (1978), a norvég Benedicte Adrian (1984, Dollie de Luxe tagjaként), Margaret Berger (2013), a KEiiNO (2019), a szerb Konstrakta (2022) és az ukrán Mélovin (2018). Korábbi Junior Eurovíziós Dalfesztiválon induló előadó is részt vett országa válogatójában: a máltai Eliana Gomez Blanco (2019), a moldáv Denis Midone (2012) és a szerb Bojana Radovanović, David közreműködésével (2018).
A dalverseny első hivatalosan megerősített előadója a belga Mustii volt, akinek a részvételét 2023. augusztus 30-án jelentették be, míg az első dal a francia versenydal, a Mon amour volt, amit november 8-án mutattak be. A verseny utolsó hivatalosan megerősített előadója ebben az évben is a portugál válogató győztese volt (ezúttal Iolanda), akit 2024. március 11-én választottak ki, míg az utolsóként bemutatott dal az azeri versenydal volt.
| Ország             | Választás módszere                           | Válogató / Bemutató műsor                 | Közvetítő csatorna                        | Kiválasztás / Bemutatás dátuma                                | Kiválasztás / Bemutatás dátuma                                |
| Ország             | Választás módszere                           | Válogató / Bemutató műsor                 | Közvetítő csatorna                        | Előadó                                                        | Dal                                                           |
| ------------------ | -------------------------------------------- | ----------------------------------------- | ----------------------------------------- | ------------------------------------------------------------- | ------------------------------------------------------------- |
| Albánia            | nemzeti döntő                                | Festivali i Këngës                        | RTSH                                      | 2023. december 22.                                            | 2023. december 22.                                            |
| Ausztrália         | belső kiválasztás                            | Nem rendeztek válogató- és bemutatóműsort | Nem rendeztek válogató- és bemutatóműsort | 2024. március 5.                                              | 2024. március 5.                                              |
| Ausztria           | belső kiválasztás                            | előadó: Ö3-Wecker                         | Hitradio Ö3                               | 2024. január 16.                                              | 2024. március 1.                                              |
| Azerbajdzsán       | belső kiválasztás                            | Nem rendeztek válogató- és bemutatóműsort | Nem rendeztek válogató- és bemutatóműsort | 2024. március 7.                                              | 2024. március 15.                                             |
| Belgium            | belső kiválasztás                            | dal: Le 8/9                               | VivaCité                                  | 2023. augusztus 30.                                           | 2024. február 20.                                             |
| Ciprus             | belső kiválasztás                            | Nem rendeztek válogató- és bemutatóműsort | Nem rendeztek válogató- és bemutatóműsort | 2023. szeptember 25.                                          | 2024. február 29.                                             |
| Csehország         | nemzeti döntő                                | ESCZ                                      | ČT                                        | döntő: 2023. december 4. eredményhirdetés: 2023. december 13. | döntő: 2023. december 4. eredményhirdetés: 2023. december 13. |
| Dánia              | nemzeti döntő                                | Dansk Melodi Grand Prix                   | DR1                                       | 2024. február 17.                                             | 2024. február 17.                                             |
| Egyesült Királyság | belső kiválasztás                            | Nem rendeztek válogató- és bemutatóműsort | Nem rendeztek válogató- és bemutatóműsort | 2023. december 16.                                            | 2024. március 1.                                              |
| Észtország         | nemzeti döntő                                | Eesti Laul                                | ERR                                       | 2024. február 17.                                             | 2024. február 17.                                             |
| Finnország         | nemzeti döntő                                | Uuden Musiikin Kilpailu                   | YLE TV1                                   | 2024. február 10.                                             | 2024. február 10.                                             |
| Franciaország      | belső kiválasztás                            | dal: Journal de 20 heures                 | France 2                                  | 2023. november 8.                                             | 2023. november 8.                                             |
| Görögország        | belső kiválasztás                            | előadó: Studio 4                          | ERT 1                                     | 2023. október 24.                                             | 2024. március 7.                                              |
| Grúzia             | belső kiválasztás                            | Nem rendeztek válogató- és bemutatóműsort | Nem rendeztek válogató- és bemutatóműsort | 2024. január 12.                                              | 2024. március 11.                                             |
| Hollandia          | belső kiválasztás                            | dal: De Middag/Avondshow                  | NPO 1                                     | 2023. december 11.                                            | 2024. február 29.                                             |
| Horvátország       | nemzeti döntő                                | Dora                                      | HRT                                       | 2024. február 25.                                             | 2024. február 25.                                             |
| Izland             | nemzeti döntő                                | Söngvakeppnin                             | RÚV                                       | 2024. március 2.                                              | 2024. március 2.                                              |
| Izrael             | előadó: nemzeti döntő dal: belső kiválasztás | előadó: Hakohav Haba La’Eurovision        | KAN                                       | 2024. február 6.                                              | 2024. március 10.                                             |
| Írország           | nemzeti döntő                                | The Late Late Show Eurosong               | RTÉ One                                   | 2024. január 26.                                              | 2024. január 26.                                              |
| Lengyelország      | belső kiválasztás                            | Pytanie na śniadanie                      | TVP2                                      | 2024. február 19.                                             | 2024. február 19.                                             |
| Lettország         | nemzeti döntő                                | Supernova                                 | LTV                                       | 2024. február 10.                                             | 2024. február 10.                                             |
| Litvánia           | nemzeti döntő                                | Eurovizija.LT                             | LRT                                       | 2024. február 17.                                             | 2024. február 17.                                             |
| Luxemburg          | nemzeti döntő                                | Luxembourg Song Contest                   | RTL                                       | 2024. január 27.                                              | 2024. január 27.                                              |
| Málta              | nemzeti döntő                                | Malta Eurovision Song Contest             | TVM                                       | 2024. február 3.                                              | 2024. február 3.                                              |
| Moldova            | nemzeti döntő                                | Etapa Națională                           | Moldova 1                                 | 2024. február 17.                                             | 2024. február 17.                                             |
| Németország        | nemzeti döntő                                | Ich will zum ESC! Das Deutsche Finale     | Das Erste                                 | 2024. február 16.                                             | 2024. február 16.                                             |
| Norvégia           | nemzeti döntő                                | Melodi Grand Prix                         | NRK1                                      | 2024. február 3.                                              | 2024. február 3.                                              |
| Olaszország        | nemzeti döntő                                | Sanremói Dalfesztivál                     | Rai 1                                     | 2024. február 10.                                             | 2024. február 10.                                             |
| Örményország       | belső kiválasztás                            | Nem rendeztek válogató- és bemutatóműsort | Nem rendeztek válogató- és bemutatóműsort | 2024. március 9.                                              | 2024. március 13.                                             |
| Portugália         | nemzeti döntő                                | Festival da Canção                        | RTP 1                                     | 2024. március 9.                                              | 2024. március 9.                                              |
| San Marino         | nemzeti döntő                                | Una Voce per San Marino                   | San Marino RTV                            | 2024. február 24.                                             | 2024. február 24.                                             |
| Spanyolország      | nemzeti döntő                                | Benidorm Fest                             | La 1                                      | 2024. február 3.                                              | 2024. február 3.                                              |
| Svájc              | belső kiválasztás                            | Nem rendeztek válogató- és bemutatóműsort | Nem rendeztek válogató- és bemutatóműsort | 2024. február 29.                                             | 2024. február 29.                                             |
| Svédország         | nemzeti döntő                                | Melodifestivalen                          | SVT                                       | 2024. március 9.                                              | 2024. március 9.                                              |
| Szerbia            | nemzeti döntő                                | Pesma za Evroviziju                       | RTS                                       | 2024. március 2.                                              | 2024. március 2.                                              |
| Szlovénia          | belső kiválasztás                            | dal: Misija Malmö                         | TV Slovenija 1                            | 2023. december 12.                                            | 2024. január 20.                                              |
| Ukrajna            | nemzeti döntő                                | Vidbir                                    | Szuszpilne TV                             | döntő: 2024. február 3. eredményhirdetés: 2024. február 4.    | döntő: 2024. február 3. eredményhirdetés: 2024. február 4.    |

### Az elődöntők felosztása

Az első elődöntő résztvevői
Az első elődöntőben szavazó döntősök
A második elődöntő résztvevői
A második elődöntőben szavazó döntősök

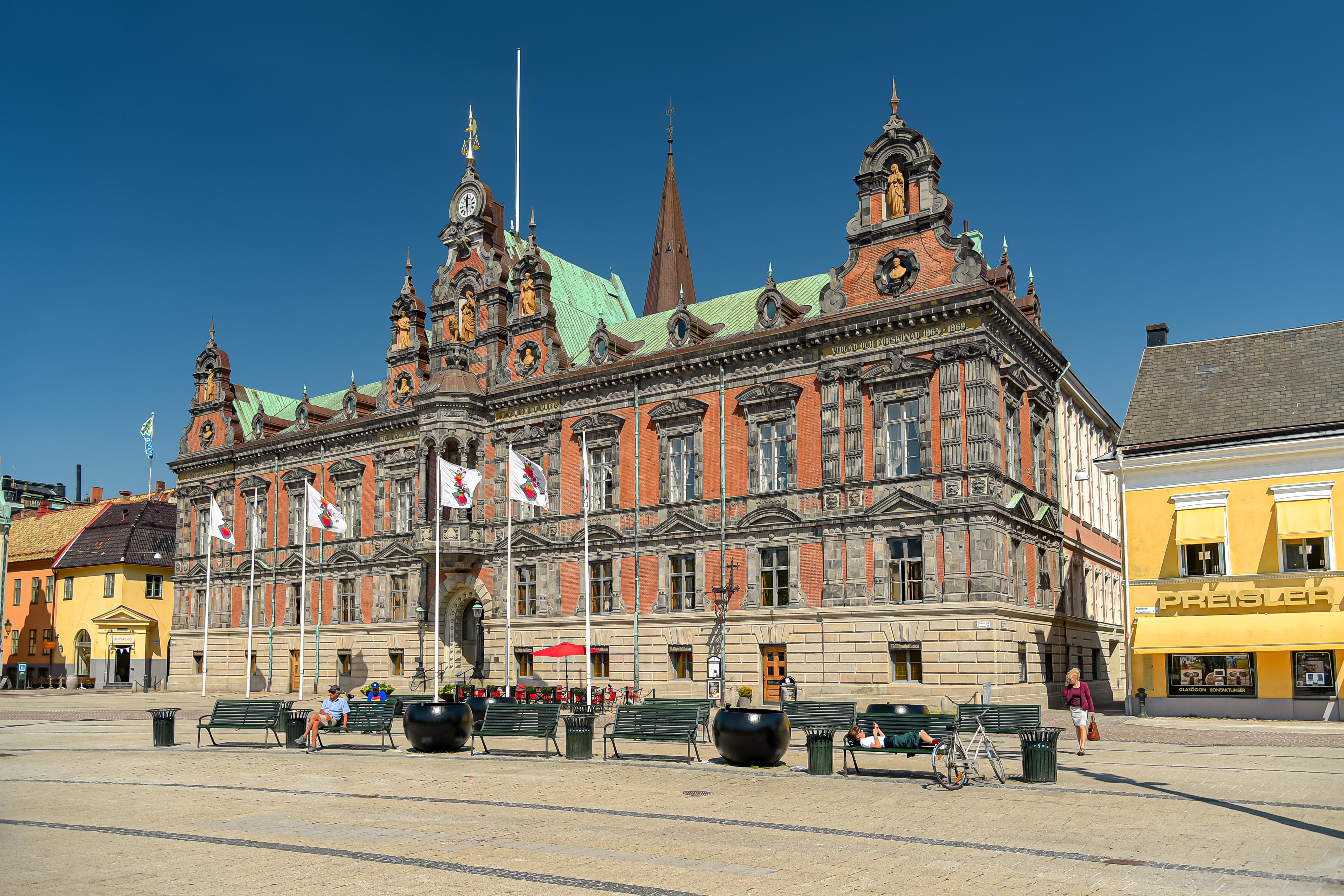
A Malmői Városháza, a sorsolás helyszíne.

A harmincegy elődöntős országot öt kalapba osztották földrajzi elhelyezkedésük és szavazási szokásaik alapján, a 2008-ban bevezetett módon. A felosztást január 29-én hozta nyilvánosságra az EBU.
Január 30-án tartották a sorsolást, a Malmői Városházán, ahol a kalapok egyik fele az első elődöntőbe, a másik a második elődöntőbe került. Ennek célja a szavazás igazságosabbá tétele. A sorsolás során azt is eldöntötték, hogy az egyes országok az adott elődöntő első vagy második felében fognak fellépni, valamint azt, hogy az automatikusan döntős „Öt Nagy” és az előző évi győztes ország melyik elődöntőben fog szavazni. Így a delegációk előre tudják, mikor kell megérkezniük a próbákra. Ugyanekkor került sor a jelképes kulcsátadásra, melyen az előző rendező város, Liverpool polgármestere átadta Malmö polgármesterének a korábbi rendező városok szimbólumait tartalmazó kulcscsomót. A sorsolás házigazdái Pernilla Månsson Colt és Farah Abadi voltak.
2013-ban és 2014-ben, amikor ugyancsak skandináv országok – 2013-ban Svédország, 2014-ben pedig Dánia – voltak a házigazdák, a másik két közeli skandináv résztvevőt a szervezők automatikusan külön elődöntőbe osztották a rendező országba érkező rajongók száma és a jegyeladások arányossága miatt. Ez később 2016-ban és 2024-ben sem történt meg, Dánia és Norvégia elődöntős szereplését egyaránt sorsolással döntötték el – akárcsak 2016-ban, ezúttal is mind a két ország a második elődöntőben szerepelt.
Habár Izrael a 3. kalapban szerepelt, az országot az izraeli nemzeti műsorsugárzó kérésére a második elődöntőbe osztották, mivel az első elődöntő főpróbájának időpontja egybeesett a Jóm Hásoával, az Izraelben nemzeti ünnepnek számító Holokauszt és Hősiesség emléknapjával.
| 1. kalap                                                          | 2. kalap                                                           | 3. kalap                                                                          | 4. kalap                                                            | 5. kalap                                                                 |
| ----------------------------------------------------------------- | ------------------------------------------------------------------ | --------------------------------------------------------------------------------- | ------------------------------------------------------------------- | ------------------------------------------------------------------------ |
| - Albánia - Ausztria - Horvátország - Svájc - Szerbia - Szlovénia | - Ausztrália - Dánia - Észtország - Finnország - Izland - Norvégia | - Azerbajdzsán - Grúzia - Izrael - Lettország - Litvánia - Örményország - Ukrajna | - Ciprus - Görögország - Írország - Málta - Portugália - San Marino | - Belgium - Csehország - Hollandia - Lengyelország - Luxemburg - Moldova |

### Eurovíziós partik

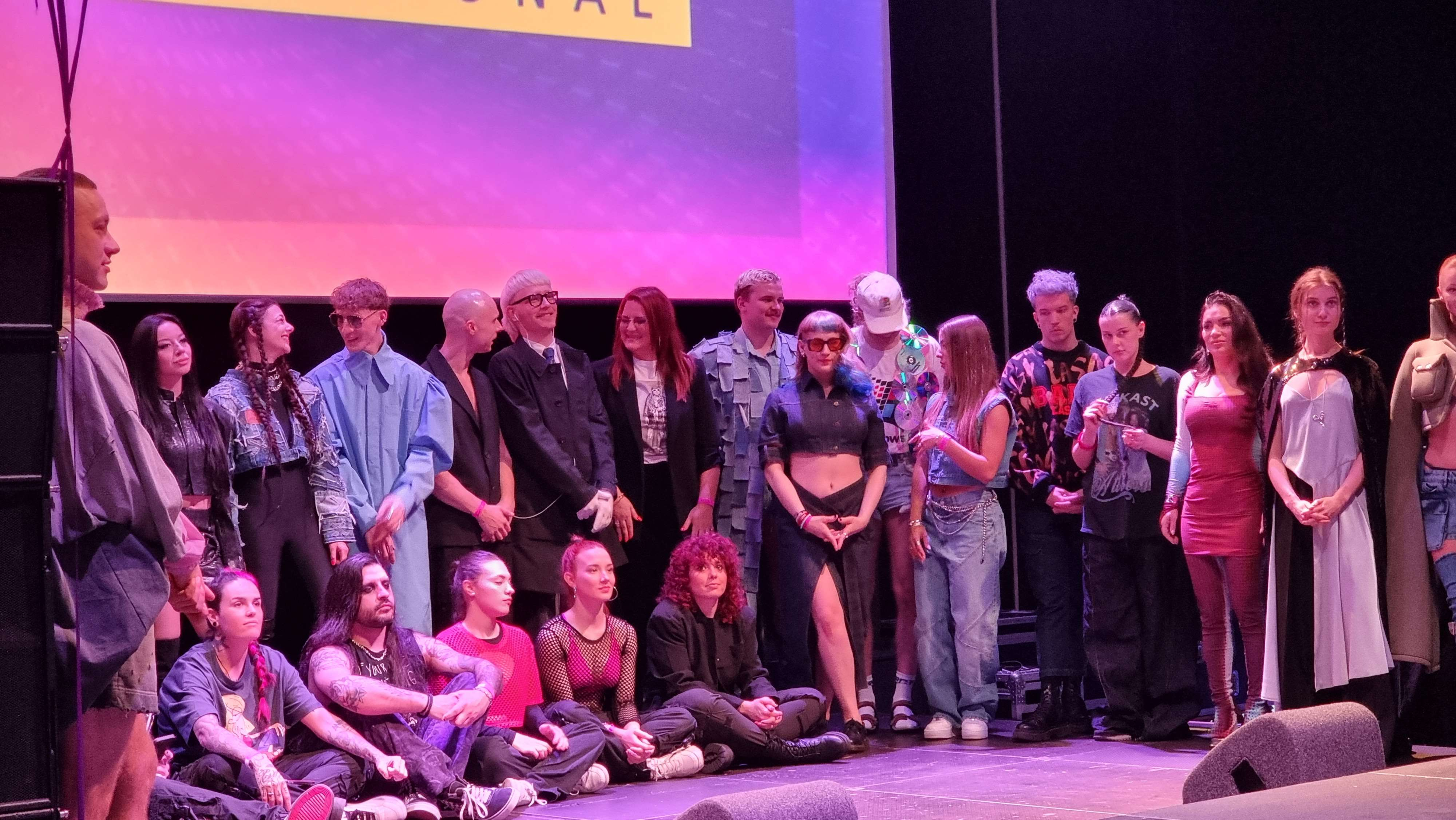
Az amszterdami parti résztvevői

A részt vevő előadók a verseny előtt különböző rendezvényeken népszerűsítették versenydalukat.
| Rendezvény                  | Helyszín                   | Dátum                |
| --------------------------- | -------------------------- | -------------------- |
| PrePartyES                  | Madrid, Spanyolország      | 2024. március 28–30. |
| Barcelona Eurovision Party  | Barcelona, Spanyolország   | 2024. április 4–6.   |
| London Eurovision Party     | London, Egyesült Királyság | 2024. április 7.     |
| Eurovision in Concert       | Amszterdam, Hollandia      | 2024. április 13.    |
| Nordic Eurovision Party     | Stockholm, Svédország      | 2024. április 14.    |
| Nordic Music Celebration    | Oslo, Norvégia             | 2024. április 20.    |
| Copenhagen Eurovision Party | Koppenhága, Dánia          | 2024. május 4.       |

### Próbák és sajtótájékoztatók
A próbák április 27-én kezdődtek a verseny helyszínén. Az első körben minden ország elpróbálhatta a produkcióját többször is egymás után, valamint még a színpadra lépés előtt, a színfalak mögött beállították az énekesek mikrofonjait és fülmonitorjait. A színpadi próba után a delegációk a videószobába vonultak, ahol megnézhették, hogy a rendező csatorna hogyan képzeli el a produkció lefilmezését.
A kezdési időpontok helyi idő szerint vannak feltüntetve. (UTC+01:00)
| Dátum                        | Ország       | Próba       |
| ---------------------------- | ------------ | ----------- |
| 2024. április 27. (szombat)  | Ciprus       | 10:30–11:00 |
| 2024. április 27. (szombat)  | Szerbia      | 11:10–11:40 |
| 2024. április 27. (szombat)  | Litvánia     | 11:50–12:20 |
| 2024. április 27. (szombat)  | Írország     | 12:30–13:00 |
| 2024. április 27. (szombat)  | Ukrajna      | 14:10–14:40 |
| 2024. április 27. (szombat)  | Horvátország | 14:50–15:20 |
| 2024. április 27. (szombat)  | Ukrajna      | 15:30–16:00 |
| 2024. április 28. (vasárnap) | Izland       | 10:30–11:00 |
| 2024. április 28. (vasárnap) | Szlovénia    | 11:10–11:40 |
| 2024. április 28. (vasárnap) | Finnország   | 11:50–12:20 |
| 2024. április 28. (vasárnap) | Moldova      | 12:30–13:00 |
| 2024. április 28. (vasárnap) | Azerbajdzsán | 14:10–14:40 |
| 2024. április 28. (vasárnap) | Ausztrália   | 14:50–15:20 |
| 2024. április 28. (vasárnap) | Portugália   | 15:30–16:00 |
| 2024. április 28. (vasárnap) | Luxemburg    | 16:10–16:40 |
| 2024. április 29. (hétfő)    | Málta        | 10:30–11:00 |
| 2024. április 29. (hétfő)    | Albánia      | 11:10–11:40 |
| 2024. április 29. (hétfő)    | Görögország  | 11:50–12:20 |
| 2024. április 29. (hétfő)    | Svájc        | 12:30–13:00 |
| 2024. április 29. (hétfő)    | Csehország   | 14:10–14:40 |
| 2024. április 29. (hétfő)    | Ausztria     | 14:50–15:20 |
| 2024. április 29. (hétfő)    | Dánia        | 15:30–16:00 |
| 2024. április 29. (hétfő)    | Örményország | 16:10–16:40 |
| 2024. április 30. (kedd)     | Lettország   | 10:30–11:00 |
| 2024. április 30. (kedd)     | San Marino   | 11:10–11:40 |
| 2024. április 30. (kedd)     | Grúzia       | 11:50–12:20 |
| 2024. április 30. (kedd)     | Belgium      | 12:30–13:00 |
| 2024. április 30. (kedd)     | Észtország   | 14:10–14:40 |
| 2024. április 30. (kedd)     | Izrael       | 14:50–15:20 |
| 2024. április 30. (kedd)     | Norvégia     | 15:30–16:00 |
| 2024. április 30. (kedd)     | Hollandia    | 16:10–16:40 |

| Dátum                      | Ország             | Próba       |
| -------------------------- | ------------------ | ----------- |
| 2024. május 1. (szerda)    | Ciprus             | 10:30–10:50 |
| 2024. május 1. (szerda)    | Szerbia            | 10:55–11:15 |
| 2024. május 1. (szerda)    | Litvánia           | 11:20–11:40 |
| 2024. május 1. (szerda)    | Írország           | 11:45–12:05 |
| 2024. május 1. (szerda)    | Ukrajna            | 12:10–12:30 |
| 2024. május 1. (szerda)    | Lengyelország      | 12:35–12:55 |
| 2024. május 1. (szerda)    | Horvátország       | 14:00–14:20 |
| 2024. május 1. (szerda)    | Izland             | 14:25–14:45 |
| 2024. május 1. (szerda)    | Szlovénia          | 14:50–15:10 |
| 2024. május 1. (szerda)    | Finnország         | 15:15–15:35 |
| 2024. május 1. (szerda)    | Moldova            | 15:40–16:00 |
| 2024. május 1. (szerda)    | Azerbajdzsán       | 16:30–16:50 |
| 2024. május 1. (szerda)    | Ausztrália         | 16:55–17:15 |
| 2024. május 1. (szerda)    | Portugália         | 17:20–17:40 |
| 2024. május 1. (szerda)    | Luxemburg          | 17:45–18:05 |
| 2024. május 2. (csütörtök) | Málta              | 10:30–10:50 |
| 2024. május 2. (csütörtök) | Albánia            | 10:55–11:15 |
| 2024. május 2. (csütörtök) | Görögország        | 11:20–11:40 |
| 2024. május 2. (csütörtök) | Svájc              | 11:45–12:05 |
| 2024. május 2. (csütörtök) | Csehország         | 12:10–12:30 |
| 2024. május 2. (csütörtök) | Ausztria           | 12:35–12:55 |
| 2024. május 2. (csütörtök) | Dánia              | 14:00–14:20 |
| 2024. május 2. (csütörtök) | Örményország       | 14:25–14:45 |
| 2024. május 2. (csütörtök) | Lettország         | 14:50–15:10 |
| 2024. május 2. (csütörtök) | Egyesült Királyság | 15:40–16:10 |
| 2024. május 2. (csütörtök) | Németország        | 15:20–16:50 |
| 2024. május 2. (csütörtök) | Svédország         | 17:00–17:30 |
| 2024. május 2. (csütörtök) | Franciaország      | 17:40–18:10 |
| 2024. május 2. (csütörtök) | Spanyolország      | 19:20–19:50 |
| 2024. május 2. (csütörtök) | Olaszország        | 20:00–20:30 |
| 2024. május 3. (péntek)    | San Marino         | 10:30–10:50 |
| 2024. május 3. (péntek)    | Grúzia             | 10:55–11:15 |
| 2024. május 3. (péntek)    | Belgium            | 11:20–11:40 |
| 2024. május 3. (péntek)    | Észtország         | 11:45–12:05 |
| 2024. május 3. (péntek)    | Izrael             | 12:10–12:30 |
| 2024. május 3. (péntek)    | Norvégia           | 13:40–14:00 |
| 2024. május 3. (péntek)    | Hollandia          | 14:05–14:25 |
| 2024. május 4. (szombat)   | Egyesült Királyság | 13:10–13:30 |
| 2024. május 4. (szombat)   | Németország        | 13:35–13:55 |
| 2024. május 4. (szombat)   | Svédország         | 14:00–14:20 |
| 2024. május 4. (szombat)   | Franciaország      | 14:25–14:45 |
| 2024. május 4. (szombat)   | Spanyolország      | 14:50–15:10 |
| 2024. május 4. (szombat)   | Olaszország        | 15:15–15:35 |

#### Főpróbák és élő közvetítések
A kezdési időpontok helyi idő szerint vannak feltüntetve. (CET)
| 6 hétfő                                     | 7 kedd                                          | 8 szerda                                    | 9 csütörtök                                     | 10 péntek                                   | 11 szombat                                      |
| Első elődöntő                               | Első elődöntő                                   | Második elődöntő                            | Második elődöntő                                | Döntő                                       | Döntő                                           |
| ------------------------------------------- | ----------------------------------------------- | ------------------------------------------- | ----------------------------------------------- | ------------------------------------------- | ----------------------------------------------- |
| 1. főpróba 15:45–18:30                      | 3. főpróba – délutáni bemutató show 15:00–17:45 | 1. főpróba 15:45–18:30                      | 3. főpróba – délutáni bemutató show 15:00–17:45 | 1. főpróba 13:30–18:00                      | 3. főpróba – délutáni bemutató show 13:30–17:30 |
| 2. főpróba – esti bemutató show 21:00–23:45 | Élő közvetítés 21:00–23:15                      | 2. főpróba – esti bemutató show 21:00–23:45 | Élő közvetítés 21:00–23:15                      | 2. főpróba – esti bemutató show 21:00–01:30 | Élő közvetítés 21:00–01:00                      |

### Megnyitó ünnepség
Eurovíziós hagyomány, hogy a rendező város vörös szőnyeges megnyitó ünnepséget szervez a résztvevők számára. Ezzel az eseménnyel veszi kezdetét az eurovíziós hét. A vörös szőnyeg ebben az évben ismét türkizkék színű lett. Ezúttal a malmői Gamla stadenben rendezték meg az eseményt. A megnyitón az összes résztvevő ország delegációja – Izrael kivételével – felvonult egyesével: először fotókat készítettek, majd a műsorvezetőkkel beszélgettek pár percig. Továbbhaladva a különböző országokból érkezett sajtó tagjainak adtak interjúkat. Ezután vonulnak be a Malmö Live-ba, ahol egy zártkörű ünnepségen vehettek részt a delegációk. Az eseményt május 5-én, vasárnap, 15:30-tól közvetítették a hivatalos eurovíziós YouTube-csatornán. A megnyitó műsorvezetői, Elecktra és Tia Kofi drag queenek voltak.

## A szavazás

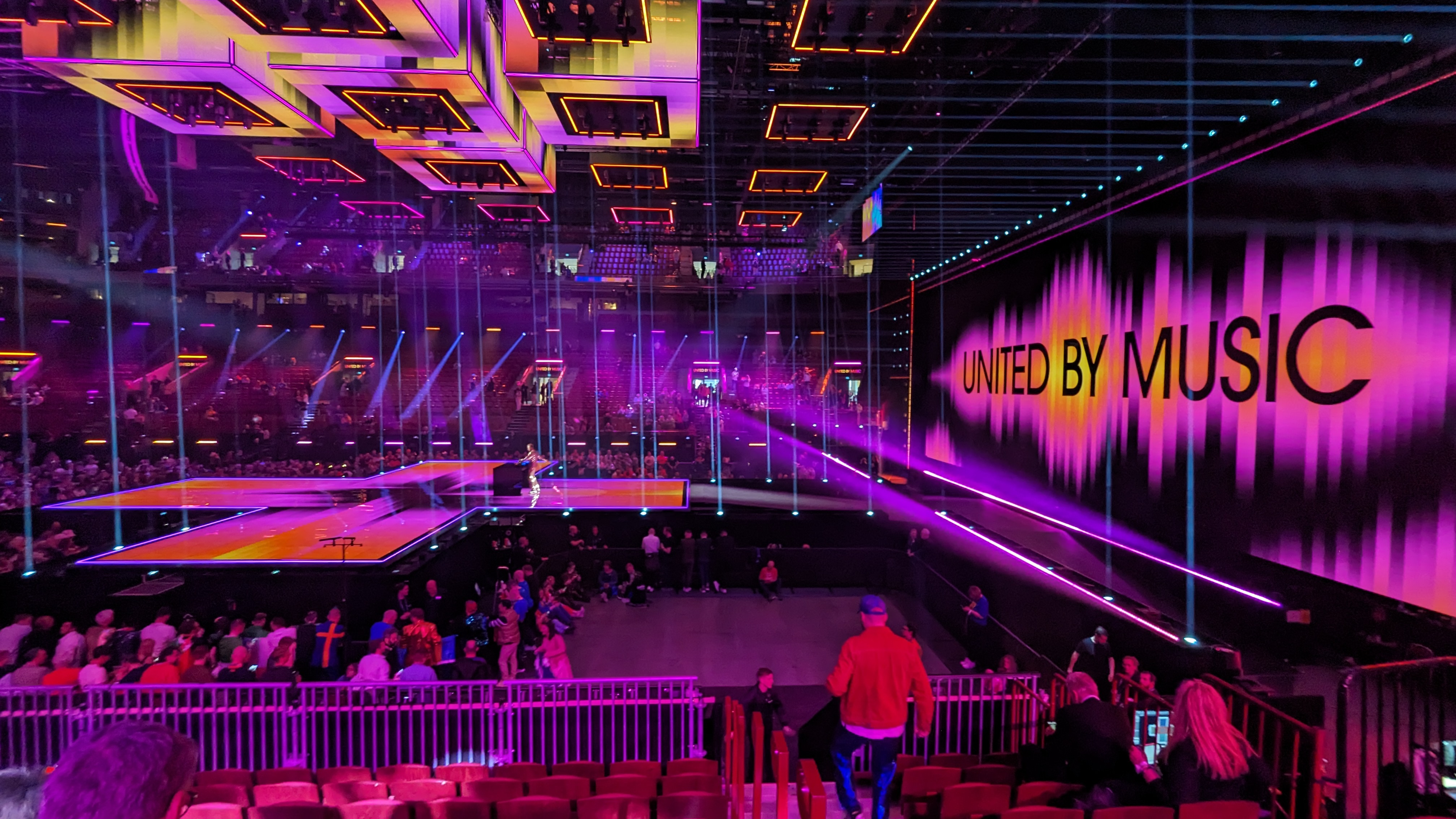
A dalfesztivál színpada

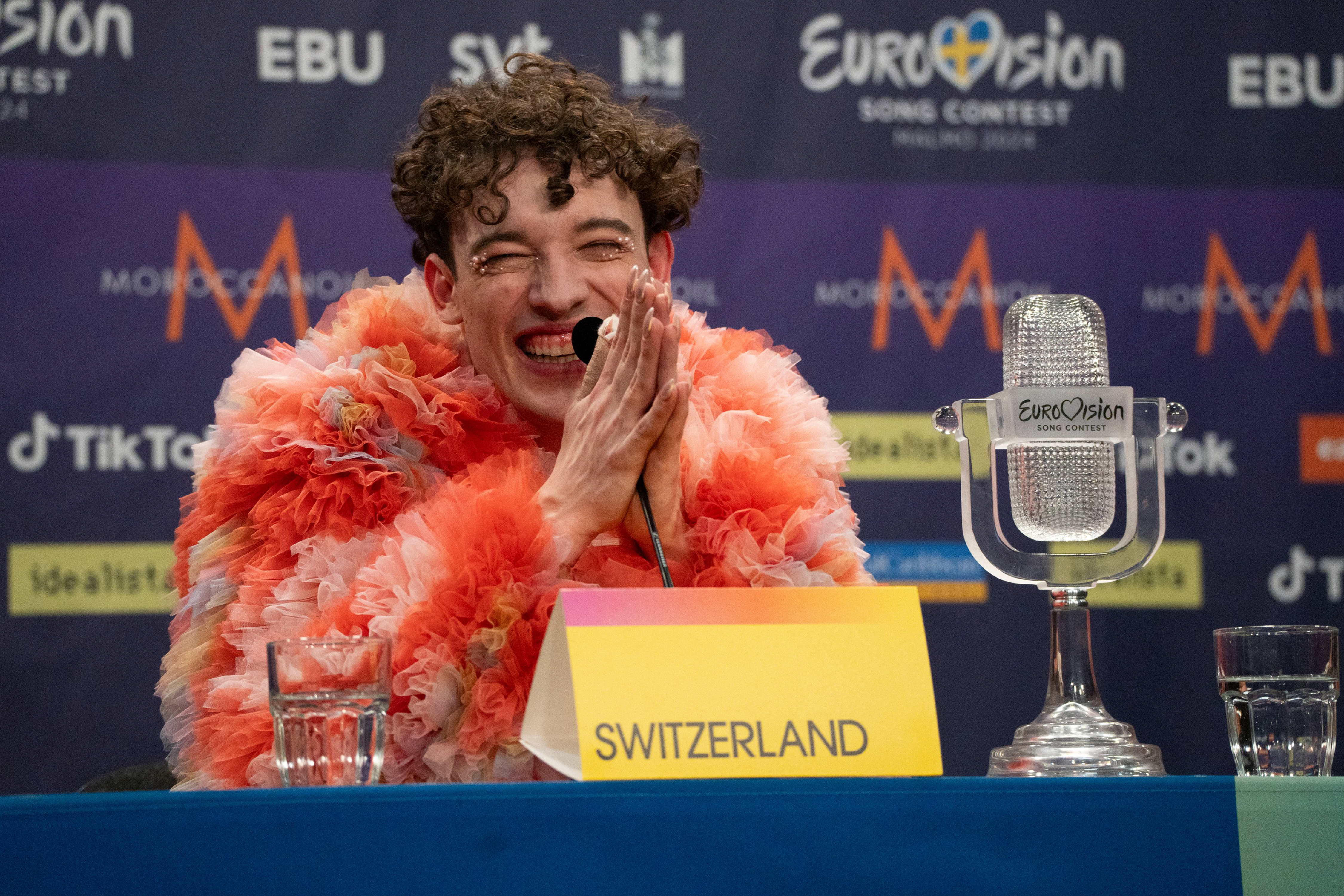
Nemo a dalfesztivált követően a győztes sajtótájékoztatóján

A végeredmény az elődöntőkben kizárólag a telefonos szavazásnak köszönhetően alakult ki, míg a döntőben mindegyik ország rendelkezett egy ötfős szakmai zsűrivel, és az ő pontjaik, valamint a nézők telefonos szavazatai külön-külön alakították ki az országonkénti eredményeket. Mindegyik ország közönsége és zsűrije a 10-10 kedvenc dalára szavazott, melyek 1–8, 10 és 12 pontot kapnak. (Az egyéni zsűritagok teljes listát állítottak fel, melyben minden döntős ország szerepelt, azonban a végső eredményben csak a legjobb tíz kapott pontot.) A két lista összesítése alapján derült ki a végső sorrend. Az elődöntőkben a részt vevő országok, illetve az automatikusan döntősök közül az előre meghatározott országok, valamint a nézők egy ország telefonos szavazaival megegyező mértékben a Világ többi részéről adhatták le szavazataikat. A döntőben mind a 37 részt vevő ország és egy ország telefonos szavazaival megegyező mértékben a Világ többi része szavazhatott.
Az elődöntők eredményeit a döntő után hozták nyilvánosságra. Az első elődöntőben Izland végzett az utolsó helyen, történetük során másodszor, míg a második elődöntőben Málta zárt a tabella legalján, sorozatban másodszor.
A döntőben a zsűri szavazása során egyetlen ország, Svájc állt az élen végig. A közönségszavazatok hozzáadásával pillanatnyilag átvette a vezetést Izrael, Ukrajna, valamint Horvátország, azonban végül történetének harmadik győzelmét aratva Svájc nyerte meg a versenyt. A 2016-ban bevezetett új pontozási rendszernek köszönhetően az 591 pont a negyedik legmagasabb pontszám, amit versenyző elért. Ez éppen nyolc ponttal több, mint amennyit az előző évi svéd győztes, Loreen összegyűjtött. Emellett a győztes dal huszonkettő ország zsűrijétől, és egy ország nézőitől gyűjtötte be a maximális tizenkét pontot. A zsűrinél az első helyen, míg a telefonos szavazáson az ötödik helyen végzett. Egyetlen ország zsűrije (Horvátország) és egyetlen ország nézői (Izrael) nem adtak pontot a győztesnek. A zsűri szavazáson a legtöbb tizenkét pontot a győztes dal kapta, mely a második elődöntőben csak a negyedik helyen végzett. A közönségtől a legtöbb tizenkét pontot Izrael dala kapta, mely a második elődöntőben az első helyen végzett. A második helyezett az első elődöntő győztese, Horvátország lett, akik a zsűri szavazáson harmadikak, a közönségszavazáson pedig első helyen végeztek. A harmadik helyen az első elődöntő második helyezettje, Ukrajna végzett. A döntőben az utolsó helyet Norvégia szerezte meg, történetük során tizenkettedszer.
A házigazda Svédország a kilencedik helyen végzett. A hazai közönség ezúttal egyszer örülhetett a zsűri szavazás során a maximális 12 pontnak, ugyanis a német zsűrinél az első helyen végeztek a svéd versenyzők. A döntőben mindösszesen tizenhat olyan dal volt, amely nem kapott legalább egyszer tizenkét pontot; kilenc pedig legalább egyszer kapott.

### Esélyek
A verseny előtt a legesélyesebbnek Horvátországot, Izraelt és Svájcot tartották. A Eurovisionworld által összesített tizenöt fogadóiroda szerinti sorrendben a szavazás utolsó pillanatban Horvátország győzelmére látták a legnagyobb lehetőséget – 52%-ot, míg Izraelre 16%, Svájcra 15% volt a végső győzelmi esély.

### Zsűritagok
A nemzeti zsűrik a döntő előtt egy nappal egy zárt láncú közvetítésben egy videószobából követték figyelemmel a második főpróbát, és az ott látottak, valamint hallottak alapján rangsorolták a produkciókat. Ezt a próbát emiatt zsűri shownak hívták, és az élő adáshoz hasonló eurovíziós élményt nyújtja a jegyet váltóknak az arénában, a valós eredményhirdetést leszámítva. A döntő előtti napon 37 országból összesen 185 zsűritag pontozta a produkciókat. Az elődöntők során is hasonlóan szavazott a zsűri, azonban 2023 óta a pontjaik csak tartalékként szolgálnak – abban az esetben, ha nem sikerült volna egy országban érvényes telefonos szavazatokat beszámítani a végeredménybe. A zsűritagok névsorát a döntő után hozta nyilvánosságra az EBU.

## Első elődöntő

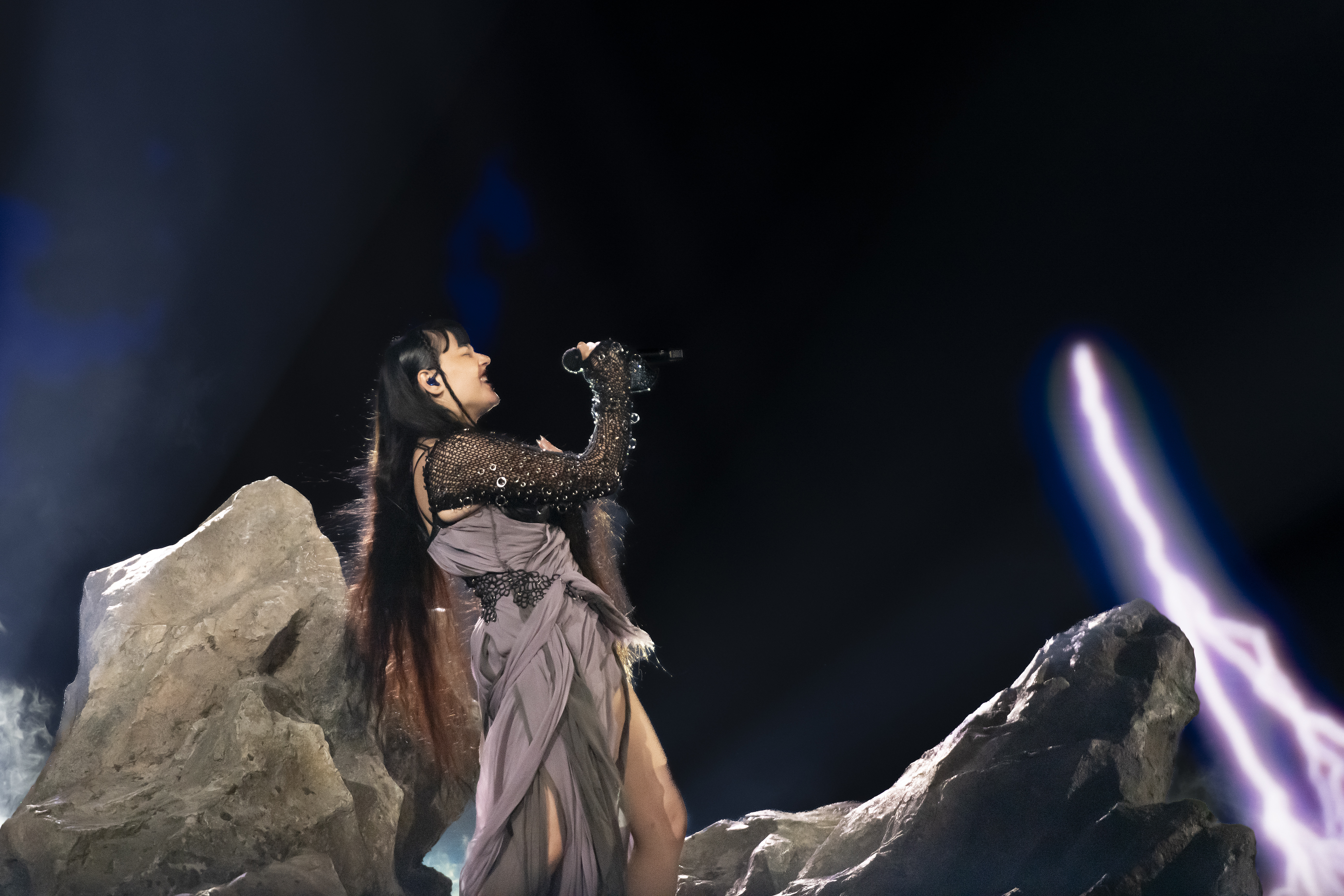
Teya Dora

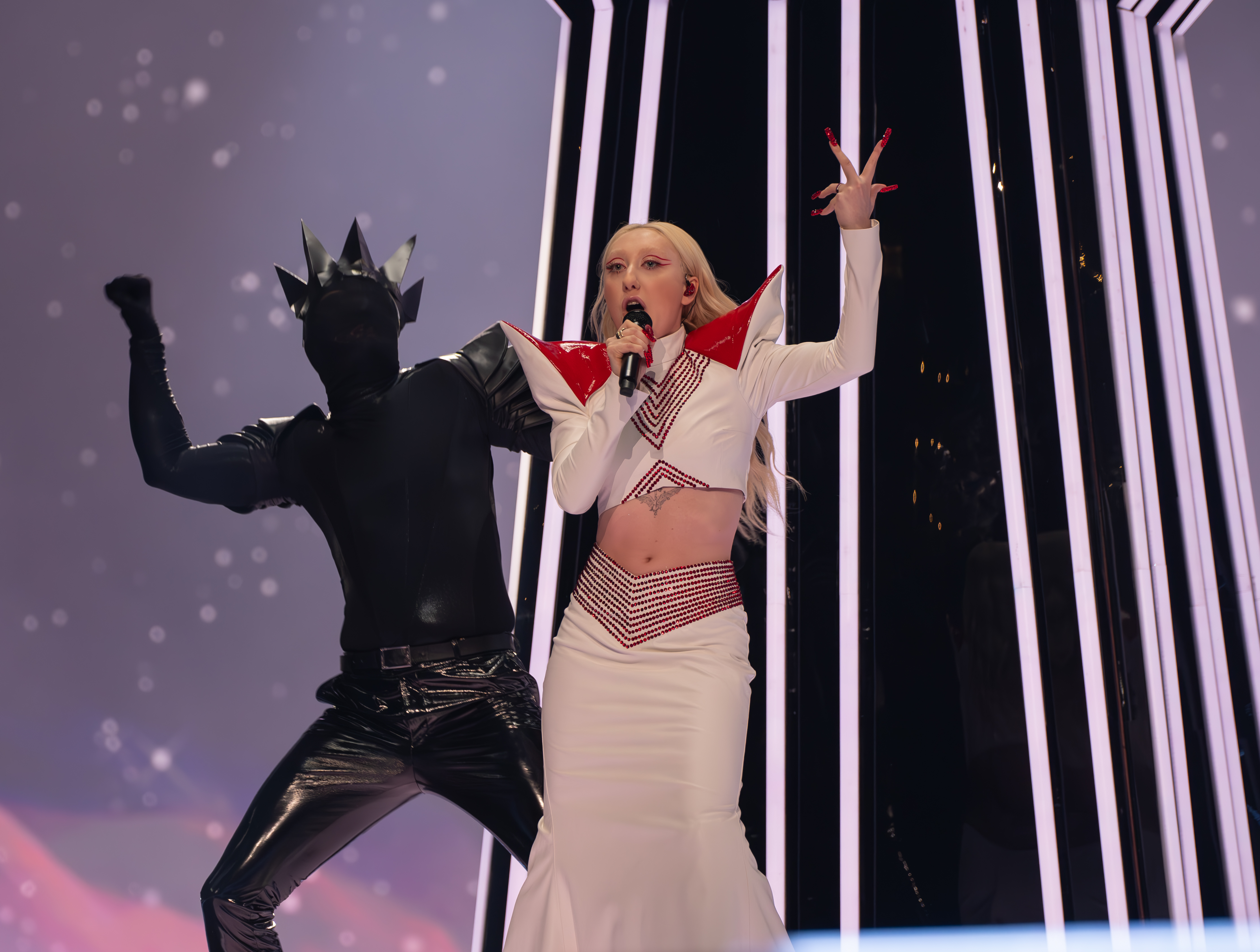
Luna

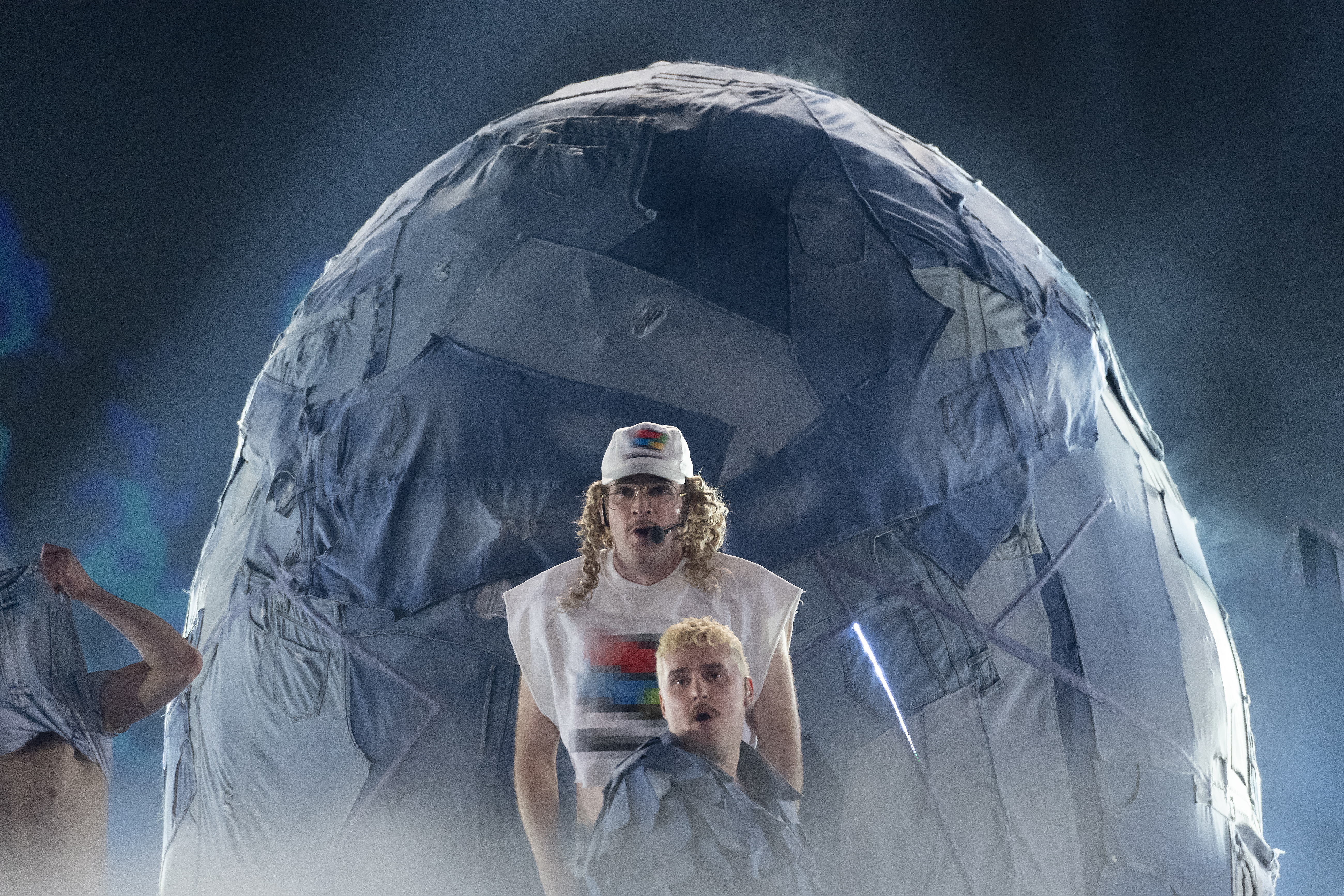
Windows95man

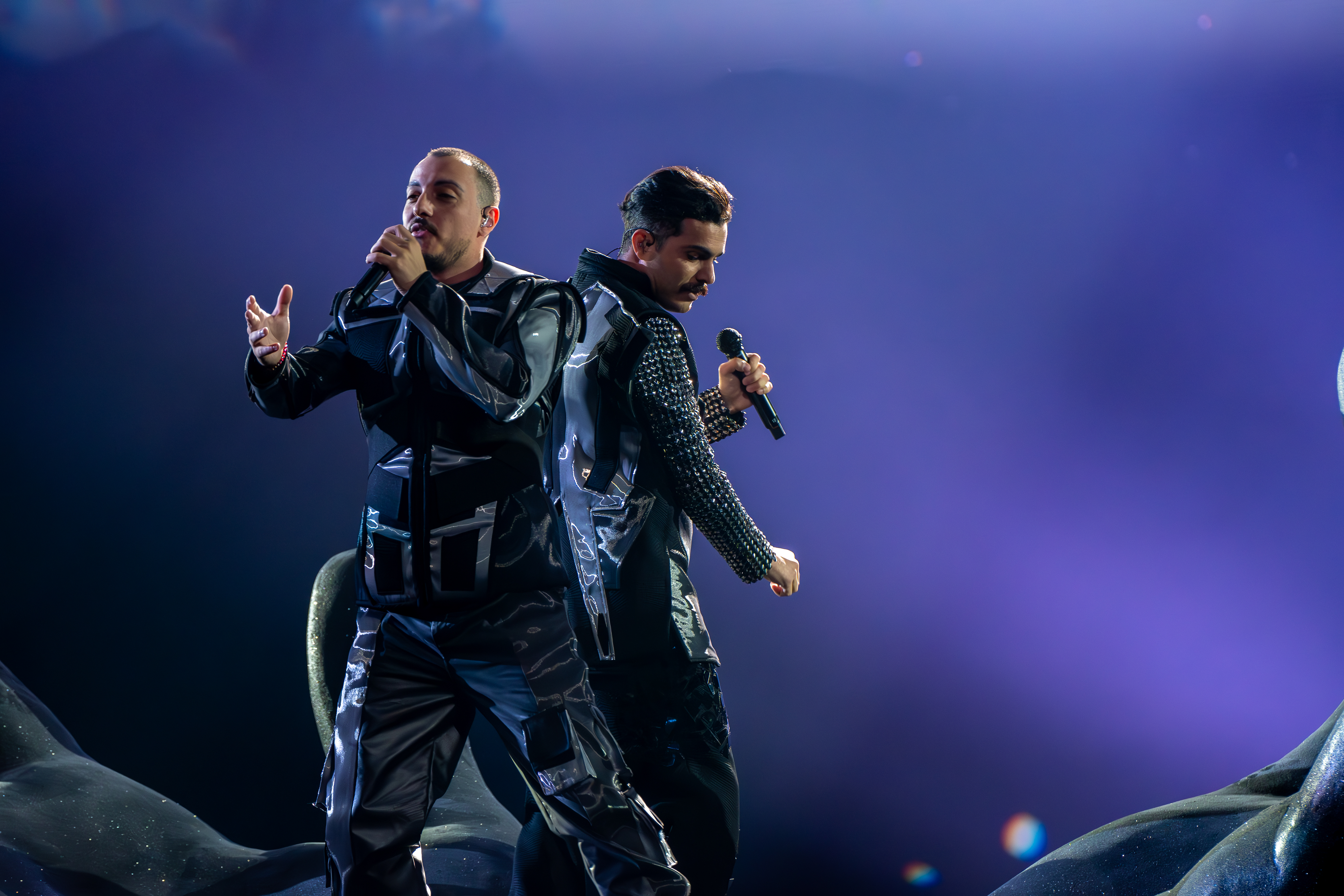
Fahree feat. Ilkin Dovlatov

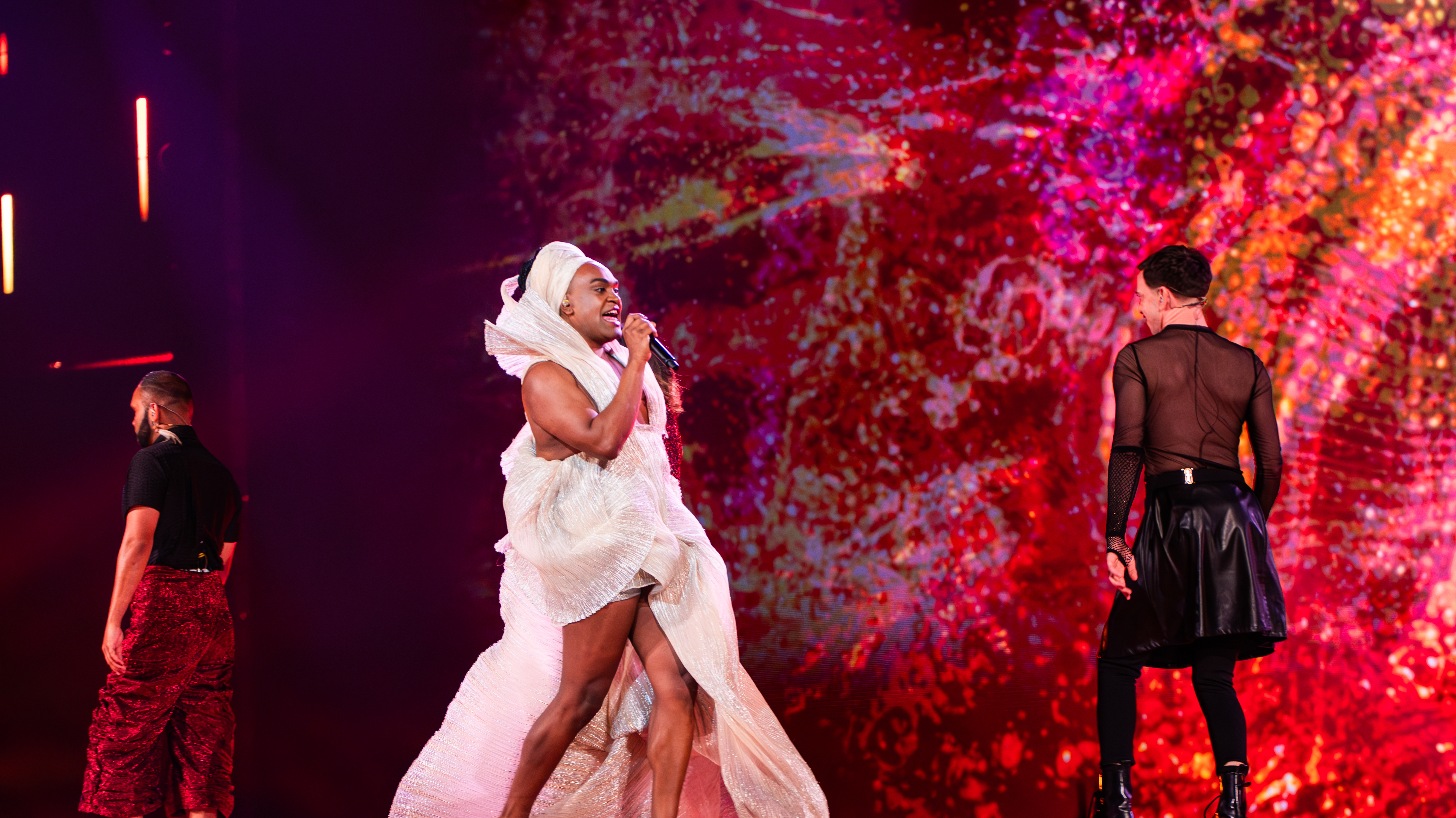
Electric Fields

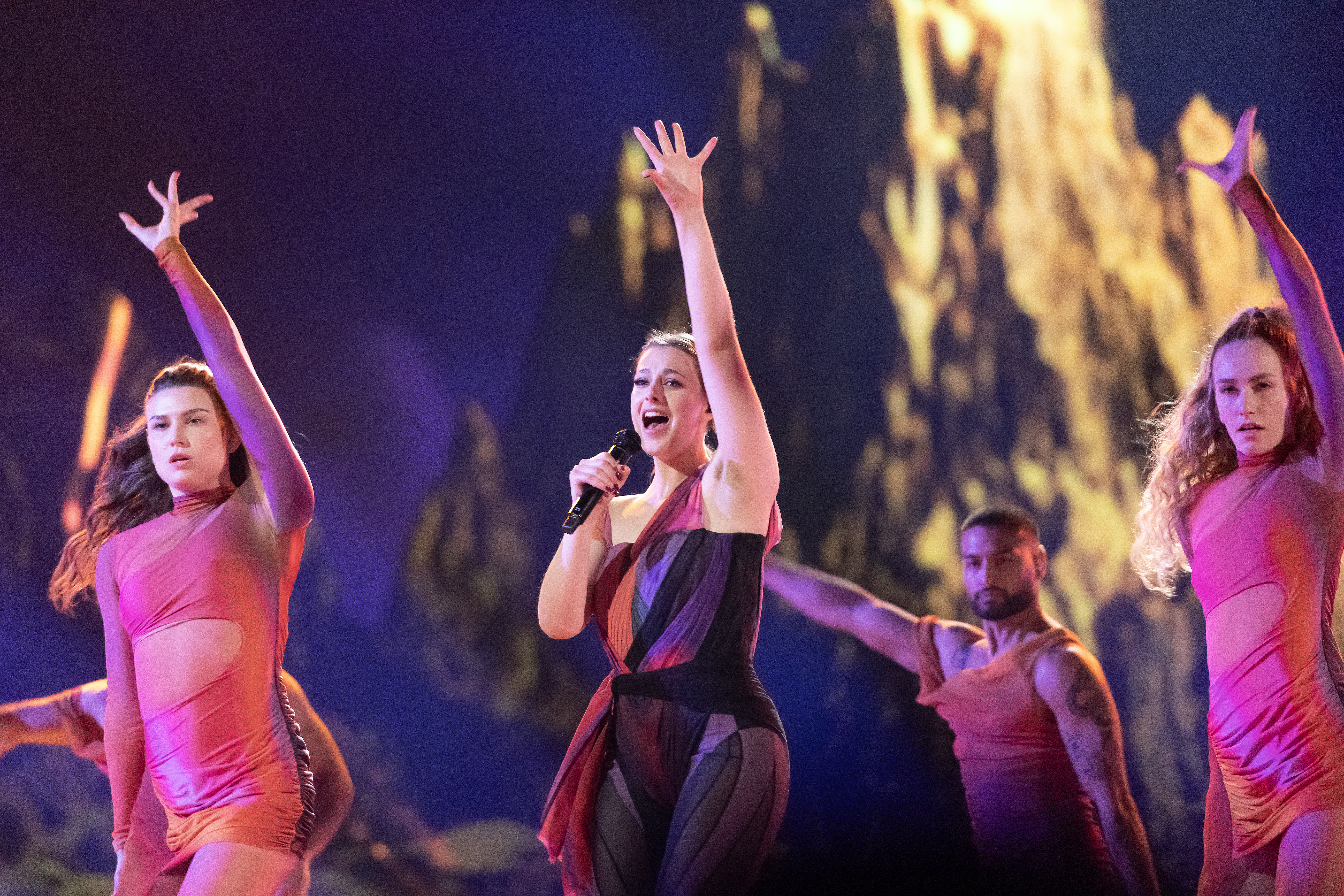
Tali

Az első elődöntőt május 7-én rendezték meg tizenöt ország részvételével. Az egyes országok által kiosztott pontok a telefonos szavazás alapján alakultak ki, mely szerint az első tíz helyezett jutott tovább a döntőbe. A részt vevő országokon kívül három automatikusan döntős ország – az  Egyesült Királyság,  Németország és  Svédország – és egy ország szavazatával megegyező mértékben a világ többi része is szavazott az első elődöntőben. Az automatikusan döntős országok előadói a produkciójukat is előadták az elődöntőben: az Egyesült Királyság Írország után és Ukrajna előtt, Németország Izland után és Szlovénia előtt, míg Svédország Moldova után és Azerbajdzsán előtt mutatta be a dalát fellépési sorrendben.
Az első elődöntőt Eleni Foureira (Ciprus 2018), Eric Saade (Svédország 2011) és Chanel (Spanyolország 2022) nyitotta meg, akik korábbi eurovíziós dalaikat adták elő. A szavazási szünetben Johnny Logan énekelte el Loreen Euphoria című dalát, majd Benjamin Ingrosso lépett fel, aki híres dalaiból adott elő egy egyveleget.
| #  | Ország        | Előadó                      | Dal                     | Helyezés | Pontszám |
| -- | ------------- | --------------------------- | ----------------------- | -------- | -------- |
| 01 | Ciprus        | Silia Kapsis                | Liar                    | 6.       | 67       |
| 02 | Szerbia       | Teya Dora                   | Ramonda                 | 10.      | 47       |
| 03 | Litvánia      | Silvester Belt              | Luktelk                 | 4.       | 119      |
| 04 | Írország      | Bambie Thug                 | Doomsday Blue           | 3.       | 124      |
| 05 | Ukrajna       | Alyona Alyona & Jerry Heil  | Teresa & Maria          | 2.       | 173      |
| 06 | Lengyelország | Luna                        | The Tower               | 12.      | 35       |
| 07 | Horvátország  | Baby Lasagna                | Rim Tim Tagi Dim        | 1.       | 177      |
| 08 | Izland        | Hera Björk                  | Scared of Heights       | 15.      | 3        |
| 09 | Szlovénia     | Raiven                      | Veronika                | 9.       | 51       |
| 10 | Finnország    | Windows95man                | No Rules!               | 7.       | 59       |
| 11 | Moldova       | Natalia Barbu               | In the Middle           | 13.      | 20       |
| 12 | Azerbajdzsán  | Fahree feat. Ilkin Dovlatov | Özünlə apar             | 14.      | 11       |
| 13 | Ausztrália    | Electric Fields             | One Milkali (One Blood) | 11.      | 41       |
| 14 | Portugália    | Iolanda                     | Grito                   | 8.       | 58       |
| 15 | Luxemburg     | Tali                        | Fighter                 | 5.       | 117      |

### Ponttáblázat
| Ország        | Össz. | Szavazók | Szavazók | Szavazók | Szavazók | Szavazók           | Szavazók | Szavazók      | Szavazók     | Szavazók | Szavazók    | Szavazók  | Szavazók   | Szavazók | Szavazók   | Szavazók     | Szavazók   | Szavazók   | Szavazók  | Szavazók            |
| Ország        | Össz. | Ciprus   | Szerbia  | Litvánia | Írország | Egyesült Királyság | Ukrajna  | Lengyelország | Horvátország | Izland   | Németország | Szlovénia | Finnország | Moldova  | Svédország | Azerbajdzsán | Ausztrália | Portugália | Luxemburg | A Világ többi része |
| ------------- | ----- | -------- | -------- | -------- | -------- | ------------------ | -------- | ------------- | ------------ | -------- | ----------- | --------- | ---------- | -------- | ---------- | ------------ | ---------- | ---------- | --------- | ------------------- |
| Ciprus        | 67    |          | 4        |          | 1        | 1                  |          |               | 4            | 4        |             | 7         | 2          | 12       | 1          | 12           | 7          | 8          | 4         |                     |
| Szerbia       | 47    | 5        |          |          |          |                    |          |               | 12           |          | 5           | 10        |            |          |            | 5            |            | 1          | 5         | 4                   |
| Litvánia      | 119   | 10       | 2        |          | 12       | 12                 | 10       | 7             | 3            | 7        | 8           | 6         | 7          | 2        | 5          | 3            | 6          | 4          | 10        | 5                   |
| Írország      | 124   | 6        | 7        | 8        |          | 10                 | 8        | 8             | 6            | 3        | 6           | 4         | 8          | 5        | 6          | 6            | 10         | 7          | 6         | 10                  |
| Ukrajna       | 173   | 12       | 6        | 12       | 8        | 7                  |          | 12            | 8            | 10       | 10          | 8         | 10         | 10       | 10         | 10           | 8          | 12         | 8         | 12                  |
| Lengyelország | 35    |          |          | 4        | 7        | 6                  | 3        |               |              | 8        | 2           | 1         |            |          | 3          |              | 1          |            |           |                     |
| Horvátország  | 177   | 7        | 12       | 10       | 10       | 8                  | 12       | 10            |              | 12       | 12          | 12        | 12         | 8        | 12         | 7            | 12         | 6          | 7         | 8                   |
| Izland        | 3     | 1        |          |          |          |                    |          |               |              |          |             |           |            |          | 2          |              |            |            |           |                     |
| Szlovénia     | 51    | 2        | 10       | 3        |          |                    |          | 4             | 10           |          |             |           | 3          | 4        |            | 1            | 3          | 3          | 1         | 7                   |
| Finnország    | 59    |          |          | 6        | 5        | 4                  | 6        | 5             | 5            | 6        | 3           | 3         |            |          | 8          |              | 5          |            | 2         | 1                   |
| Moldova       | 20    | 3        | 3        |          | 2        |                    | 4        |               | 1            |          |             |           |            |          |            | 2            |            | 5          |           |                     |
| Azerbajdzsán  | 11    |          | 1        | 1        |          |                    | 1        | 1             |              |          |             |           | 1          | 6        |            |              |            |            |           |                     |
| Ausztrália    | 41    |          |          | 2        | 4        | 5                  | 5        | 2             |              | 2        | 4           |           | 5          | 1        | 4          |              |            | 2          | 3         | 2                   |
| Portugália    | 58    | 4        | 5        | 5        | 3        | 2                  | 2        | 3             | 2            | 1        | 1           | 2         | 4          | 3        |            | 4            | 2          |            | 12        | 3                   |
| Luxemburg     | 117   | 8        | 8        | 7        | 6        | 3                  | 7        | 6             | 7            | 5        | 7           | 5         | 6          | 7        | 7          | 8            | 4          | 10         |           | 6                   |

## Második elődöntő

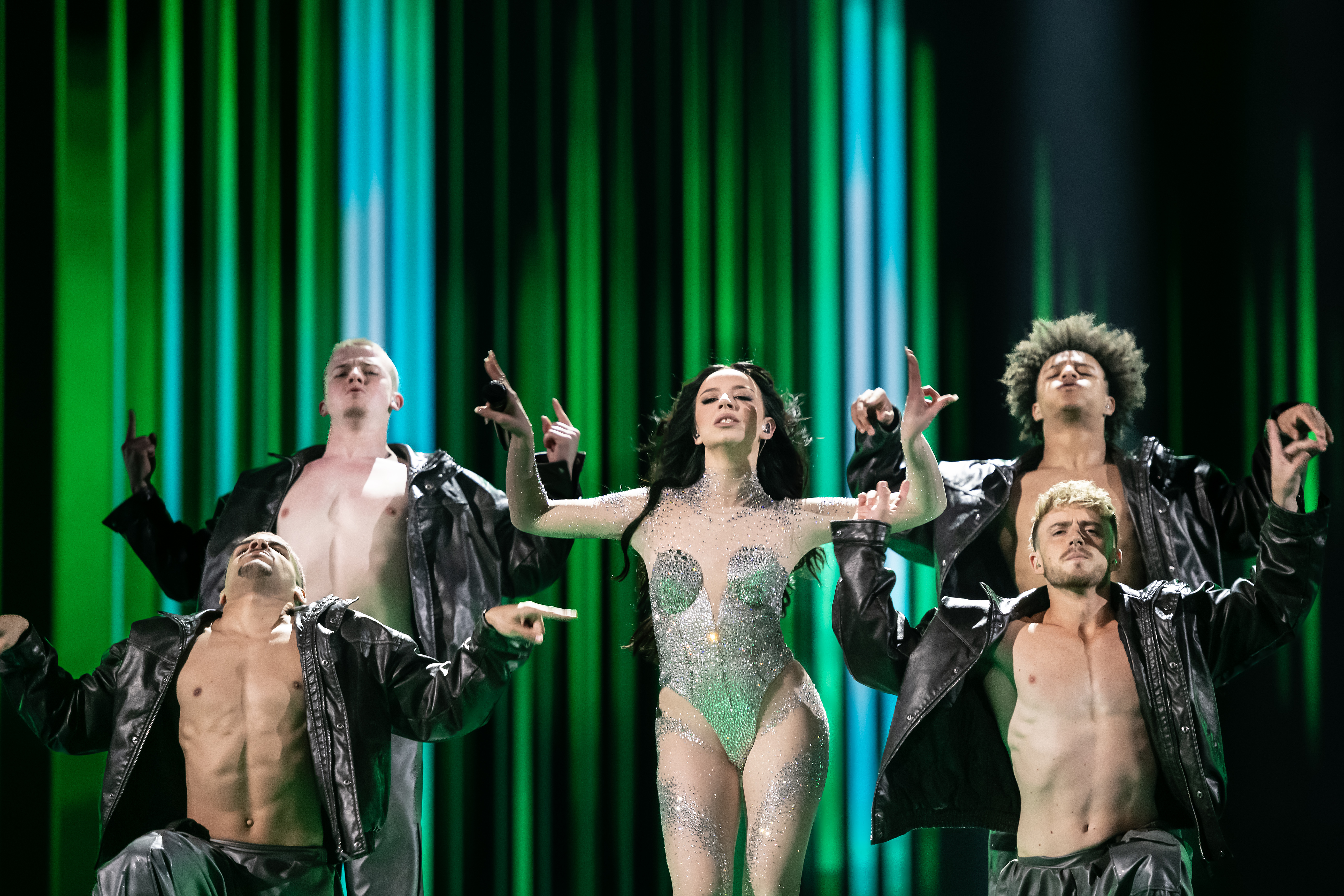
Sarah Bonnici

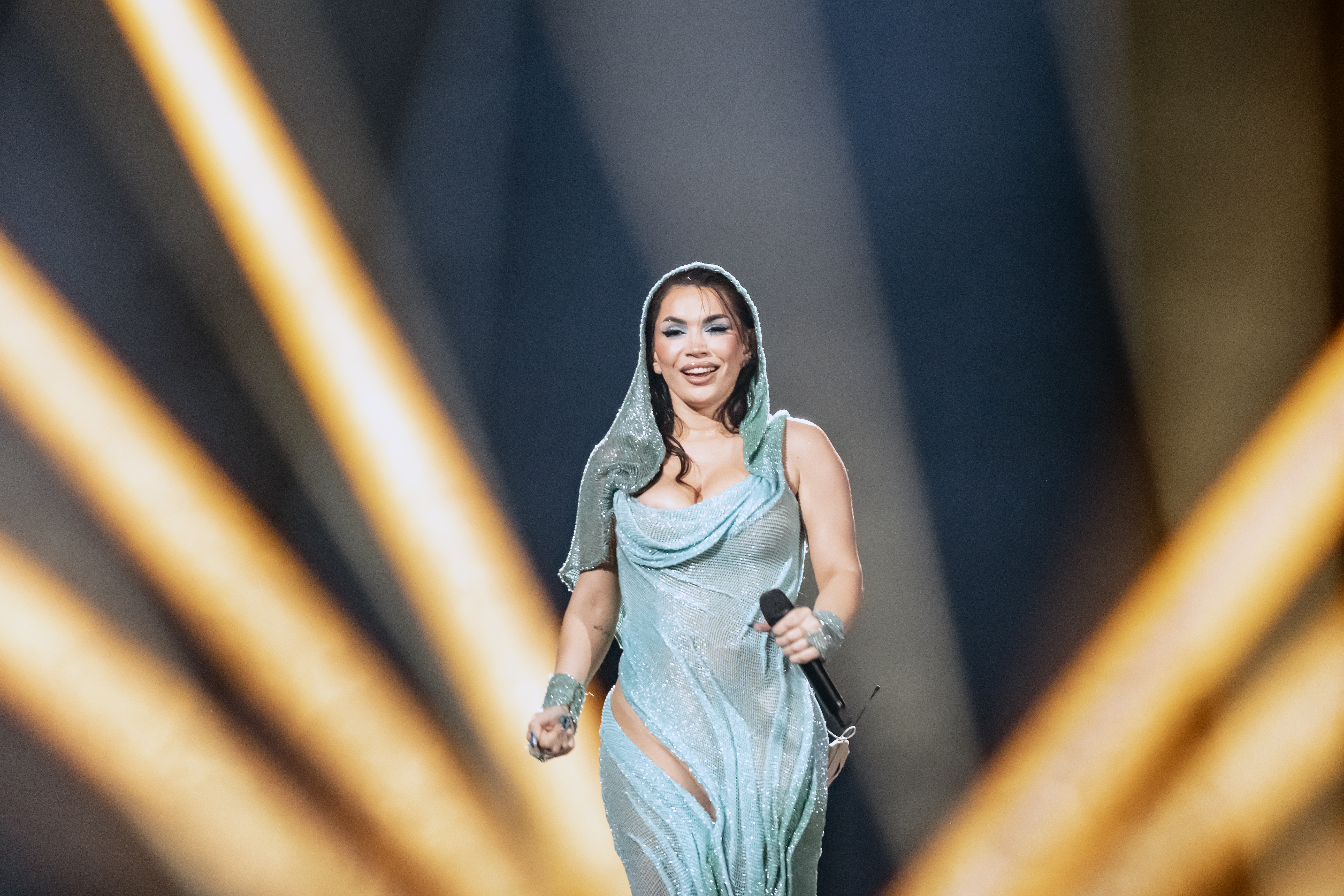
Besa

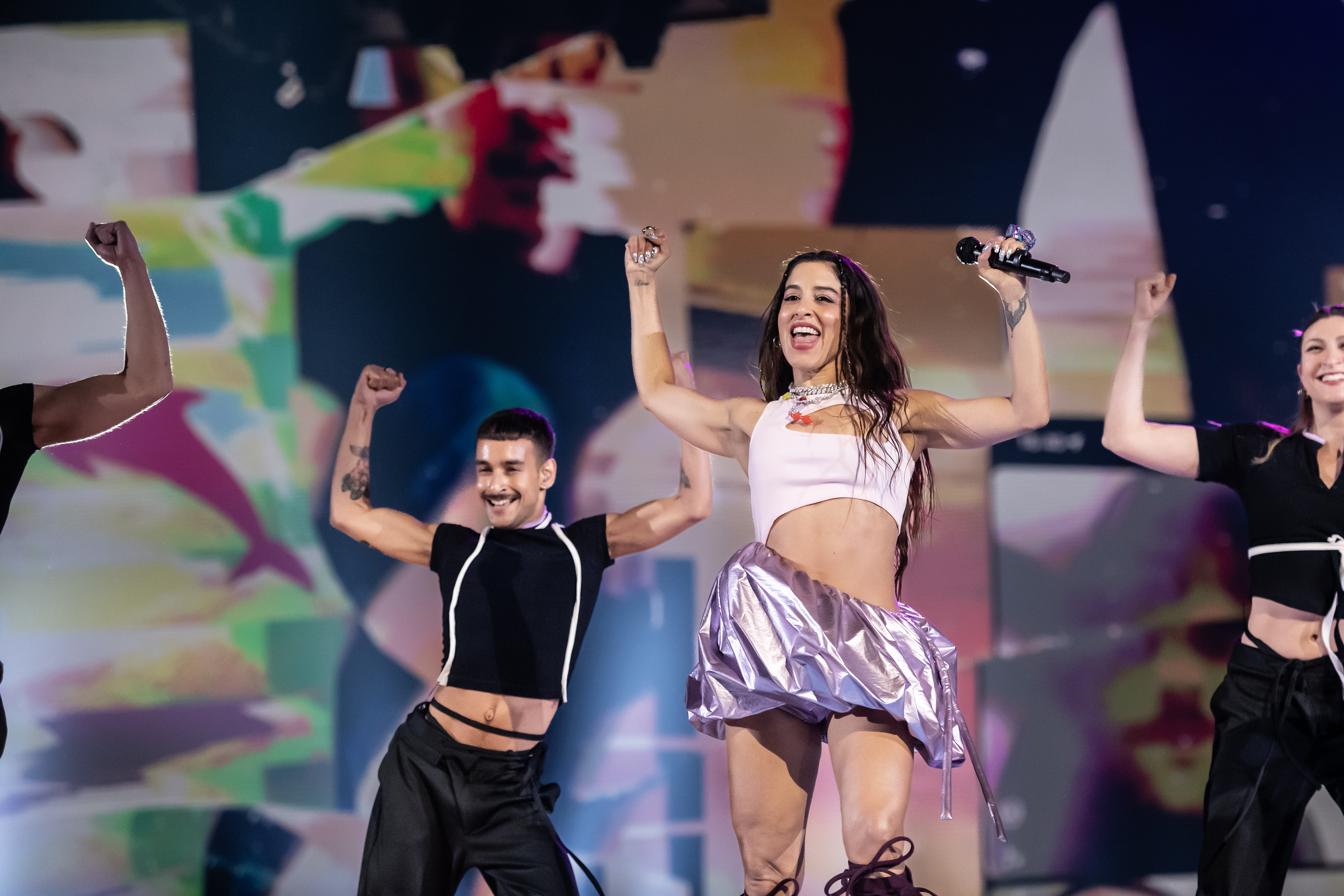
Marina Satti

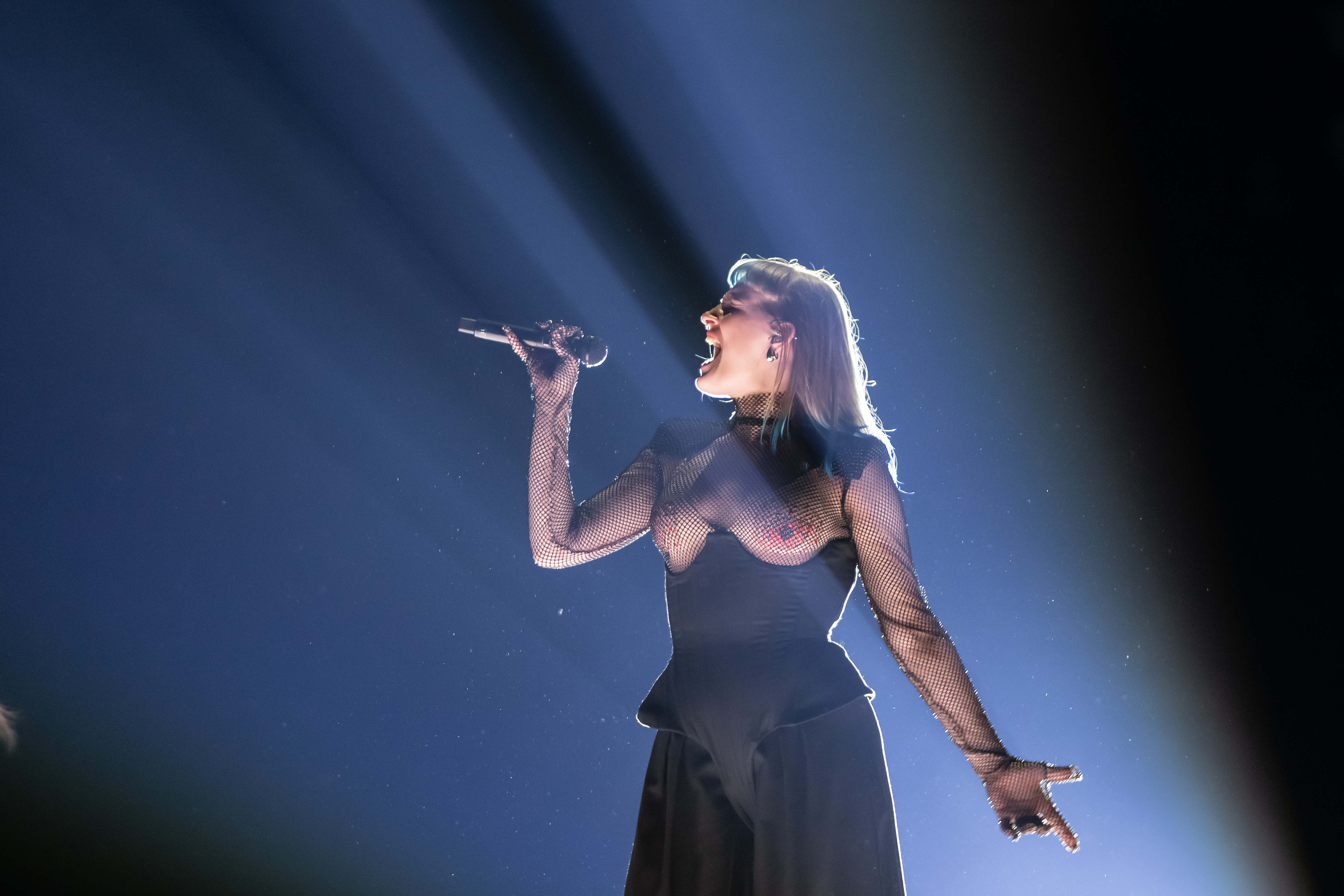
Aiko

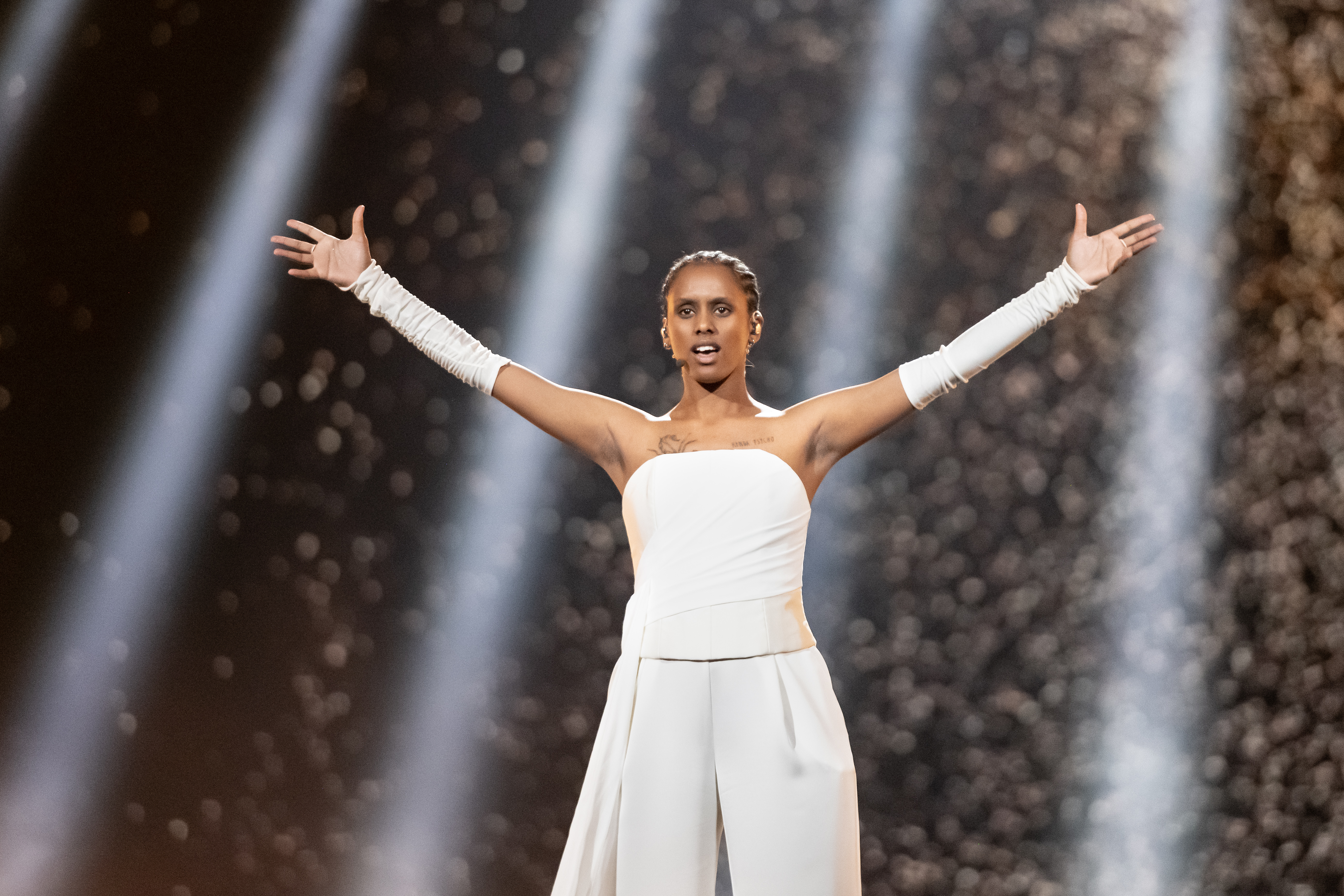
Saba

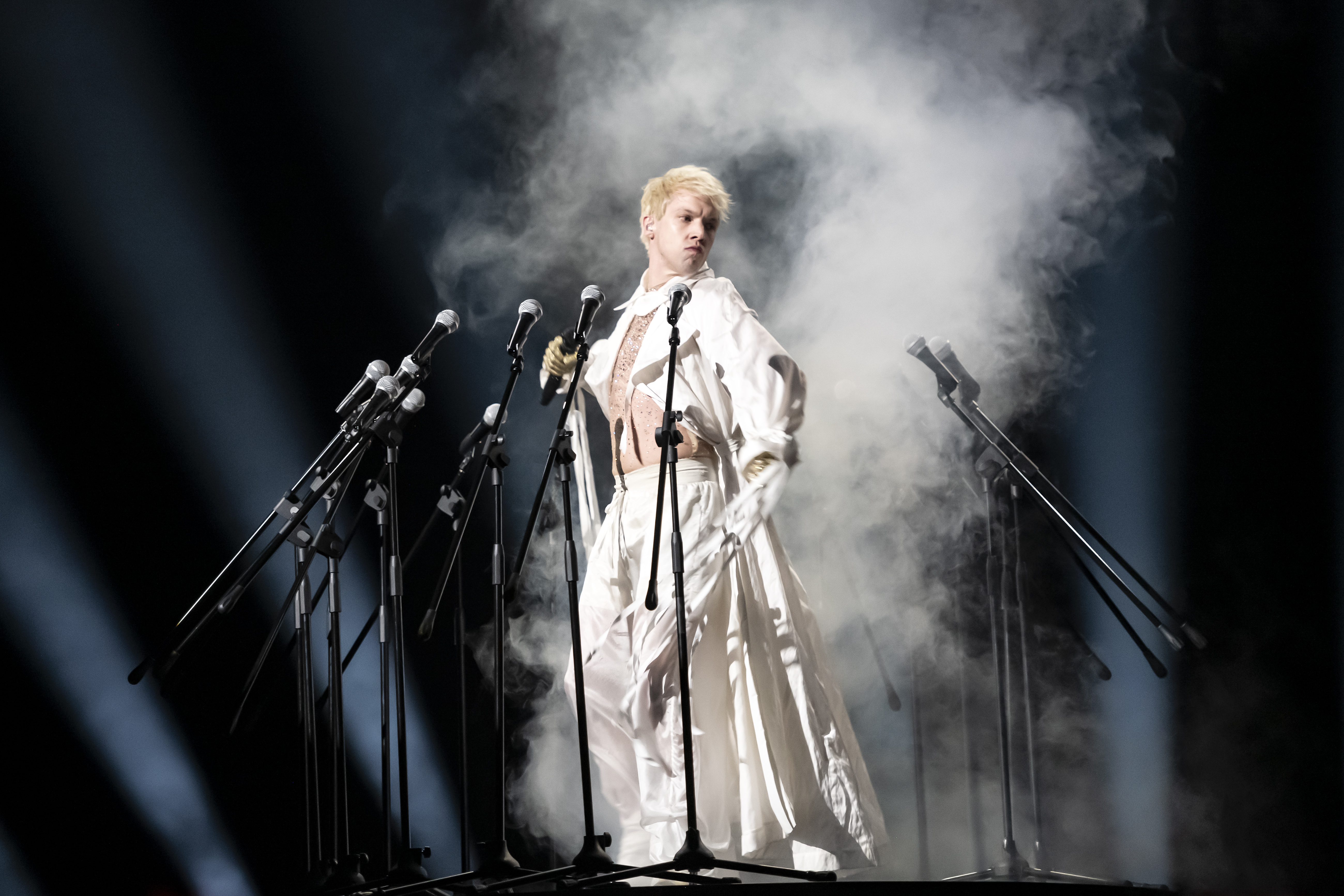
Mustii

A második elődöntőt május 9-én rendezték meg tizenhat ország részvételével. Az egyes országok által kiosztott pontok a telefonos szavazás alapján alakultak ki, mely szerint az első tíz helyezett jutott tovább a döntőbe. A részt vevő országokon kívül három automatikusan döntős ország –  Franciaország,  Olaszország és  Spanyolország – és egy ország szavazatával megegyező mértékben a világ többi része is szavazott a második elődöntőben. Az automatikusan döntős országok előadói a produkciójukat is előadták az elődöntőben: Franciaország Csehország után és Ausztria előtt, Spanyolország Lettország után és San Marino előtt, míg Olaszország Észtország után és Izrael előtt mutatta be a dalát fellépési sorrendben.
A második elődöntő vendégfellépője volt Helena Paparizou (Görögország 2005), Charlotte Perrelli (Svédország 1999) és Sertab Erener (Törökország 2003), akik győztes dalaikból adtak elő egy egyveleget. Ezenkívül a dalfesztivál műsorvezetője, Petra Mede, Charlotte Perrellivel, Sarah Dawn Finerrel és Käärijäval közösen előadott egy humoros produkciót We Just Love Eurovision Too Much címmel, amelyben a svéd popkultúrát, valamint magát a dalfesztivált figurázták ki. A tíz továbbjutó kihirdetése után lépett fel a Herreys, az 1984-es Eurovíziós Dalfesztivál győztes dalával.
| #  | Ország       | Előadó             | Dal                                                | Helyezés | Pontszám |
| -- | ------------ | ------------------ | -------------------------------------------------- | -------- | -------- |
| 01 | Málta        | Sarah Bonnici      | Loop                                               | 16.      | 13       |
| 02 | Albánia      | Besa               | Titan                                              | 15.      | 14       |
| 03 | Görögország  | Marina Satti       | Zari                                               | 5.       | 86       |
| 04 | Svájc        | Nemo               | The Code                                           | 4.       | 132      |
| 05 | Csehország   | Aiko               | Pedestal                                           | 11.      | 38       |
| 06 | Ausztria     | Kaleen             | We Will Rave                                       | 9.       | 46       |
| 07 | Dánia        | Saba               | Sand                                               | 12.      | 36       |
| 08 | Örményország | Ladaniva           | Jako                                               | 3.       | 137      |
| 09 | Lettország   | Dons               | Hollow                                             | 7.       | 72       |
| 10 | San Marino   | Megara             | 11:11                                              | 14.      | 16       |
| 11 | Grúzia       | Nutsa Buzaladze    | Firefighter                                        | 8.       | 54       |
| 12 | Belgium      | Mustii             | Before the Party’s Over                            | 13.      | 18       |
| 13 | Észtország   | 5miinust x Puuluup | (Nendest) narkootikumidest ei tea me (küll) midagi | 6.       | 79       |
| 14 | Izrael       | Eden Golan         | Hurricane                                          | 1.       | 194      |
| 15 | Norvégia     | Gåte               | Ulveham                                            | 10.      | 43       |
| 16 | Hollandia    | Joost Klein        | Europapa                                           | 2.       | 182      |

### Ponttáblázat
| Ország       | Össz. | Szavazók | Szavazók | Szavazók    | Szavazók | Szavazók   | Szavazók      | Szavazók | Szavazók | Szavazók     | Szavazók   | Szavazók      | Szavazók   | Szavazók | Szavazók | Szavazók   | Szavazók    | Szavazók | Szavazók | Szavazók  | Szavazók            |
| Ország       | Össz. | Málta    | Albánia  | Görögország | Svájc    | Csehország | Franciaország | Ausztria | Dánia    | Örményország | Lettország | Spanyolország | San Marino | Grúzia   | Belgium  | Észtország | Olaszország | Izrael   | Norvégia | Hollandia | A Világ többi része |
| ------------ | ----- | -------- | -------- | ----------- | -------- | ---------- | ------------- | -------- | -------- | ------------ | ---------- | ------------- | ---------- | -------- | -------- | ---------- | ----------- | -------- | -------- | --------- | ------------------- |
| Málta        | 13    |          |          | 3           |          |            | 1             |          |          | 5            |            |               | 4          |          |          |            |             |          |          |           |                     |
| Albánia      | 14    |          |          | 5           | 3        |            |               |          |          |              |            |               | 2          |          |          |            | 4           |          |          |           |                     |
| Görögország  | 86    | 6        | 8        |             | 8        | 4          | 4             | 2        | 2        | 12           |            | 5             |            | 6        | 8        |            | 6           | 3        | 1        | 6         | 5                   |
| Svájc        | 132   | 8        | 5        | 7           |          | 8          | 8             | 8        | 6        | 7            | 7          | 4             | 12         | 5        | 7        | 7          | 8           | 4        | 7        | 8         | 6                   |
| Csehország   | 38    | 2        |          |             |          |            |               | 5        | 1        | 1            | 3          | 2             | 6          | 4        |          | 2          | 2           | 5        | 3        | 1         | 1                   |
| Ausztria     | 46    | 3        | 4        | 4           | 4        | 2          |               |          | 3        | 4            | 2          | 3             |            | 1        | 1        | 3          |             | 8        | 2        | 2         |                     |
| Dánia        | 36    | 1        |          |             | 2        |            |               | 3        |          | 3            | 4          |               | 7          |          |          | 5          |             | 1        | 10       |           |                     |
| Örményország | 137   | 5        | 6        | 8           | 6        | 7          | 10            | 6        | 5        |              | 5          | 7             | 8          | 12       | 6        | 4          | 7           | 12       | 5        | 10        | 8                   |
| Lettország   | 72    | 7        |          |             | 7        | 5          |               | 4        | 7        |              |            | 6             | 3          | 7        | 5        | 12         |             |          | 6        | 3         |                     |
| San Marino   | 16    |          |          |             |          |            |               |          |          |              |            | 10            |            | 3        |          |            | 1           |          |          |           | 2                   |
| Grúzia       | 54    | 4        | 7        | 6           |          | 1          | 6             | 1        |          | 10           |            | 1             |            |          | 2        | 1          | 5           | 6        |          |           | 4                   |
| Belgium      | 18    |          | 2        | 1           |          |            | 5             |          |          |              | 1          |               |            | 2        |          |            |             | 2        |          | 5         |                     |
| Észtország   | 79    |          | 3        | 2           | 5        | 6          | 2             | 7        | 4        | 2            | 12         |               | 1          |          | 4        |            | 3           | 10       | 4        | 7         | 7                   |
| Izrael       | 194   | 10       | 12       | 10          | 12       | 12         | 12            | 10       | 12       | 6            | 10         | 12            |            | 10       | 10       | 8          | 12          |          | 12       | 12        | 12                  |
| Norvégia     | 43    |          | 1        |             | 1        | 3          | 3             |          | 8        |              | 6          |               | 5          |          | 3        | 6          |             |          |          | 4         | 3                   |
| Hollandia    | 182   | 12       | 10       | 12          | 10       | 10         | 7             | 12       | 10       | 8            | 8          | 8             | 10         | 8        | 12       | 10         | 10          | 7        | 8        |           | 10                  |

## Döntő

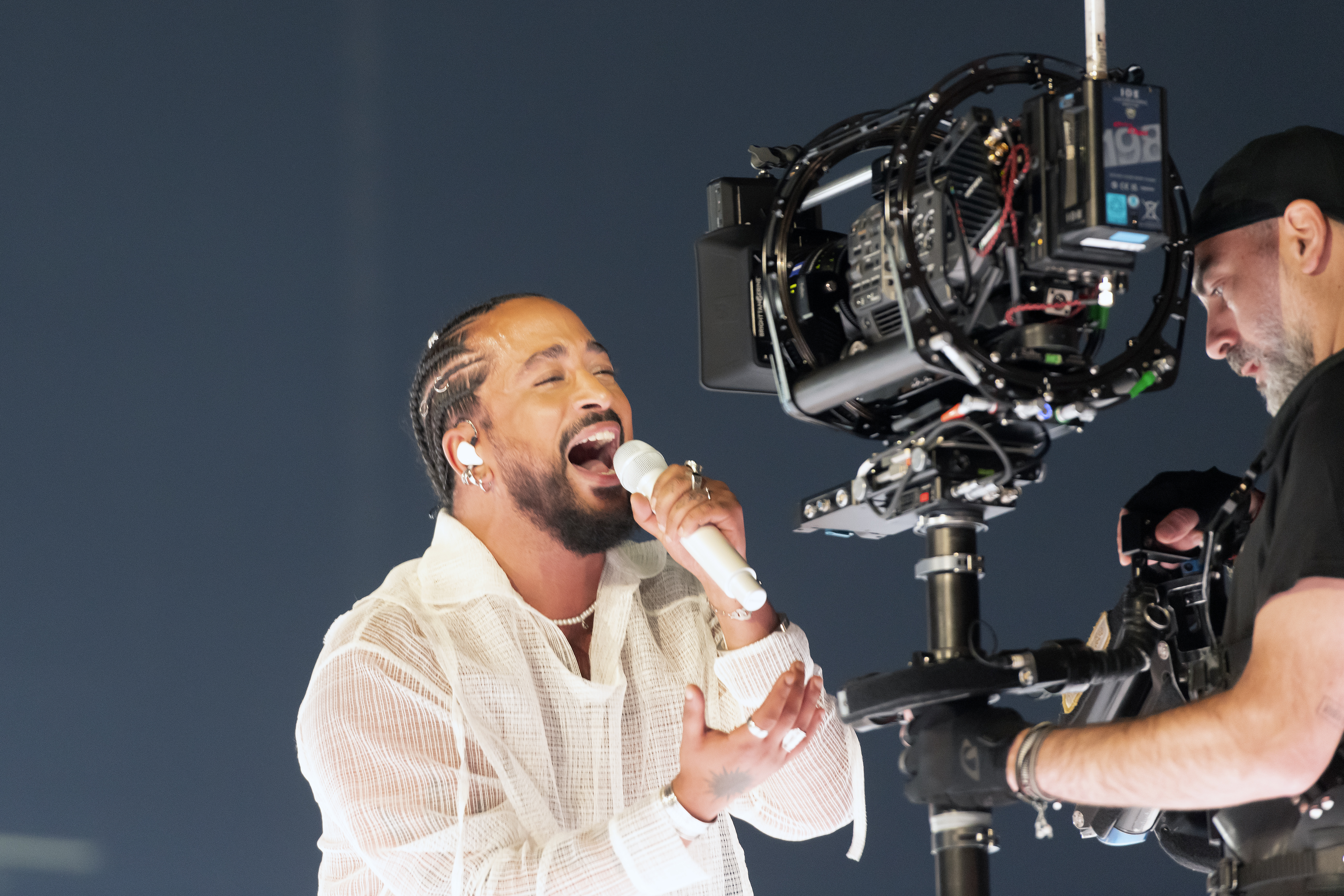
Slimane

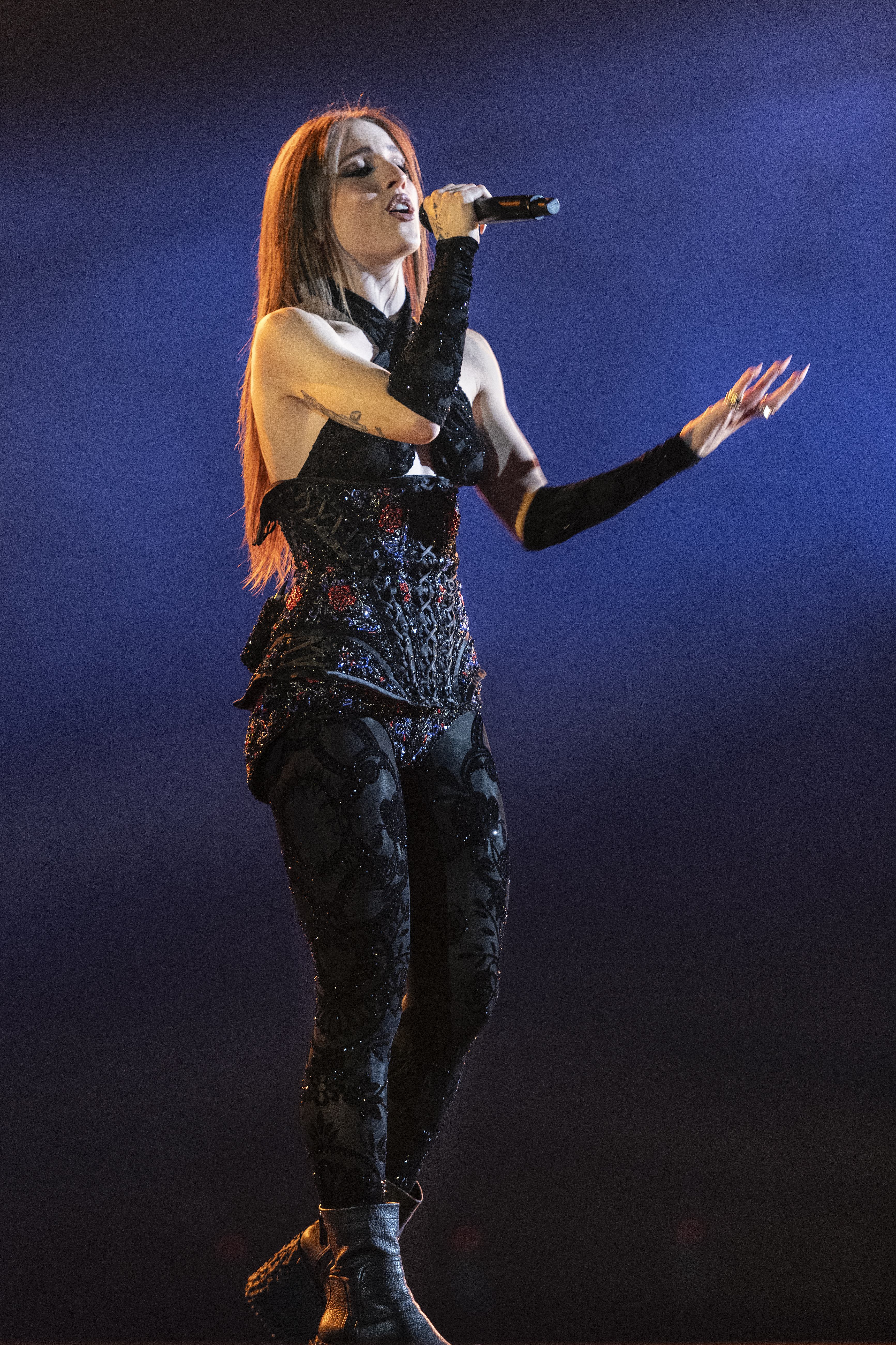
Angelina Mango

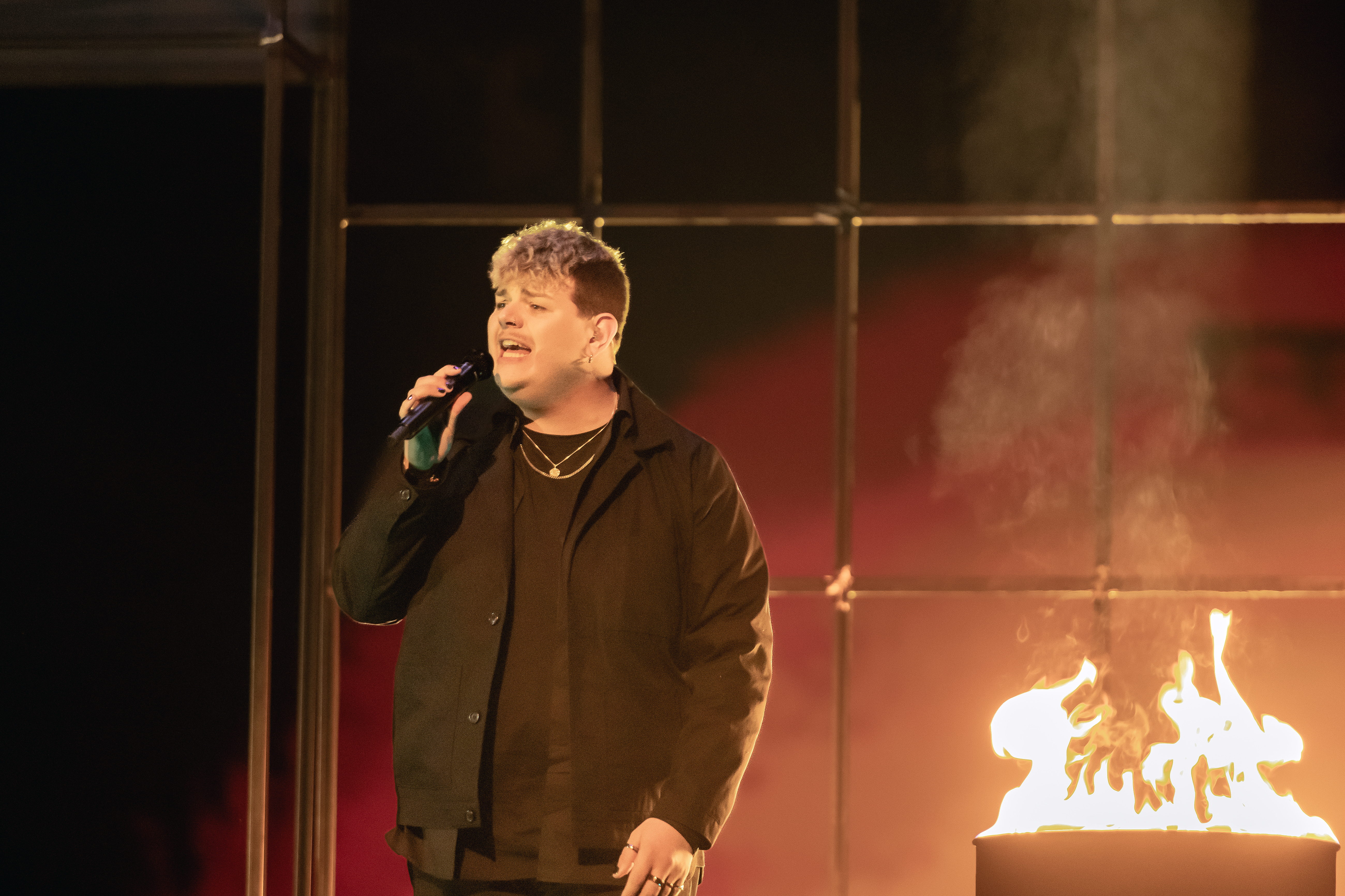
Isaak

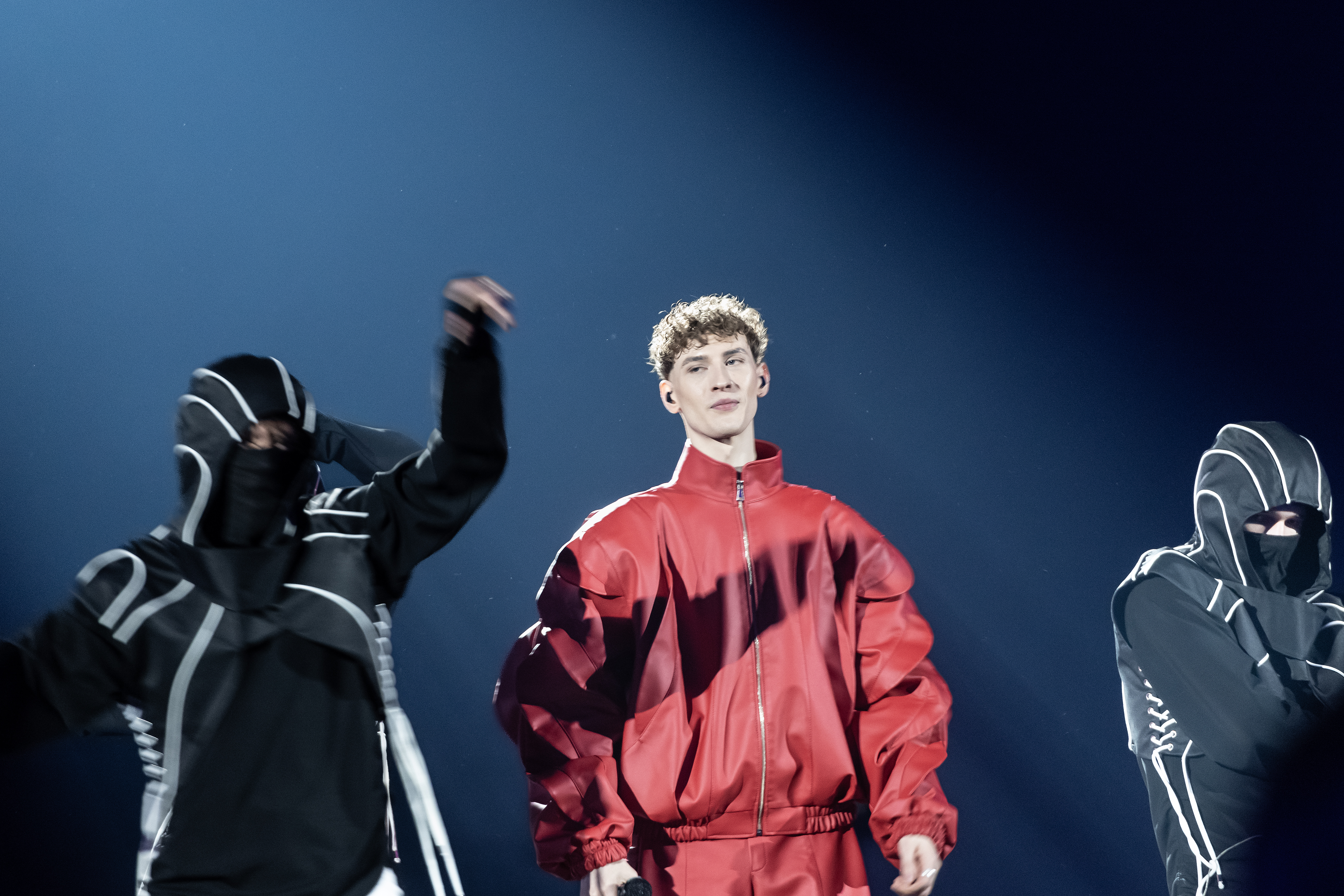
Silvester Belt

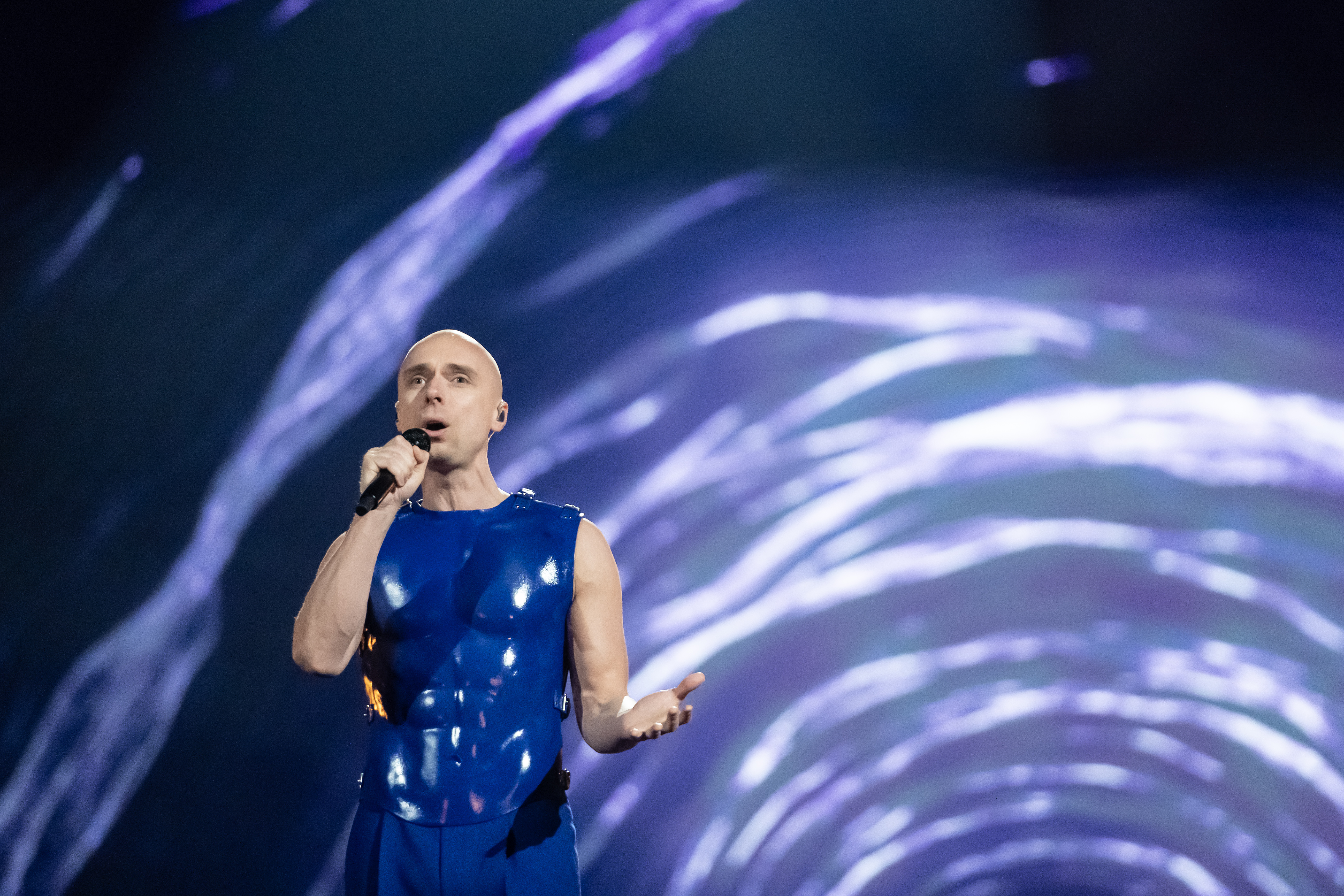
Dons

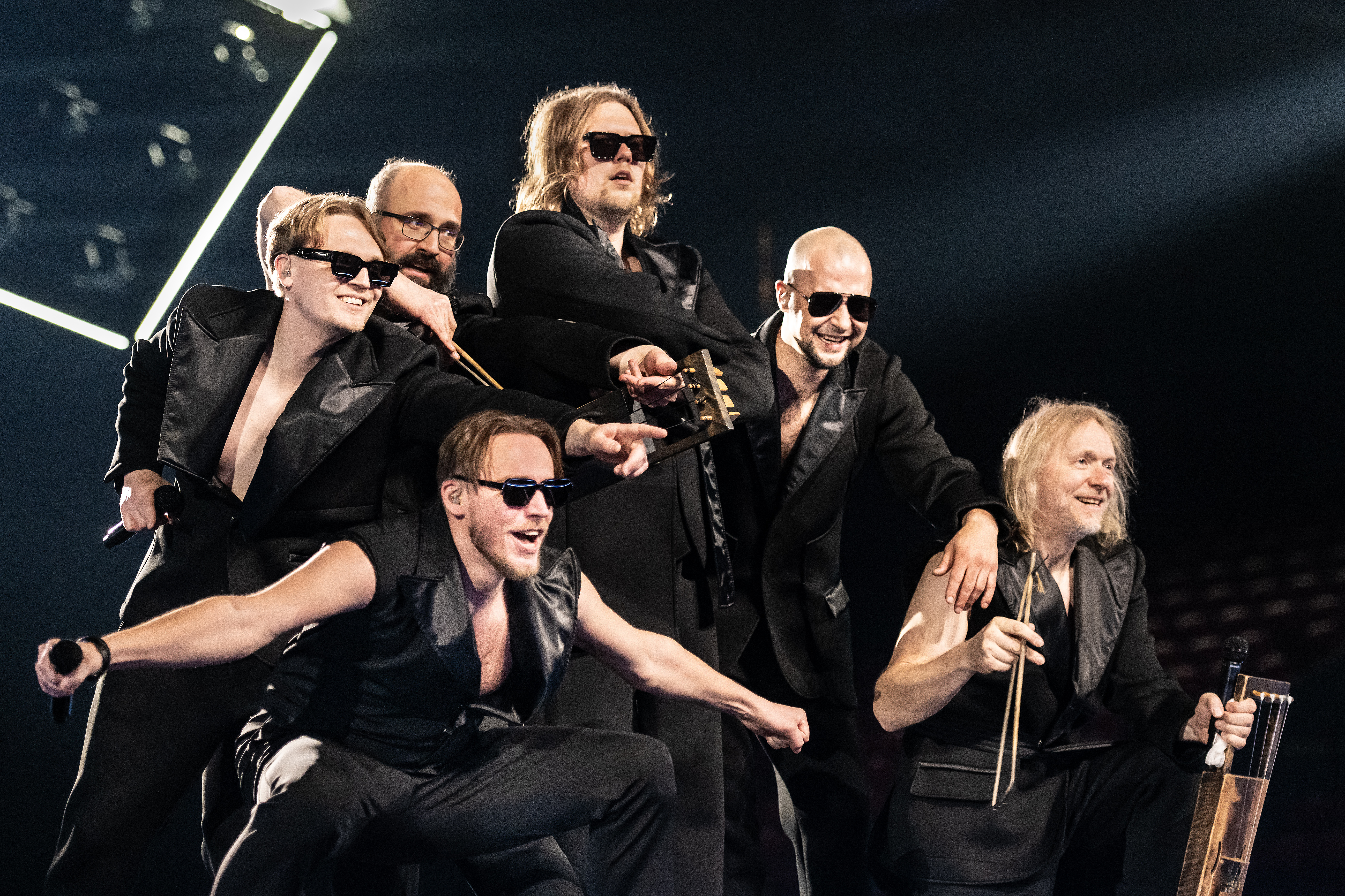
5miinust x Puuluup

A döntőt 2024. május 11-én rendezték meg huszonöt ország részvételével. Habár Hollandia versenyzője eredetileg bejutott a döntőbe, május 11-én délután az EBU bejelentette, hogy kizárták őket a versenyből, mivel Joost Klein a második elődöntőt követően összetűzésbe került a szervezői csapat egyik tagjával. Ennek következtében a svéd rendőrség eljárást indított ellene.
A döntő vendégfellépője volt Björn Skifs, aki a Hooked on a Feeling című dalt adta elő az országok zászlós bevonulását megelőzően. A versenyprodukciók közben Sarah Dawn Finer Lynda Woodruff karakterében a You're Good to Go című humoros dalt adta elő egy előre rögzített felvételen, melyet a dalfesztivál igazgatójának, Martin Österdahlnak dedikált. A szavazási szünetben fellépett az Alcazar, akik a Crying at the Discoteque című dalt adták elő, majd az ABBA 50 éves eurovíziós győzelme előtt tisztelegve adta elő a Waterloo című dalt Carola, Charlotte Perrelli és Conchita. Ezenkívül a dalfesztivál előző évi győztese, Loreen bemutatta a legújabb dalát, a Forevert, valamint előadta a Tattoo-t is.
A mezőnyt a következő országok alkották:
- Az első elődöntő első tíz helyezettje:  Szerbia,  Portugália,  Szlovénia,  Ukrajna,  Litvánia,  Finnország,  Ciprus,  Horvátország,  Írország,  Luxemburg
- A második elődöntő kilenc továbbjutója:  Lettország,  Ausztria,  Norvégia,  Izrael,  Görögország,  Észtország,  Svájc,  Grúzia,  Örményország
- A 2023-as Eurovíziós Dalfesztivál győztese:  Svédország
- Az automatikusan döntős „Öt Nagy” ország:  Egyesült Királyság,  Franciaország,  Németország,  Olaszország,  Spanyolország

| #  | Ország             | Előadó                     | Dal                                                | Helyezés | Pontszám |
| -- | ------------------ | -------------------------- | -------------------------------------------------- | -------- | -------- |
| 01 | Svédország         | Marcus & Martinus          | Unforgettable                                      | 9.       | 174      |
| 02 | Ukrajna            | Alyona Alyona & Jerry Heil | Teresa & Maria                                     | 3.       | 453      |
| 03 | Németország        | Isaak                      | Always on the Run                                  | 12.      | 117      |
| 04 | Luxemburg          | Tali                       | Fighter                                            | 13.      | 103      |
| 05 | Hollandia          | Joost Klein                | Europapa                                           | —        | —        |
| 06 | Izrael             | Eden Golan                 | Hurricane                                          | 5.       | 375      |
| 07 | Litvánia           | Silvester Belt             | Luktelk                                            | 14.      | 90       |
| 08 | Spanyolország      | Nebulossa                  | Zorra                                              | 22.      | 30       |
| 09 | Észtország         | 5miinust x Puuluup         | (Nendest) narkootikumidest ei tea me (küll) midagi | 20.      | 37       |
| 10 | Írország           | Bambie Thug                | Doomsday Blue                                      | 6.       | 278      |
| 11 | Lettország         | Dons                       | Hollow                                             | 16.      | 64       |
| 12 | Görögország        | Marina Satti               | Zari                                               | 11.      | 126      |
| 13 | Egyesült Királyság | Olly Alexander             | Dizzy                                              | 18.      | 46       |
| 14 | Norvégia           | Gåte                       | Ulveham                                            | 25.      | 16       |
| 15 | Olaszország        | Angelina Mango             | La noia                                            | 7.       | 268      |
| 16 | Szerbia            | Teya Dora                  | Ramonda                                            | 17.      | 54       |
| 17 | Finnország         | Windows95man               | No Rules!                                          | 19.      | 38       |
| 18 | Portugália         | Iolanda                    | Grito                                              | 10.      | 152      |
| 19 | Örményország       | Ladaniva                   | Jako                                               | 8.       | 183      |
| 20 | Ciprus             | Silia Kapsis               | Liar                                               | 15.      | 78       |
| 21 | Svájc              | Nemo                       | The Code                                           | 1.       | 591      |
| 22 | Szlovénia          | Raiven                     | Veronika                                           | 23.      | 27       |
| 23 | Horvátország       | Baby Lasagna               | Rim Tim Tagi Dim                                   | 2.       | 547      |
| 24 | Grúzia             | Nutsa Buzaladze            | Firefighter                                        | 21.      | 34       |
| 25 | Franciaország      | Slimane                    | Mon amour                                          | 4.       | 445      |
| 26 | Ausztria           | Kaleen                     | We Will Rave                                       | 24.      | 24       |

### Pontbejelentők
A pontbejelentők között ezúttal is voltak korábbi versenyzők: az ausztrál Danny Estrin (2023, a Voyagerrel), az azeri Aysel Teymurzadə (2009, Arash-sal közösen), az észt Birgit (2013), a francia Natasha St-Pier (2001), a görög Helena Paparizou (2005 győztes), a grúz Sopho Khalvashi (2007), az izlandi Friðrik Ómar Hjörleifsson (2008, a Euroband tagjaként), az ír Paul Harrington (1994 győztes, Charlie McGettigan-nel közösen), a lett Andrejs Reinis Zitmanis (2023, a Sudden Lights tagjaként), a litván Monika Linkytė (2015, Vaidas Baumilával közösen, 2023), az örmény Brunette (2023), a portugál Mimicat (2023), a spanyol Soraya Arnelas (2009), a svéd Frans (2016), a szerb Konstrakta (2022) és az ukrán Jamala (2016 győztes). Emellett a lengyel pontokat a 2019-es Junior Eurovíziós Dalfesztivál győztese, Viki Gabor, a luxemburgi pontokat az 1984-es Eurovíziós Dalfesztivál műsorvezetője, Désirée Nosbusch hirdette ki, míg a holland pontokat a 2021-es Eurovíziós Dalfesztivál egyik műsorvezetője, Nikkie de Jager jelentette volna be eredetileg.
| 1. Ukrajna – Jamala 2. Egyesült Királyság – Joanna Lumley 3. Luxemburg – Désirée Nosbusch 4. Azerbajdzsán – Aysel Teymurzadə 5. San Marino – Kida 6. Málta – Matt Blxck 7. Horvátország – Ivan Dorian Molnar 8. Albánia – Andri Xhahu 9. Csehország – Radka Rosická 10. Izrael – Maya Alkulumbre 11. Ausztrália – Danny Estrin 12. Dánia – Stéphanie Surrugue 13. Spanyolország – Soraya Arnelas | 1. Norvégia – Ingvild Helljesen 2. Németország – Ina Müller 3. Örményország – Brunette 4. Szlovénia – Lorella Flego 5. Grúzia – Sopho 6. Svájc – Jennifer Bosshard 7. Moldova – Doina Stimpovschi 8. Görögország – Helena Paparizou 9. Észtország – Birgit 10. Hollandia – Martin Österdahl 11. Ausztria – Philipp Hansa 12. Franciaország – Natasha St-Pier 13. Olaszország – Mario Acampa | 1. Finnország – Toni Laaksonen 2. Portugália – Mimicat 3. Belgium – Livia Dushkoff 4. Izland – Friðrik Ómar Hjörleifsson 5. Lettország – Andrejs Reinis Zitmanis 6. Írország – Paul Harrington 7. Lengyelország – Viki Gabor 8. Ciprus – Loukas Hamatsos 9. Litvánia – Monika Linkytė 10. Szerbia – Konstrakta 11. Svédország – Frans |

Eredetileg Hollandiából Nikkie de Jager jelentette volna be a zsűri pontjait, azonban az ország kizárását követően a dalfesztivál vezetője, Martin Österdahl ismertette, hogy ki kapta a 12 pontot.

### Ponttáblázat

#### Zsűri szavazás
| Ország             | Össz. | Szavazók | Szavazók           | Szavazók  | Szavazók     | Szavazók   | Szavazók | Szavazók     | Szavazók | Szavazók   | Szavazók | Szavazók   | Szavazók | Szavazók      | Szavazók | Szavazók    | Szavazók     | Szavazók  | Szavazók | Szavazók | Szavazók | Szavazók    | Szavazók   | Szavazók  | Szavazók | Szavazók      | Szavazók    | Szavazók   | Szavazók   | Szavazók | Szavazók | Szavazók   | Szavazók | Szavazók      | Szavazók | Szavazók | Szavazók | Szavazók   |
| Ország             | Össz. | Ukrajna  | Egyesült Királyság | Luxemburg | Azerbajdzsán | San Marino | Málta    | Horvátország | Albánia  | Csehország | Izrael   | Ausztrália | Dánia    | Spanyolország | Norvégia | Németország | Örményország | Szlovénia | Grúzia   | Svájc    | Moldova  | Görögország | Észtország | Hollandia | Ausztria | Franciaország | Olaszország | Finnország | Portugália | Belgium  | Izland   | Lettország | Írország | Lengyelország | Ciprus   | Litvánia | Szerbia  | Svédország |
| ------------------ | ----- | -------- | ------------------ | --------- | ------------ | ---------- | -------- | ------------ | -------- | ---------- | -------- | ---------- | -------- | ------------- | -------- | ----------- | ------------ | --------- | -------- | -------- | -------- | ----------- | ---------- | --------- | -------- | ------------- | ----------- | ---------- | ---------- | -------- | -------- | ---------- | -------- | ------------- | -------- | -------- | -------- | ---------- |
| Svédország         | 125   | 8        | 6                  | 1         | 5            | 2          |          | 2            |          | 8          |          | 5          | 5        | 8             | 3        | 12          |              |           |          |          | 1        | 1           | 6          |           |          |               | 6           | 7          | 3          | 3        | 1        | 5          | 10       | 5             | 2        | 5        | 5        |            |
| Ukrajna            | 146   |          |                    | 5         | 1            |            |          | 7            |          | 12         | 8        | 1          | 6        |               | 4        | 4           |              |           | 5        | 2        | 12       | 2           | 10         | 2         | 6        | 10            |             | 8          | 6          | 1        | 3        | 8          | 2        | 10            | 1        | 6        | 1        | 3          |
| Németország        | 99    | 7        | 2                  | 4         |              | 1          |          |              |          | 5          | 10       |            |          | 5             | 6        |             | 1            |           | 2        |          |          | 5           | 4          | 5         |          | 8             | 4           | 3          | 2          | 8        | 2        | 4          | 6        | 4             |          | 1        |          |            |
| Luxemburg          | 83    | 1        | 4                  |           | 8            |            | 4        | 5            | 4        |            | 12       | 2          | 1        |               |          | 3           |              | 5         |          |          | 2        | 3           |            |           |          | 7             |             | 4          |            |          |          |            | 8        |               | 4        |          |          | 6          |
| Hollandia          | —     |          |                    |           |              |            |          |              |          |            |          |            |          |               |          |             |              |           |          |          |          |             |            |           |          |               |             |            |            |          |          |            |          |               |          |          |          |            |
| Izrael             | 52    |          |                    |           |              |            | 3        |              |          |            |          |            |          |               | 8        | 8           |              |           | 3        |          | 3        |             | 5          |           |          | 3             |             |            |            | 5        |          | 2          |          |               | 8        | 4        |          |            |
| Litvánia           | 32    | 5        |                    |           |              |            |          |              |          |            |          |            |          |               |          | 1           |              |           |          |          | 5        |             | 2          | 4         |          | 1             |             |            | 7          |          |          |            |          |               |          |          | 7        |            |
| Spanyolország      | 19    |          |                    |           |              | 6          |          |              |          |            |          |            |          |               |          |             |              |           |          | 1        |          |             |            |           | 4        |               | 7           | 1          |            |          |          |            |          |               |          |          |          |            |
| Észtország         | 4     |          |                    |           |              |            |          |              |          |            |          |            |          |               |          |             |              |           |          |          |          |             |            |           | 2        |               | 2           |            |            |          |          |            |          |               |          |          |          |            |
| Írország           | 142   | 10       | 7                  |           | 10           | 7          | 7        | 8            |          | 7          |          | 12         | 7        | 10            |          |             |              | 1         |          | 10       |          |             |            |           | 3        |               | 10          | 6          | 10         | 4        | 7        |            |          | 1             |          | 3        | 2        | 7          |
| Lettország         | 36    |          | 3                  | 8         |              |            | 5        |              |          |            |          |            | 4        | 4             |          |             |              |           | 8        |          |          |             | 1          | 1         |          |               |             |            |            |          |          |            |          | 2             |          |          |          |            |
| Görögország        | 41    |          |                    |           |              |            |          |              | 7        |            |          |            |          |               |          | 2           | 4            | 2         |          | 12       |          |             |            |           |          | 4             |             |            |            |          |          |            |          |               | 7        |          | 3        |            |
| Egyesült Királyság | 46    |          |                    |           |              |            |          |              |          |            |          | 4          |          | 2             |          |             |              |           |          | 3        |          |             |            |           |          |               |             |            | 4          | 6        | 8        | 3          | 4        |               |          |          | 4        | 8          |
| Norvégia           | 12    |          |                    |           |              |            |          |              | 6        | 1          |          |            |          |               |          |             |              |           |          |          |          |             |            |           | 1        |               |             | 2          |            |          |          |            |          |               |          | 2        |          |            |
| Olaszország        | 164   | 2        | 5                  |           | 6            | 10         | 8        | 6            | 10       |            | 6        | 7          |          | 1             | 5        | 2           | 8            | 3         | 7        | 6        | 10       | 8           | 3          | 6         | 10       |               |             |            | 5          | 7        |          |            |          | 7             | 3        |          | 6        |            |
| Szerbia            | 22    |          |                    |           |              |            |          | 3            | 1        |            |          |            | 2        |               |          |             | 5            | 4         |          |          |          |             |            |           |          |               |             |            | 1          |          |          |            | 1        |               | 5        |          |          |            |
| Finnország         | 7     |          |                    |           |              | 4          |          |              |          |            |          | 3          |          |               |          |             |              |           |          |          |          |             |            |           |          |               |             |            |            |          |          |            |          |               |          |          |          |            |
| Portugália         | 139   | 3        | 12                 | 3         |              | 5          | 1        | 12           | 5        | 3          | 3        |            |          | 3             |          |             | 10           | 8         | 4        | 7        | 4        | 6           |            | 8         |          | 12            |             |            |            | 2        | 4        | 1          | 5        | 6             |          | 8        |          | 4          |
| Örményország       | 101   |          |                    | 2         |              | 8          |          |              | 8        | 6          |          |            | 3        |               | 7        | 7           |              | 7         | 6        | 4        |          | 4           |            | 3         | 7        | 6             | 3           |            | 8          |          | 5        | 7          |          |               |          |          |          |            |
| Ciprus             | 34    |          | 1                  | 7         | 2            | 3          |          | 1            |          |            |          | 6          |          |               |          |             | 2            |           |          |          |          | 10          |            |           |          |               |             |            |            |          |          |            |          |               |          |          |          | 2          |
| Svájc              | 365   | 12       | 10                 | 12        | 12           | 12         | 12       |              | 12       | 10         | 5        | 10         | 12       | 12            | 12       | 5           | 7            | 10        | 12       |          | 7        | 12          | 12         | 12        | 12       | 5             | 12          | 12         | 12         | 10       | 6        | 12         | 12       | 12            | 6        | 12       | 10       | 12         |
| Szlovénia          | 15    |          |                    |           | 3            |            |          | 10           | 2        |            |          |            |          |               |          |             |              |           |          |          |          |             |            |           |          |               |             |            |            |          |          |            |          |               |          |          |          |            |
| Horvátország       | 210   | 4        | 8                  | 6         | 4            |            | 10       |              | 3        | 2          | 4        | 8          | 8        |               |          | 6           | 6            | 6         | 1        | 8        | 8        |             | 8          | 7         | 8        | 2             | 8           | 10         |            |          | 10       | 6          | 7        | 8             | 12       | 10       | 12       | 10         |
| Grúzia             | 15    |          |                    |           | 7            |            | 2        |              |          |            | 2        |            |          |               | 1        |             | 3            |           |          |          |          |             |            |           |          |               |             |            |            |          |          |            |          |               |          |          |          |            |
| Franciaország      | 218   | 6        |                    | 10        |              |            | 6        | 4            |          | 4          | 1        |            | 10       | 7             | 10       | 10          | 12           | 12        | 10       | 5        | 6        | 7           | 7          | 10        | 5        |               | 1           | 5          |            | 12       | 12       | 10         | 3        | 3             | 10       | 7        | 8        | 5          |
| Ausztria           | 19    |          |                    |           |              |            |          |              |          |            | 7        |            |          | 6             |          |             |              |           |          |          |          |             |            |           |          |               | 5           |            |            |          |          |            |          |               |          |          |          | 1          |

#### Nézői szavazás
| Ország             | Össz. | Szavazók | Szavazók           | Szavazók  | Szavazók     | Szavazók   | Szavazók | Szavazók     | Szavazók | Szavazók   | Szavazók | Szavazók   | Szavazók | Szavazók      | Szavazók | Szavazók    | Szavazók     | Szavazók  | Szavazók | Szavazók | Szavazók | Szavazók    | Szavazók   | Szavazók  | Szavazók | Szavazók      | Szavazók    | Szavazók   | Szavazók   | Szavazók | Szavazók | Szavazók   | Szavazók | Szavazók      | Szavazók | Szavazók | Szavazók | Szavazók   | Szavazók            |
| Ország             | Össz. | Ukrajna  | Egyesült Királyság | Luxemburg | Azerbajdzsán | San Marino | Málta    | Horvátország | Albánia  | Csehország | Izrael   | Ausztrália | Dánia    | Spanyolország | Norvégia | Németország | Örményország | Szlovénia | Grúzia   | Svájc    | Moldova  | Görögország | Észtország | Hollandia | Ausztria | Franciaország | Olaszország | Finnország | Portugália | Belgium  | Izland   | Lettország | Írország | Lengyelország | Ciprus   | Litvánia | Szerbia  | Svédország | A Világ többi része |
| ------------------ | ----- | -------- | ------------------ | --------- | ------------ | ---------- | -------- | ------------ | -------- | ---------- | -------- | ---------- | -------- | ------------- | -------- | ----------- | ------------ | --------- | -------- | -------- | -------- | ----------- | ---------- | --------- | -------- | ------------- | ----------- | ---------- | ---------- | -------- | -------- | ---------- | -------- | ------------- | -------- | -------- | -------- | ---------- | ------------------- |
| Svédország         | 49    |          |                    |           |              |            | 1        | 2            |          | 3          |          |            | 6        |               | 10       |             |              | 1         |          |          | 8        | 1           | 1          |           |          |               |             |            |            |          | 7        |            |          | 2             | 1        | 1        | 5        |            |                     |
| Ukrajna            | 307   |          | 6                  | 7         | 8            | 10         | 12       | 8            | 7        | 12         | 10       | 6          | 10       | 10            | 8        | 8           | 3            | 8         | 12       | 6        | 12       | 3           | 12         | 8         | 7        | 8             | 10          | 6          | 10         | 7        | 5        | 10         | 8        | 12            | 8        | 12       |          | 8          | 10                  |
| Németország        | 18    |          |                    | 1         |              |            |          |              |          |            | 8        |            |          |               |          |             |              |           |          | 3        |          |             |            |           | 4        |               |             |            |            |          | 2        |            |          |               |          |          |          |            |                     |
| Luxemburg          | 20    |          |                    |           |              |            |          |              |          |            | 12       |            |          |               |          |             |              |           |          |          |          |             |            |           |          | 3             |             |            |            | 1        |          |            |          |               |          |          |          |            | 4                   |
| Hollandia          | —     |          |                    |           |              |            |          |              |          |            |          |            |          |               |          |             |              |           |          |          |          |             |            |           |          |               |             |            |            |          |          |            |          |               |          |          |          |            |                     |
| Izrael             | 323   |          | 12                 | 12        | 7            | 12         | 5        |              | 10       | 10         |          | 12         | 8        | 12            | 5        | 12          | 1            | 10        | 8        | 12       | 10       | 7           | 6          | 12        | 10       | 12            | 12          | 12         | 12         | 12       | 8        | 7          | 10       | 5             | 10       | 3        | 3        | 12         | 12                  |
| Litvánia           | 58    | 7        | 8                  | 4         |              | 1          |          |              |          | 1          |          |            | 1        | 1             | 3        | 2           |              |           |          |          |          |             | 4          | 1         |          |               |             |            |            |          | 4        | 8          | 7        | 3             |          |          |          | 3          |                     |
| Spanyolország      | 11    |          |                    |           |              |            |          |              |          |            |          |            |          |               |          |             |              |           |          |          |          |             |            |           |          | 2             | 1           | 3          | 3          |          |          |            | 2        |               |          |          |          |            |                     |
| Észtország         | 33    | 4        |                    |           |              |            |          | 4            |          |            |          |            |          |               |          |             |              |           |          |          |          |             |            |           |          |               |             | 7          |            |          |          | 12         |          |               |          | 6        |          |            |                     |
| Írország           | 136   | 8        | 10                 |           | 4            | 2          | 4        | 5            |          | 6          |          | 8          | 3        | 7             | 4        | 1           | 2            | 2         | 4        |          | 2        | 2           | 2          | 6         | 2        |               | 3           | 5          | 5          | 2        | 3        | 3          |          | 6             | 2        | 5        | 7        | 4          | 7                   |
| Lettország         | 28    | 5        | 4                  |           |              |            |          |              |          |            |          |            | 4        |               | 2        |             |              |           | 1        |          |          |             | 3          |           |          |               |             |            |            |          |          |            | 5        |               |          | 4        |          |            |                     |
| Görögország        | 85    |          | 1                  | 5         | 1            | 7          | 2        |              | 4        | 2          |          | 3          |          | 2             |          | 5           | 10           |           | 2        | 4        | 3        |             |            | 4         |          | 1             | 2           |            |            | 4        |          |            |          |               | 12       |          | 8        |            | 3                   |
| Egyesült Királyság | 0     |          |                    |           |              |            |          |              |          |            |          |            |          |               |          |             |              |           |          |          |          |             |            |           |          |               |             |            |            |          |          |            |          |               |          |          |          |            |                     |
| Norvégia           | 4     | 3        |                    |           |              |            |          |              |          |            |          |            |          |               |          |             |              |           |          |          |          |             |            |           |          |               |             | 1          |            |          |          |            |          |               |          |          |          |            |                     |
| Olaszország        | 104   |          |                    | 3         | 3            | 3          | 8        | 7            | 8        |            | 7        |            |          | 4             |          | 3           | 6            | 3         | 3        | 8        | 4        | 4           |            | 2         | 1        | 4             |             |            | 4          | 3        |          |            | 1        | 4             | 3        | 2        | 4        | 1          | 1                   |
| Szerbia            | 32    |          |                    |           |              |            | 3        | 12           | 2        |            |          |            |          |               |          |             |              | 5         |          | 5        |          |             |            |           | 5        |               |             |            |            |          |          |            |          |               |          |          |          |            |                     |
| Finnország         | 31    | 2        | 3                  |           |              |            |          |              |          |            |          | 4          | 2        |               | 1        |             |              |           |          |          |          |             | 8          |           |          |               |             |            |            |          | 1        | 1          | 3        | 1             |          |          |          | 5          |                     |
| Portugália         | 13    |          |                    | 6         |              |            |          |              |          |            |          |            |          |               |          |             |              |           |          | 2        |          |             |            |           |          | 5             |             |            |            |          |          |            |          |               |          |          |          |            |                     |
| Örményország       | 82    | 1        |                    |           |              |            |          | 3            | 1        | 5          | 6        | 1          |          | 3             |          | 4           |              |           | 10       | 1        | 1        | 5           |            | 3         | 3        | 10            | 4           |            | 2          | 5        |          | 2          |          |               | 4        |          | 1        | 2          | 5                   |
| Ciprus             | 44    |          |                    |           | 6            | 4          |          |              | 5        |            | 1        | 5          |          |               |          |             | 4            | 6         |          |          |          | 12          |            |           |          |               |             |            | 1          |          |          |            |          |               |          |          |          |            |                     |
| Svájc              | 226   | 12       | 5                  | 2         | 10           | 5          | 6        | 1            | 3        | 7          |          | 7          | 5        | 6             | 6        | 7           | 8            | 4         | 7        |          | 5        | 8           | 7          | 7         | 8        | 6             | 7           | 8          | 6          | 6        | 6        | 4          | 6        | 8             | 6        | 8        | 6        | 7          | 6                   |
| Szlovénia          | 12    |          |                    |           |              |            |          | 10           |          |            |          |            |          |               |          |             |              |           |          |          |          |             |            |           |          |               |             |            |            |          |          |            |          |               |          |          | 2        |            |                     |
| Horvátország       | 337   | 10       | 7                  | 10        | 12           | 8          | 10       |              | 12       | 8          | 5        | 10         | 12       | 8             | 12       | 10          | 7            | 12        | 5        | 10       | 7        | 6           | 10         | 10        | 12       | 7             | 8           | 10         | 7          | 8        | 12       | 5          | 12       | 10            | 5        | 10       | 12       | 10         | 8                   |
| Grúzia             | 19    |          |                    |           | 5            |            |          |              |          |            | 4        |            |          |               |          |             | 5            |           |          |          |          |             |            |           |          |               | 5           |            |            |          |          |            |          |               |          |          |          |            |                     |
| Franciaország      | 227   | 6        | 2                  | 8         | 2            | 6          | 7        | 6            | 6        | 4          | 2        | 2          | 7        | 5             | 7        | 6           | 12           | 7         | 6        | 7        | 6        | 10          | 5          | 5         | 6        |               | 6           | 4          | 8          | 10       | 10       | 6          | 4        | 7             | 7        | 7        | 10       | 6          | 2                   |
| Ausztria           | 5     |          |                    |           |              |            |          |              |          |            | 3        |            |          |               |          |             |              |           |          |          |          |             |            |           |          |               |             | 2          |            |          |          |            |          |               |          |          |          |            |                     |

### Zsűri és nézői szavazás külön

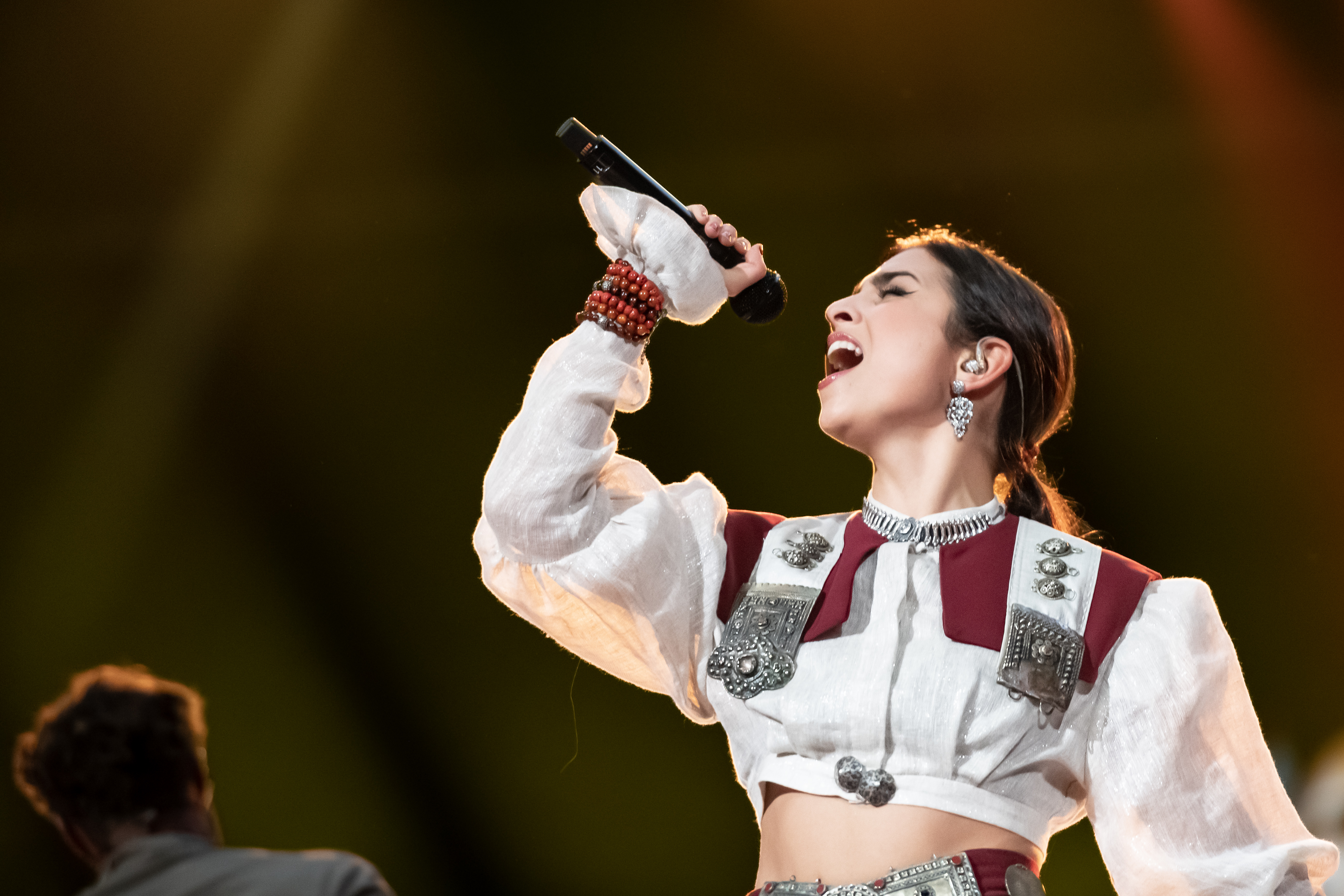
Ladaniva

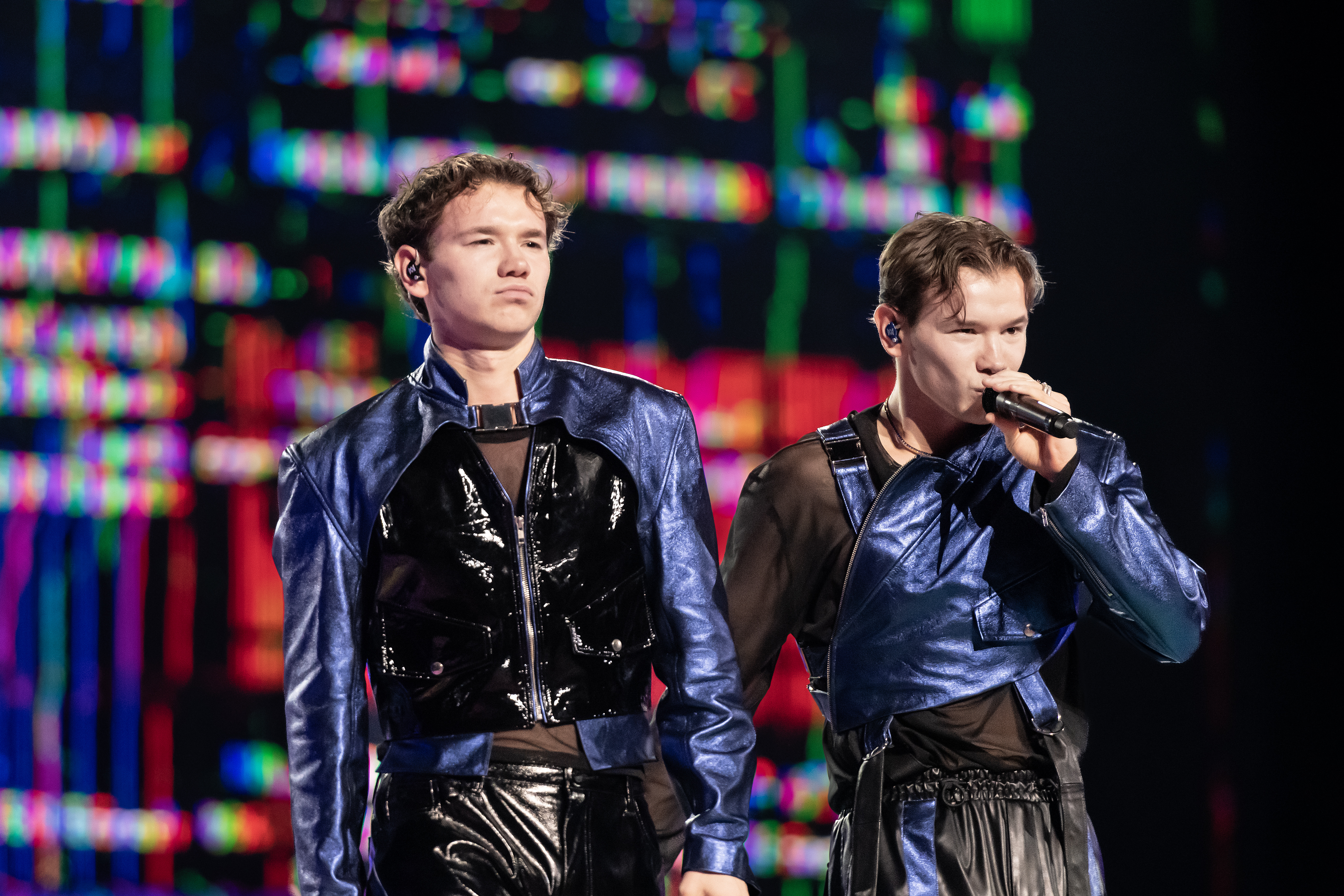
Marcus & Martinus

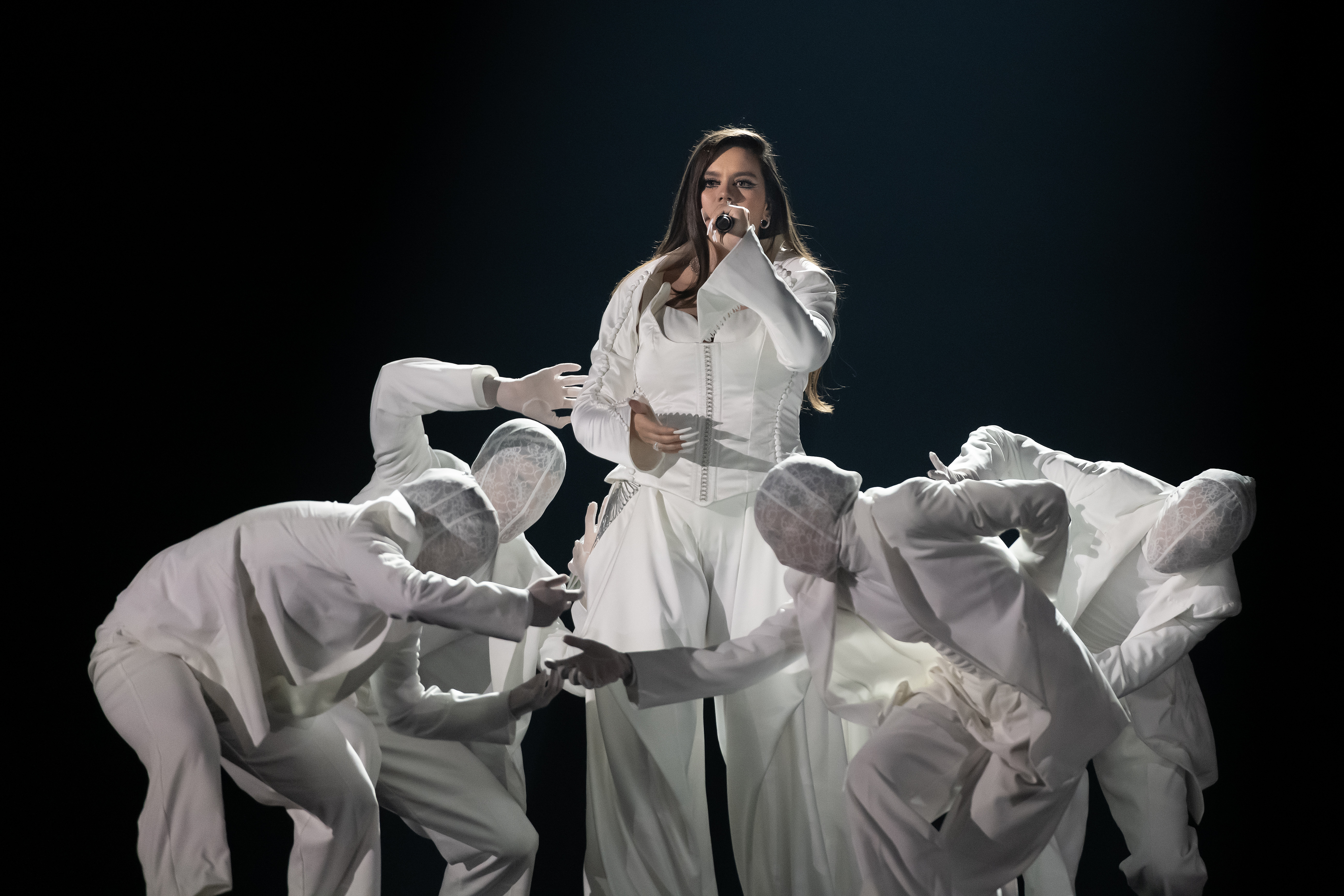
Iolanda

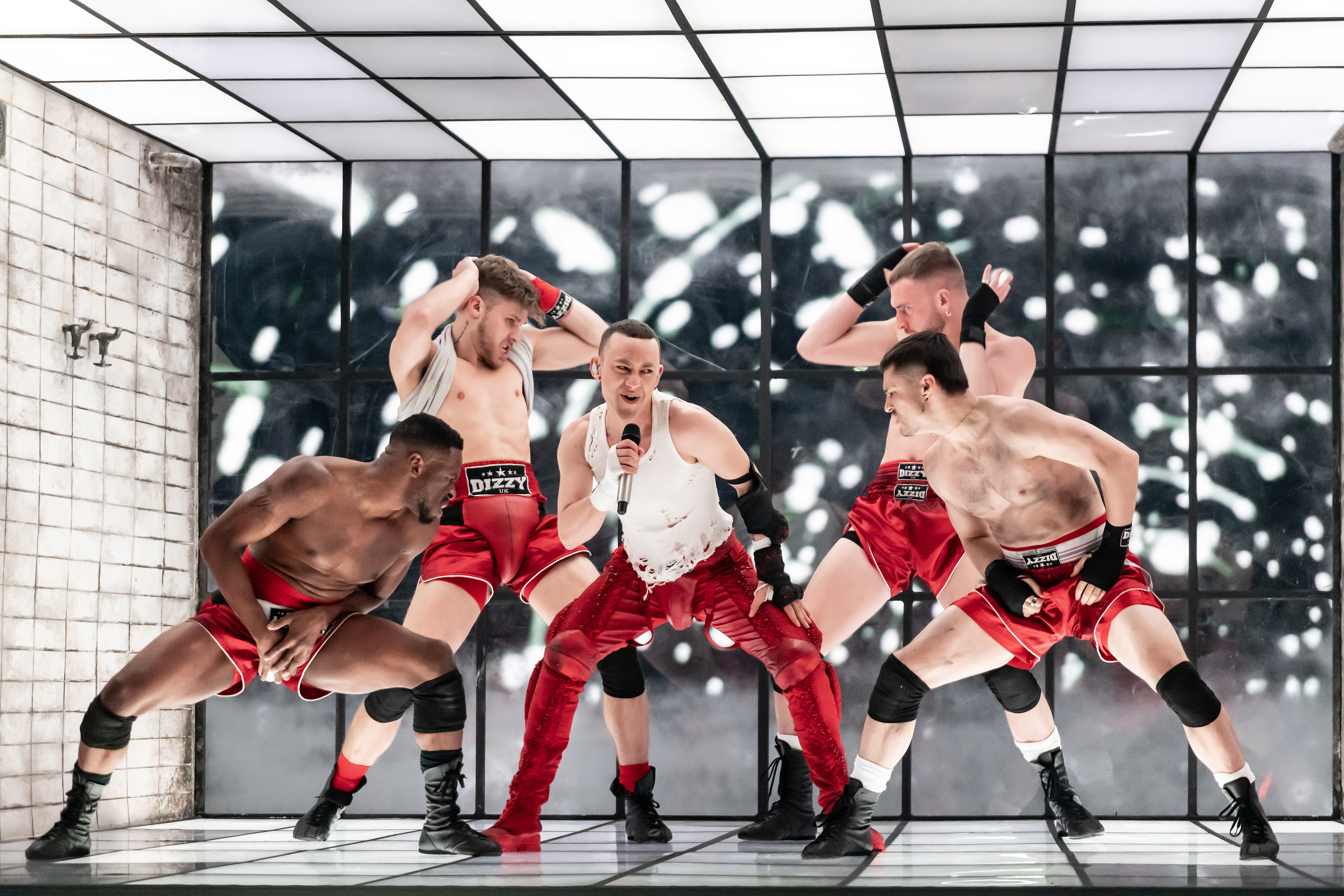
Olly Alexander

| Helyezés | Zsűri szavazás     | Zsűri szavazás | Nézői szavazás     | Nézői szavazás |
| Helyezés | Ország             | Pontszám       | Ország             | Pontszám       |
| -------- | ------------------ | -------------- | ------------------ | -------------- |
| 1.       | Svájc              | 365            | Horvátország       | 337            |
| 2.       | Franciaország      | 218            | Izrael             | 323            |
| 3.       | Horvátország       | 210            | Ukrajna            | 307            |
| 4.       | Olaszország        | 164            | Franciaország      | 227            |
| 5.       | Ukrajna            | 146            | Svájc              | 226            |
| 6.       | Írország           | 142            | Írország           | 136            |
| 7.       | Portugália         | 139            | Olaszország        | 104            |
| 8.       | Svédország         | 125            | Görögország        | 85             |
| 9.       | Örményország       | 101            | Örményország       | 82             |
| 10.      | Németország        | 99             | Litvánia           | 58             |
| 11.      | Luxemburg          | 83             | Svédország         | 49             |
| 12.      | Izrael             | 52             | Ciprus             | 44             |
| 13.      | Egyesült Királyság | 46             | Észtország         | 33             |
| 14.      | Görögország        | 41             | Szerbia            | 32             |
| 15.      | Lettország         | 36             | Finnország         | 31             |
| 16.      | Ciprus             | 34             | Lettország         | 28             |
| 17.      | Litvánia           | 32             | Luxemburg          | 20             |
| 18.      | Szerbia            | 22             | Grúzia             | 19             |
| 19.      | Spanyolország      | 19             | Németország        | 18             |
| 20.      | Ausztria           | 19             | Portugália         | 13             |
| 21.      | Grúzia             | 15             | Szlovénia          | 12             |
| 22.      | Szlovénia          | 15             | Spanyolország      | 11             |
| 23.      | Norvégia           | 12             | Ausztria           | 5              |
| 24.      | Finnország         | 7              | Norvégia           | 4              |
| 25.      | Észtország         | 4              | Egyesült Királyság | 0              |
| —        | Hollandia          | —              | Hollandia          | —              |

## Incidensek

### Ciprusi nemzeti döntő

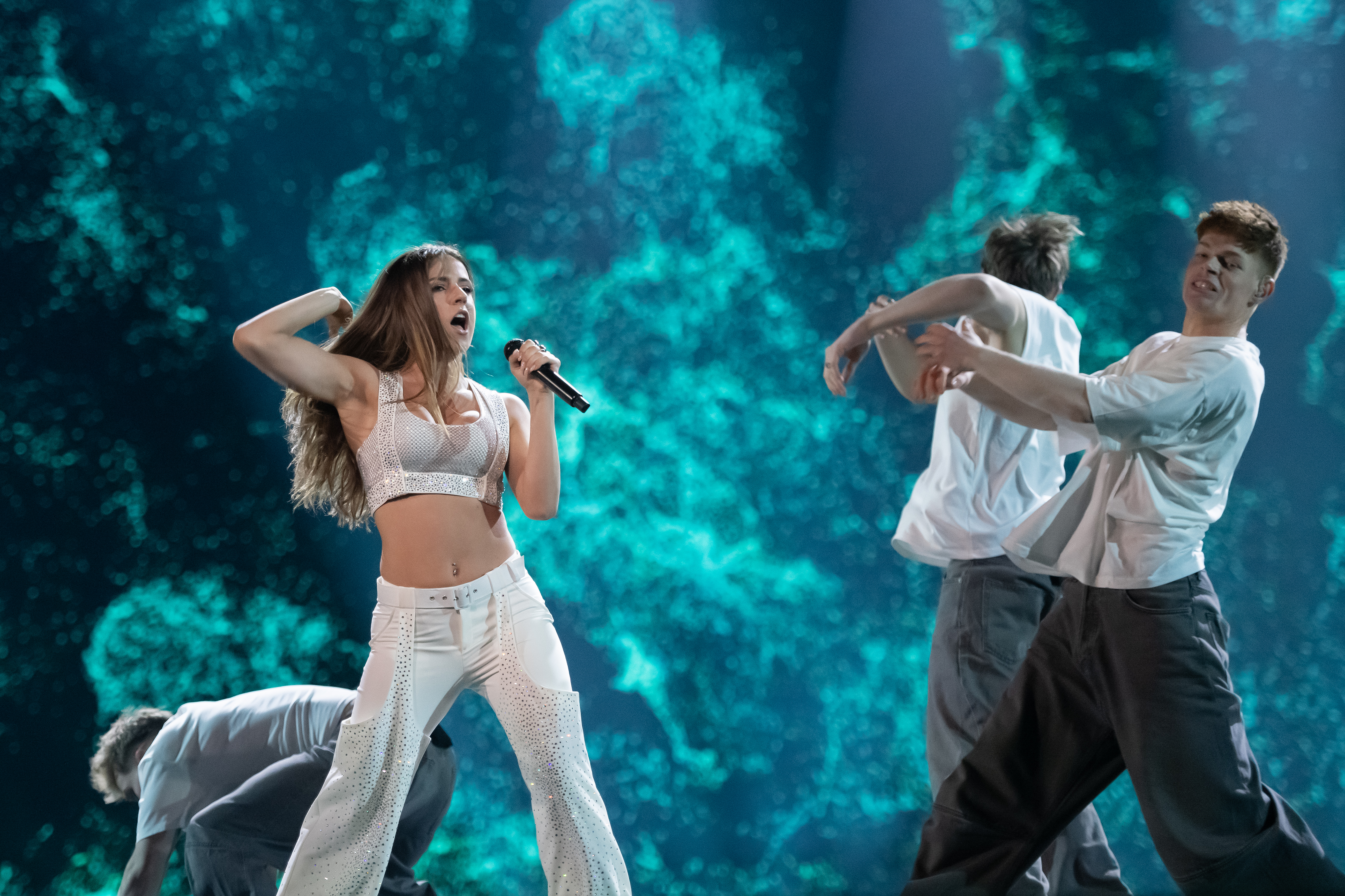
Silia Kapsis

Ciprus eredeti terve a Fame Story, régóta futó énekes-reality műsor nemzeti döntőként való használata lett volna, amelynek nyertese képviselhette volna a szigetországot az Eurovíziós Dalfesztivál színpadán. Azonban mivel a ciprusi RIK közszolgálati műsorszolgáltató Görögországban a STAR-ral közösen gyártja a műsort, ez komoly vitákat váltott ki az ERT, görög közszolgálati csatornánál. Azt állították, hogy Ciprus nem rendezheti meg a nemzeti döntőjét a földrajzi területén kívül eső másik országban. Miután megbeszélésekre került sor a műsorszolgáltatók és az Európai Műsorsugárzók Uniója között, új szabályokat jelentettek be, amelyek közvetlenül megtiltják a RIK-nek, hogy a Fame Story című műsor segítségével válasszák ki a 2024-es versenydalukat. Ennek eredményeként Ciprus úgy döntött, hogy visszatér ahhoz a belső kiválasztási folyamathoz, amely az elmúlt években sikeres volt az ország számára. A ciprusi köztévé 2016 óta alkalmazza ezt a módszert, és azóta egy kivételével minden évben bejutottak a döntőbe.

### Hollandia kizárása a döntő előtt

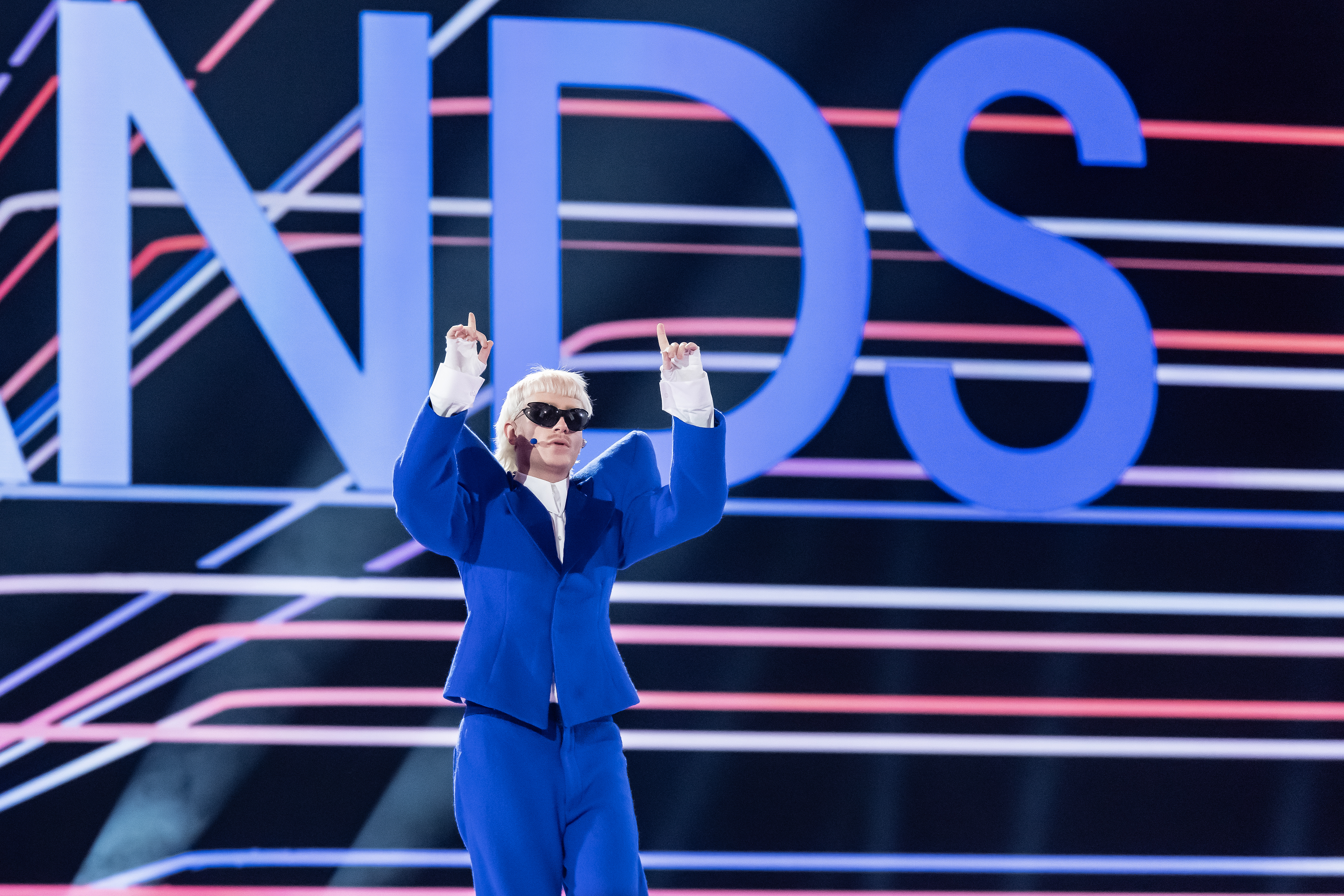
Joost Klein

A döntő első főpróbáján Joost Klein, holland versenyző nem jelent meg a produkció előadásának pillanatában, annak ellenére, hogy előtte jelen volt a zászlós bevonuláson. Az EBU egy sajtóközleményben kijelentette, hogy "kivizsgál egy, a holland művészt érintő incidenst", amelyhez hozzátették, hogy "további tájékoztatásig nem próbálhat". A nemzeti zsűrik által értékelt péntek esti műsorban sem volt jelen, helyette a második elődöntős előadásának felvételét vetítették le. Május 11-én délután az EBU bejelentette, hogy kizárták őket a versenyből, mivel az előadó a második elődöntőt követően fenyegető magatartást tanúsított a svéd szervezői csapat egyik tagja felé. Az EBU 2024. május 11-én így fogalmazott az eset kapcsán sajtóközleményében:

„Joost Klein holland énekest kizárták az idei Eurovíziós Dalfesztivál döntőjéből, mert fenyegetőző magatartást tanúsított a műsort szervező stáb egyik női tagjával szemben. A svéd rendőrség kivizsgálta a bűncselekményt, az ügyet hamarosan gyorsított eljárásban átadják az ügyészségnek.
Klein magatartása egyértelműen megsértette a versenyszabályokat, amelyek célja az összes alkalmazott biztonságos munkakörnyezetének biztosítása és a produkció védelme. Nem ítéljük meg előre a jogi eljárást, de tekintettel a történtekre, nem lett volna helyénvaló, hogy Klein részt vegyen a döntőben.
A kizárásáról szóló döntést a verseny irányító testülete – az Eurovíziós Dalfesztivál Referenciacsoportja – támogatta, és egy alapos belső vizsgálatot követően az EBU igazgatósága is egyhangúlag ugyanerre a döntésre jutott.
A történések közösségi médiában közzétett változata nem egyezik a munkatársak és a szemtanúk által velünk és a svéd rendőrséggel megosztott kijelentésekkel. Az ügy azonban jogi eljárás tárgyát képezi, és ebben a szakaszban nem tudunk többet hozzátenni.
Zéró toleranciát követünk a rendezvényeinken a helytelen viselkedéssel szemben, és mindig megtesszük a szükséges lépéseket a személyzetet érő fenyegetések kezelésére – függetlenül attól, hogy kitől származnak.”

– EBU Sajtóközlemény

Nem sokkal ezután a holland közszolgálati rádió- és televíziós műsorszolgáltató, az AVROTROS közzétett egy sajtóközleményt, amelyben tisztázta a történteket. Egy olyan megegyezés született, hogy Joost Kleint nem kamerázhatják a színfalak mögött engedély nélkül. A megbeszéltek ellenére a versenyzőről felvételt készített az egyik stábtag – többszöri felszólítás ellenére is – aminek eredményeként az előadó egy fenyegető mozdulatot tett a kamera irányába, úgy hogy közben fizikai érintkezés nem történt a stábtaggal.

„A múlt csütörtöki előadás után egy incidens történt. A világosan megkötött megállapodások ellenére Joostot kamerázták, amikor éppen lejött a színpadról, és rohannia kellett a Green Room-ba. Joost többször is jelezte, hogy nem akarja, hogy filmezzék. Ez nem lett tiszteletben tartva. Ez Joost részéről egy fenyegető mozdulathoz vezetett a kamera irányába. Joost nem érintette meg a róla felvételt készítő nőt. Ezt az esetet jelentették, majd az EBU és a rendőrség közösen vizsgálatot indított.
Tegnap és ma is egyeztettünk az EBU-val, és több megoldást javasoltunk. Ennek ellenére az EBU úgy döntött, hogy kizárja Joost Kleint a versenyből. Az AVROTROS nagyon súlyosnak és aránytalannak találja a büntetést. Mi kiállunk a jó modor mellett – félreértés ne essék –, de véleményünk szerint a kizárás nem arányos intézkedés ezzel az esettel kapcsolatban.
Nagyon csalódottak és dühösek vagyunk. Amit Joost adott Hollandiának és Európának, annak nem kellett volna így végződnie.”

– AVROTROS Sajtóközlemény

### Izrael részvétele

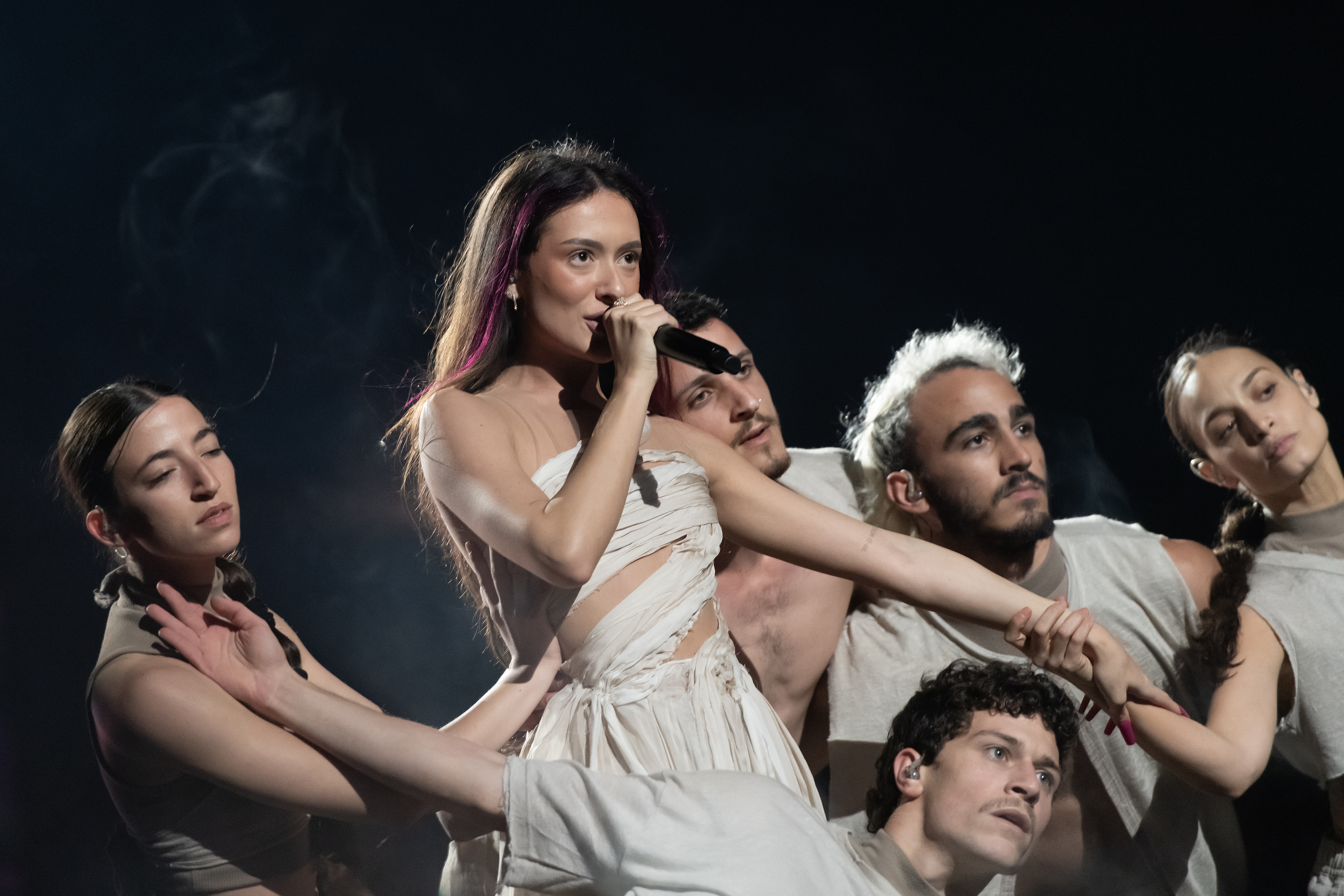
Eden Golan

Az Izrael–Hamász háború 2023. október 7-i kitörése óta több felszólalás hangzott el Izraelnek a versenyből való kizárására vonatkozóan, a Gázai övezetben folytatott katonai műveletekből eredő humanitárius válságra hivatkozva. Finnország, Izland és Norvégia nemzeti műsorszolgáltatójához több petíciót juttattak el, amelyben azt követelik, hogy gyakoroljanak nyomást az EBU-ra azzal, hogy Izrael részvétele esetén az országuk bojkottálni fogja a versenyt. A RÚV izlandi műsorszolgáltató a nemzeti döntő későbbi győztesével tárgyal a részvételéről, és közösen döntenek arról, hogy Izland jelen lesz-e a malmői versenyen. 2024 januárjáig egyetlen műsorszolgáltató sem jelezte, hogy elleneznék az ország részvételét a dalfesztiválon.
2023 novemberében az SVT produkciós csapata azt nyilatkozta, hogy fokozni fogják a biztonsági intézkedéseket, és a verseny egésze alatt folyamatos kapcsolatot tartanak a malmöi rendőrséggel, az esetleges terrortámadások veszélyére, valamint a háború továbbgyűrűzésére hivatkozva.
2024. január 18-án az EBU közleményében megerősítette, hogy az "Eurovíziós Dalfesztivál az európai és a közel-keleti közszolgálati műsorszolgáltatók versenye, amelyek tagjai az Európai Műsorsugárzók Uniójának. A verseny a műsorszolgáltatóknak, és nem a kormányoknak szól, az izraeli műsorszolgáltató pedig már 50 éve vesz részt benne. Az Eurovízió egy apolitikus esemény, amely a zenén keresztül egyesíti a közönséget szerte a világon."
2024. február 21-én az Ynet izraeli hírportál közzétett egy hírt, amelyben azt állítják, hogy az EBU elutasította az October Rain című dalt, mivel annak dalszövege politikai jellegűnek tekinthető. A KAN bejelentette, hogy nem terveznek változtatásokat a dalszövegben, így fennáll a veszélye annak, hogy kizárják az országot a versenyből. A KAN és az EBU később közölték, hogy a lehetséges pályaművek vizsgálata folyamatban van, és ha nem felel meg a kritériumoknak, az izraeli műsorszolgáltató lehetőséget kap arra, hogy március 11-ig módosítsa a dalszöveget vagy teljes egészében új dalt nyújtson be. A KAN kijelentette, hogy ha a dal tartalmának megváltoztatására kérik őket, azt nem teszik meg, és kénytelenek lesznek visszalépni a versenytől. Miki Zohar, Izrael kulturális és sportminisztere "botrányosnak" nevezte az EBU azon szándékát, melyben elutasítják a nevezendő dalukat, valamint "felszólította az Európai Műsorszolgáltatók Szövetségét, hogy továbbra is professzionálisan és semlegesen lépjenek fel, és ne hagyják, hogy a politika befolyásolja a művészetet". Később a miniszter a támogatását fejezte ki a dal megváltoztatása mellett, hogy az megfeleljen a verseny kritériumainak. Február 28-án az Ynet arról számolt be, hogy az izraeli belső kiválasztás második helyén végzett Dance Again című dalt is elutasította az EBU a dalszöveg politikai tartalma miatt. Az October Rain című dal szövegével és a versenyben való részvételével kapcsolatos bizonytalanság ellenére a hivatalos videoklip forgatását előzetesen 2024. február 29-re tervezték. A KAN március 3-án megerősítette, hogy felkérte mindkét dal íróit, hogy "tegyék meg a szükséges módosításokat" annak érdekében, hogy az országot ne zárják ki a versenyből. Az EBU végül jóváhagyta a Hurricane című dalt, mely az October Rain zenéjén szólal meg új dalszöveggel. A dalt 2024. március 10-én este mutatták be nyilvánosan, egy nappal a dalbeküldési határidő előtt.
2024. március 29-én számos előadó – Bambie Thug, a Gåte, Iolanda, a Megara, Mustii, Nemo, Olly Alexander, Saba, Silvester Belt és Windows95man – kiadtak egy közös nyilatkozatot, amelyben elítélték a fennálló közel-keleti konfliktust, valamint tűzszünetre szólították fel mind Izraelt, mind a Hamászt, de ugyanakkor tagadták, hogy bojkottálnák a versenyt.

### Az olasz szavazás eredményének megjelenése a második elődöntőt követően
A második elődöntő végén, amelyben Olaszország is szavazott, a Rai megjelenítette a telefonos szavazás végeredményét, mely ellentmond a verseny szabályzatnak, mely szerint az összes adás részletes eredményeit csak a döntő után lehet közzétenni. Később a Rai tisztázta, hogy a megjelenített eredmények nem véglegesek, hanem valójában csak a telefonos szavazás részeredeményei. Végül a döntőt követően közzétett olasz eredmények valamelyest eltértek a két nappal korábban megjelenített számoktól.

## Érdekességek

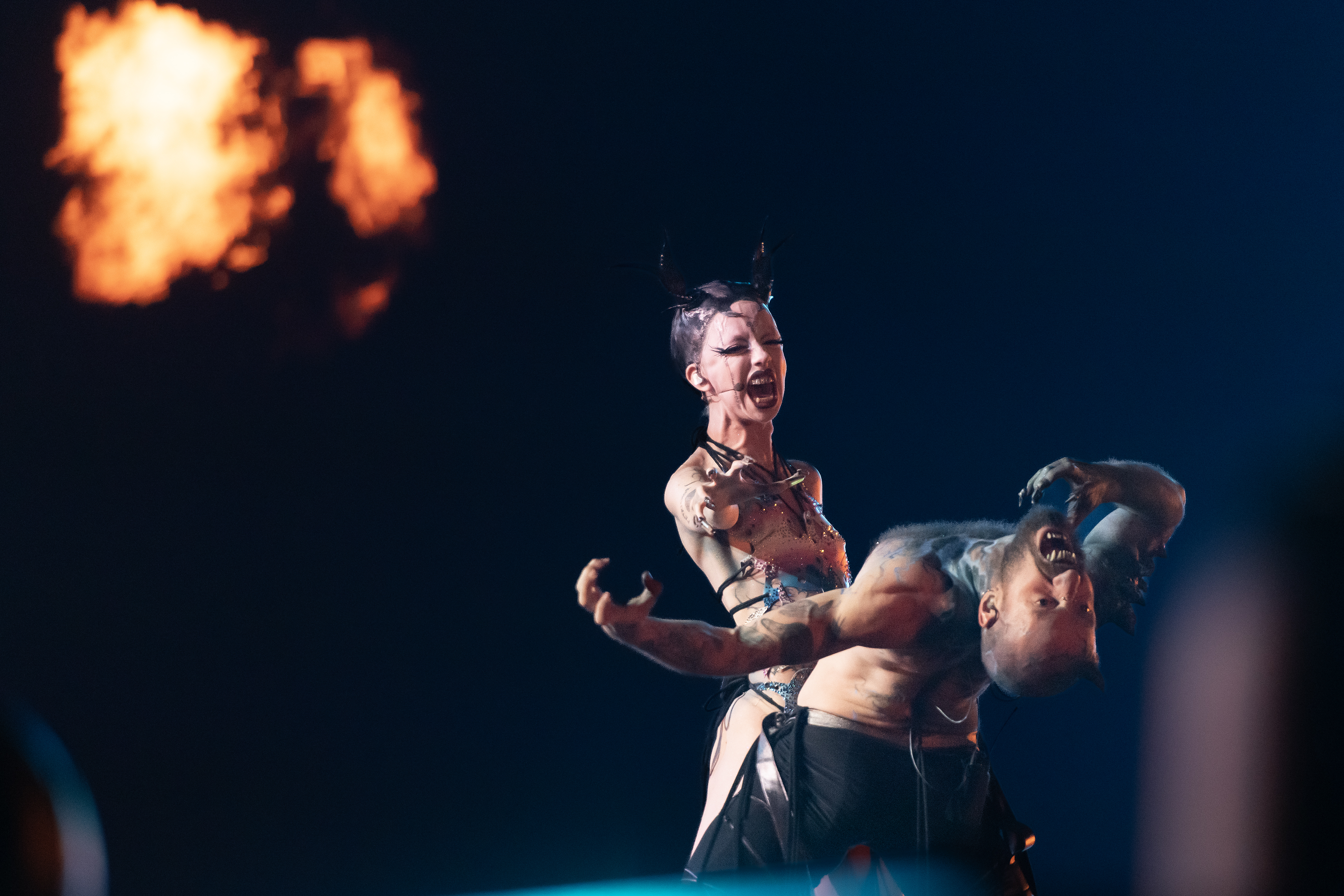
Bambie Thug

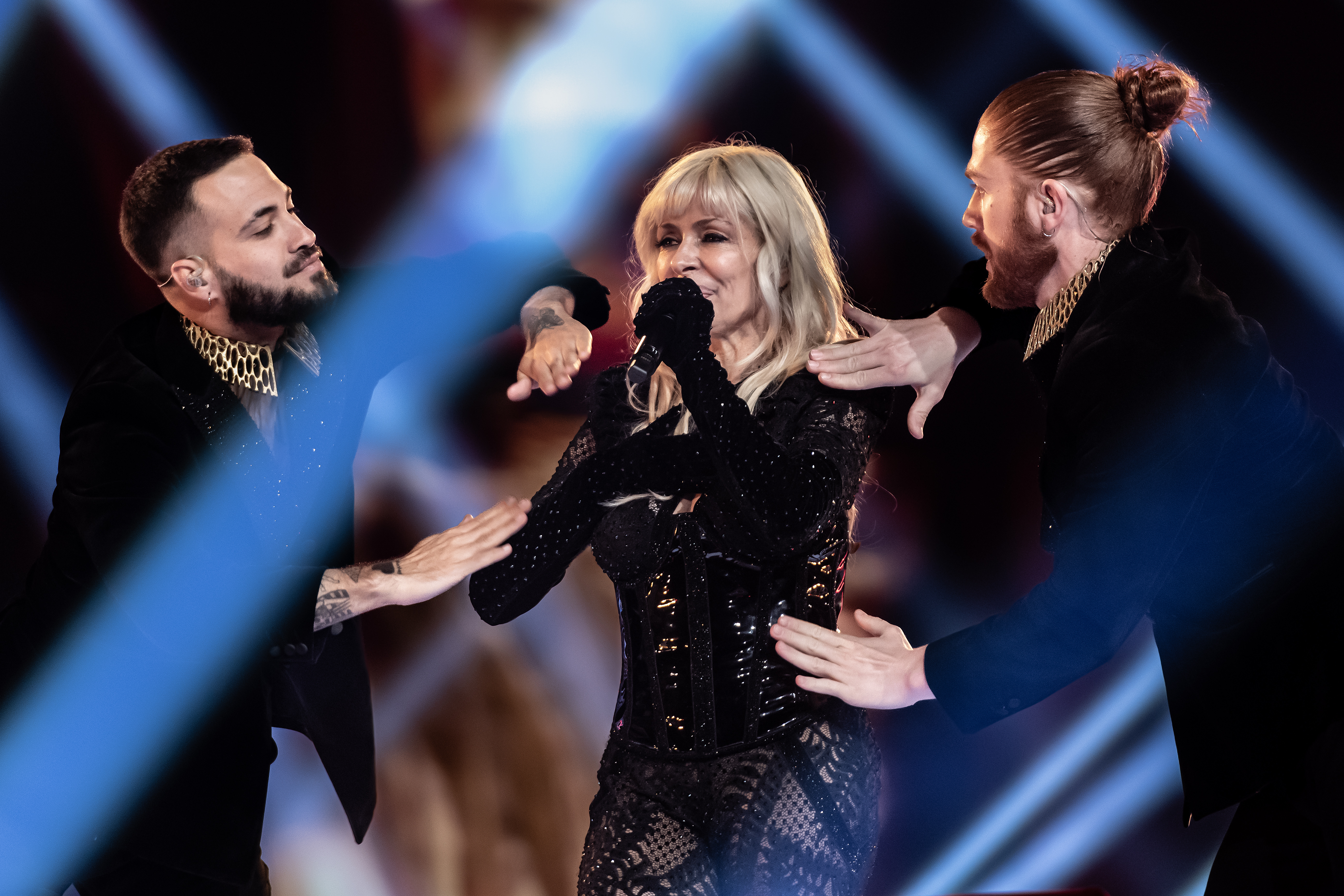
Nebulossa

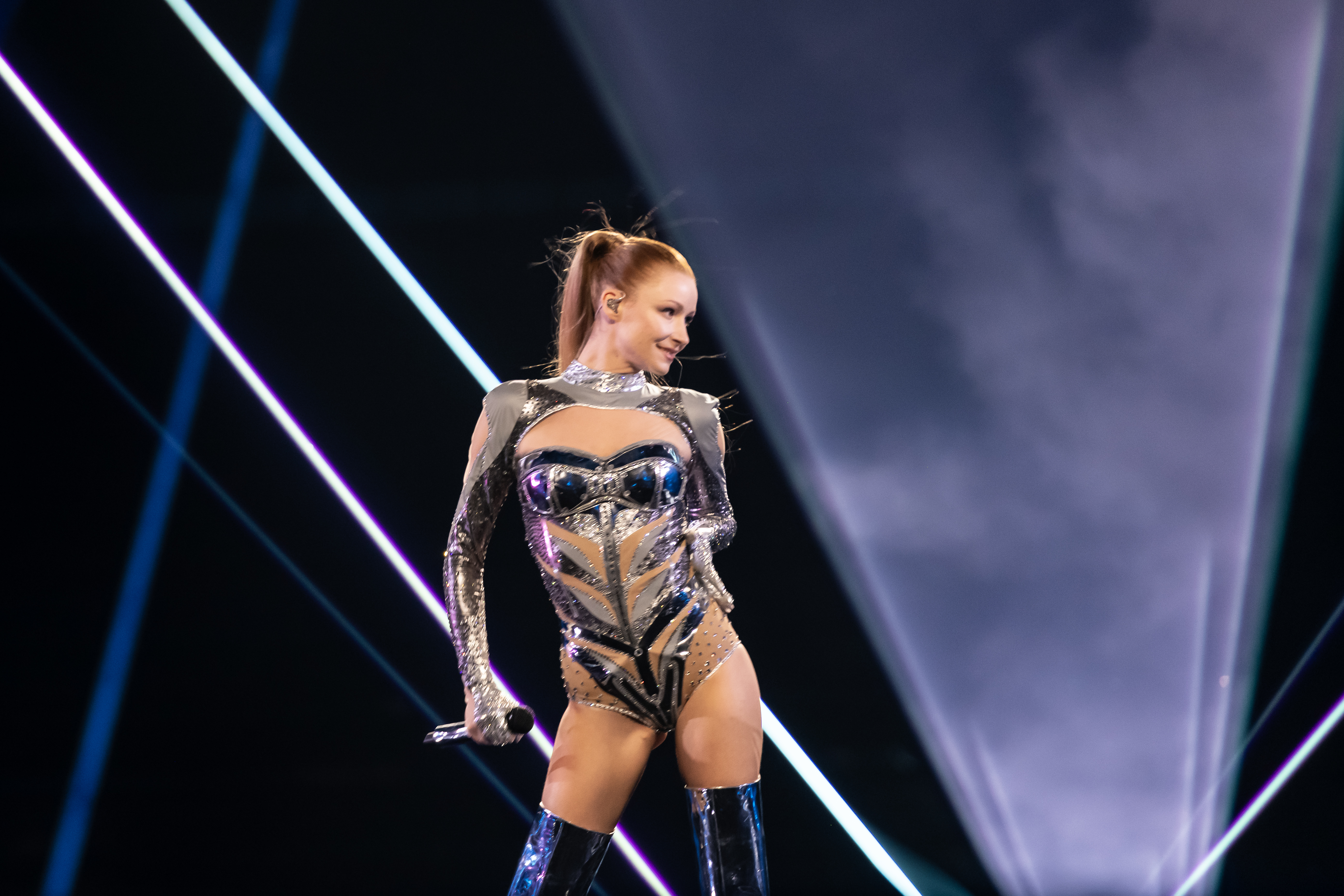
Kaleen

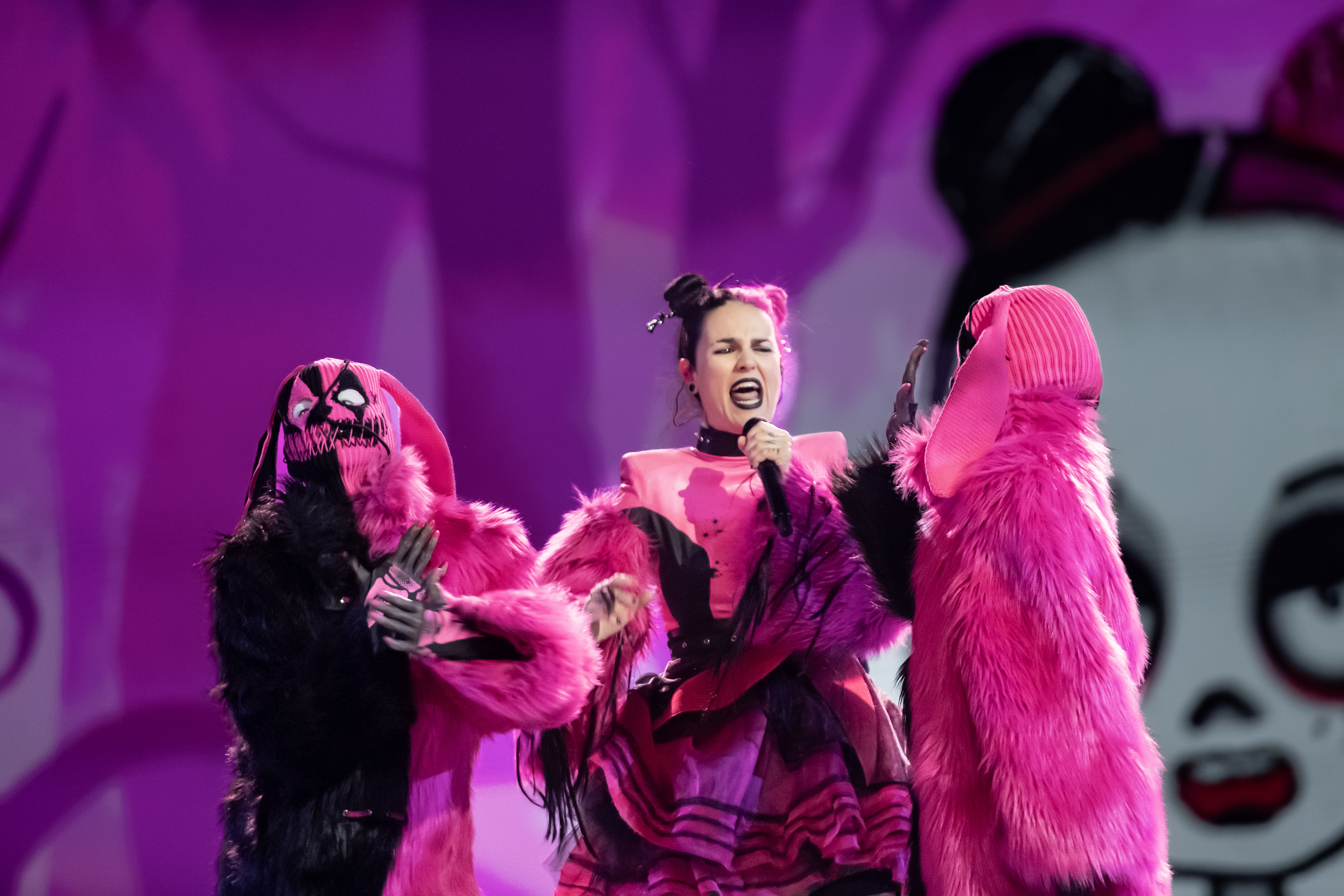
Megara

- Luxemburg rekordnak számító harmincegy év után tért vissza a versenybe. Ezt a rekordot csak Marokkó tudná megdönteni, mely eddig egyszer, 2024-hezt képest negyvennégy évvel korábban, 1980-ban küldött versenyzőt a dalfesztiválra.
- Az 1970-es Eurovíziós Dalfesztivál óta először fordult elő, hogy a házigazda ország előadója nyitotta meg a döntőt.
- A ciprusi dal eredetileg az orosz Klava Koka előadásában hangzott volna el a 2022-es versenyen, ez azonban Oroszország kizárása miatt nem valósulhatott meg. A dal ezt követően Melissa Mantzoukis előadásában a 2023-as görög belső kiválasztási folyamatban az utolsó fordulóig jutott, és az interneten megjelent dalrészlet alapján közönségkedvenccé vált, teljes hosszúságában azonban a válogatót követően sem mutatták be.
- Az észt versenydal címe, a (Nendest) narkootikumidest ei tea me (küll) midagi volt a leghosszabb dalcím a dalfesztivál történetében. A rekordot korábban a 2012-es San Marinó-i versenydal, Valentina Monetta The Social Network Song (Oh Oh – Uh – Oh Oh) című dala tartotta.
- A teljes mezőnyből csak a Horvátországot képviselő Rim Tim Tagi Dim című dalt szerezte egyedül maga az előadó, Marko Purišić.
- Ez volt az első év, hogy nyíltan nembináris előadók is felléptek a versenyen: az Írországot képviselő Bambie Thug és a Svájcot képviselő Nemo is nembinárisnak vallja magát.
- A dalfesztivál első elődöntőjének első öt fellépője mind továbbjutott a döntőbe, megdöntve ezzel a 2008-as második elődöntőben felállított rekordot, melyben az elődöntő első négy fellépője jutott tovább.
- Hollandia pontjait Hilversum helyett Leeuwardenből, Joost Klein szülővárosából jelentették volna be, azonban az ország kizárását követően nem jelentkezett be a szóvivőjük, helyette Martin Österdahl ismertette a pontokat.
- A második elődöntőből továbbjutó Lettország a fogadások zárásáig a fogadóirodák szerinti összesítsében az utolsó helyén állt.
- A 2015-ös Eurovíziós Dalfesztivál óta ez volt az első alkalom, hogy mind a három balti állam bejutott a döntőbe.
- A San Marinót képviselő spanyol Megara együttes az előző évben a spanyol nemzeti döntőben szerepelt, míg a 2024-ben Spanyolországot képviselő Nebulossa a 2023-as San Marinó-i válogatóban vett részt, azonban nem jutottak tovább az élő adásokba.
- Míg Ausztria 2023-ban a döntő első fellépője volt, az osztrák versenyző ezúttal utolsóként léphetett fel.
- 2012 óta először lépett színpadra olyan török előadó, aki korábban Törökország színeiben maga is versenyző volt: a 2003-as Eurovíziós Dalfesztivál győztese, Sertab Erener a második elődöntő egyik vendégfellépője volt.
- A Svédországot képviselő norvég származású Marcus & Martinus, 2017-ben, a norvég szakmai zsűri pontbejelentőiként voltak jelen a dalfesztiválon.
- Míg szintén a Malmö Arénában megrendezett 2013-as Eurovíziós Dalfesztiválon az összes résztvevő volt jugoszláv állam kiesett az elődöntőkben, ezúttal mindegyik továbbjutott.
- A helyszínnel kapcsolatos további érdekesség, hogy Észtország 2013 után legközelebb 2024-ben küldött észt nyelvű dalt a versenyre: mind a két alkalommal továbbjutottak a döntőbe, sőt ezúttal a 2013-as énekesnő, Birgit hirdette ki az ország szakmai zsűrijének a pontjait.
- Ukrajna akárcsak 2013-ban, ezúttal is a harmadik helyen végzett a döntőben. Akkor Zlata Ognevich érte el ezt az eredményt Gravity című dalával.

## Nemzetközi közvetítések
Az elődöntőket és a döntőt az interneten élőben közvetítette kommentár nélkül a verseny hivatalos YouTube-csatornája is. Magyarországon az előző évekhez hasonlóan egyetlen tévécsatorna sem közvetítette a műsort.
| Ország              | Kommentátor                                                                                            | Közvetítő                                      | Közvetítő                                      | Közvetítő                                      |
| Ország              | Kommentátor                                                                                            | Első elődöntő                                  | Második elődöntő                               | Döntő                                          |
| Részt vevő országok | Részt vevő országok                                                                                    | Részt vevő országok                            | Részt vevő országok                            | Részt vevő országok                            |
| ------------------- | --- | ---------------------------------------------- | ---------------------------------------------- | ---------------------------------------------- |
| Albánia             | Andri Xhahu                                                                                            | RTSH 1, RTSH Muzikë, Radio Tirana              | RTSH 1, RTSH Muzikë, Radio Tirana              | RTSH 1, RTSH Muzikë, Radio Tirana              |
| Ausztrália          | Myf Warhurst és Joel Creasey                                                                           | SBS, SBS On Demand                             | SBS, SBS On Demand                             | SBS, SBS On Demand                             |
| Ausztria            | Andi Knoll                                                                                             | ORF 1                                          | ORF 1                                          | ORF 1                                          |
| Ausztria            | Jan Böhmermann és Olli Schulz                                                                          | Nem volt közvetítés                            | Nem volt közvetítés                            | FM4                                            |
| Azerbajdzsán        | Nurlana Jafarova                                                                                       | İTV                                            | İTV                                            | İTV                                            |
| Belgium             | Peter Van de Veire (hollandul)                                                                         | VRT 1, VRT Max                                 | VRT 1, VRT Max                                 | VRT 1, VRT Max                                 |
| Belgium             | Peter Van de Veire (hollandul)                                                                         | Nem volt közvetítés                            | Radio 2                                        | Radio 2                                        |
| Belgium             | Maureen Louys és Jean-Louis Lahaye                                                                     | Tipik                                          | La Une                                         | La Une                                         |
| Ciprus              | Melina Karageorgiou és Hovig                                                                           | RIK 1, RIK HD, RIK Sat                         | RIK 1, RIK HD, RIK Sat                         | RIK 1, RIK HD, RIK Sat                         |
| Csehország          | Václav Matějovský, Patricie Kaňok Fuxová és Dominika Hašková                                           | ČT2                                            | ČT2                                            | ČT2                                            |
| Dánia               | Ole Tøpholm                                                                                            | DR1                                            | DR1                                            | DR1                                            |
| Egyesült Királyság  | Scott Mills és Rylan Clark (elődöntők), Graham Norton (döntő)                                          | BBC One                                        | BBC One                                        | BBC One                                        |
| Egyesült Királyság  | Scott Mills és Rylan Clark                                                                             | BBC Radio 2                                    | BBC Radio 2                                    | BBC Radio 2                                    |
| Észtország          | Marko Reikop (észtül)                                                                                  | ETV                                            | ETV                                            | ETV                                            |
| Észtország          | Alexander Khobotov és Yulia Kalenda (oroszul)                                                          | ETV+                                           | ETV+                                           | ETV+                                           |
| Észtország          | Jelnyelvi tolmácsolás                                                                                  | ETV2                                           | ETV2                                           | ETV2                                           |
| Finnország          | Mikko Silvennoinen (finnül) Eva Frantz és Johan Lindroos (svédül)                                      | Yle TV1, TV Finland                            | Yle TV1, TV Finland                            | Yle TV1, TV Finland                            |
| Finnország          | Toni Laaksonen és Sanna Pirkkalainen (finnül)                                                          | Yle Radio Suomi                                | Yle Radio Suomi                                | Yle Radio Suomi                                |
| Finnország          | Eva Frantz és Johan Lindroos (svédül)                                                                  | Yle X3M, TV Finland                            | Yle X3M, TV Finland                            | Yle X3M, TV Finland                            |
| Finnország          | Heli Huovinen (inari számi) Aslak Paltto (északi számi) Levan Tvaltvadze (oroszul)                     | Yle Arenaa                                     | Yle Arenaa                                     | Yle Arenaa                                     |
| Franciaország       | Nicky Doll (elődöntők) Stéphane Bern és Laurence Boccolini (döntő)                                     | Culturebox                                     | Culturebox                                     | France 2                                       |
| Grúzia              | Nika Lobiladze                                                                                         | 1TV                                            | 1TV                                            | 1TV                                            |
| Görögország         | Thanasis Alevras és Jérôme Kalouta                                                                     | ERT1                                           | ERT1                                           | ERT1                                           |
| Görögország         | Dimitris Meidanis                                                                                      | Deftero Programma                              | Deftero Programma                              | Deftero Programma                              |
| Hollandia           | Cornald Maas és Jacqueline Govaert                                                                     | NPO 1, BVN                                     | NPO 1, BVN                                     | NPO 1, BVN                                     |
| Horvátország        | Duško Ćurlić                                                                                           | HRT 1, HRTi                                    | HRT 1, HRTi                                    | HRT 1, HRTi                                    |
| Izland              | Gunna Dís Emilsdóttir                                                                                  | RÚV                                            | RÚV                                            | RÚV                                            |
| Izland              | Jelnyelvi tolmácsolás                                                                                  | RÚV 2                                          | RÚV 2                                          | RÚV 2                                          |
| Izrael              | Asaf Liberman és Akiva Novick                                                                          | Kan 11, Kan 88                                 | Kan 11, Kan 88                                 | Kan 11, Kan 88                                 |
| Írország            | Marty Whelan                                                                                           | RTÉ One                                        | RTÉ2                                           | RTÉ One                                        |
| Írország            | Zbyszek Zalinski és Neil Doherty                                                                       | RTÉ 2FM                                        | Nem volt közvetítés                            | RTÉ 2FM                                        |
| Lengyelország       | Artur Orzech                                                                                           | TVP1, TVP Polonia                              | TVP1, TVP Polonia                              | TVP1, TVP Polonia                              |
| Lettország          | Toms Grēviņš és Lauris Reiniks                                                                         | LTV1                                           | LTV1                                           | LTV1                                           |
| Litvánia            | Ramūnas Zilnys                                                                                         | LRT Televizija, LRT Radijas                    | LRT Televizija, LRT Radijas                    | LRT Televizija, LRT Radijas                    |
| Luxemburg           | Raoul Roos és Roger Saurfeld (luxemburgiul)                                                            | RTL, RTL Radio                                 | RTL, RTL Radio                                 | RTL, RTL Radio                                 |
| Luxemburg           | Sarah Tapp és Meredith Moss (angolul)                                                                  | RTL Today                                      | RTL Today                                      | RTL Today                                      |
| Luxemburg           | Jerôme Didelot (franciául)                                                                             | RTL Infos                                      | Nem volt közvetítés                            | RTL Infos                                      |
| Málta               | Nem volt                                                                                               | TVM                                            | TVM                                            | TVM                                            |
| Moldova             | Angela Rudenco                                                                                         | TV Moldova 1                                   | TV Moldova 1                                   | TV Moldova 1                                   |
| Németország         | Thorsten Schorn                                                                                        | One                                            | One                                            | One, Das Erste                                 |
| Norvégia            | Marte Stokstad                                                                                         | NRK                                            | NRK                                            | NRK                                            |
| Norvégia            | Jon Marius Hyttebakk                                                                                   | Nem volt közvetítés                            | Nem volt közvetítés                            | NRK P1                                         |
| Olaszország         | Gabriele Corsi és Mara Maionchi                                                                        | Rai 2                                          | Rai 2                                          | Rai 1                                          |
| Olaszország         | Diletta Parlangeli és Matteo Osso                                                                      | Rai Radio 2                                    | Rai Radio 2                                    | Rai Radio 2                                    |
| Örményország        | Hrachuhi Utmazyan és Sevak Hakobyan                                                                    | H1                                             | H1                                             | H1                                             |
| Portugália          | Nuno Galopim és José Carlos Malato                                                                     | RTP 1, RTP Internacional, RTP África, RTP Play | RTP 1, RTP Internacional, RTP África, RTP Play | RTP 1, RTP Internacional, RTP África, RTP Play |
| San Marino          | Lia Fiorio és Gigi Restivo                                                                             | San Marino RTV                                 | San Marino RTV                                 | San Marino RTV                                 |
| Spanyolország       | Julia Varela és Tony Aguilar (összes adás, spanyolul) Sònia Urbano és Xavi Martínez (döntő, katalánul) | La 1, TVE Internacional                        | La 1, TVE Internacional                        | La 1, TVE Internacional                        |
| Spanyolország       | Sònia Urbano és Xavi Martínez (katalánul)                                                              | Nem volt közvetítés                            | Nem volt közvetítés                            | Ràdio 4                                        |
| Svájc               | Sven Epiney                                                                                            | SRF zwei                                       | SRF zwei                                       | SRF 1                                          |
| Svájc               | Jean-Marc Richard, Nicolas Tanner (elődöntők és döntő), Julie Berthollet (döntő)                       | RTS 2                                          | RTS 2                                          | RTS 1                                          |
| Svájc               | Ellis Cavallini és Gian-Andrea Costa                                                                   | RSI La 2                                       | RSI La 2                                       | RSI La 1                                       |
| Svédország          | Edward af Sillén és Tina Mehrafzoon (svédül) Heli Huovinen (inari számi) Aslak Paltto (északi számi)   | SVT1                                           | SVT1                                           | SVT1                                           |
| Svédország          | Carolina Norén                                                                                         | SR P4                                          | SR P4                                          | SR P4                                          |
| Szerbia             | Duška Vučinić-Lučić                                                                                    | RTS1, RTS Svet                                 | RTS1, RTS Svet                                 | RTS1, RTS Svet                                 |
| Szlovénia           | Mojca Mavec                                                                                            | TV SLO 1                                       | TV SLO 2                                       | TV SLO 1                                       |
| Szlovénia           | Maj Valerij                                                                                            | Nem volt közvetítés                            | Radio Val 202, Radio Maribor                   | Radio Val 202, Radio Maribor                   |
| Ukrajna             | Timur Miroshnychenko                                                                                   | Szuszpilne Kultura, Radio Promin               | Szuszpilne Kultura, Radio Promin               | Szuszpilne Kultura, Radio Promin               |
| További országok    | |                                                |                                                |                                                |
| Egyesült Államok    | Nem volt                                                                                               | Peacock                                        | Peacock                                        | Peacock                                        |
| Észak-Macedónia     | Aleksandra Jovanovska                                                                                  | MRT 1                                          | MRT 1                                          | MRT 1                                          |
| Koszovó             | Agron Krasniqi és Egzona Rafuna                                                                        | RTK 1, Radio Kosovo 2                          | RTK 1, Radio Kosovo 2                          | RTK 1, Radio Kosovo 2                          |
| Montenegró          | Dražen Bauković                                                                                        | TVCG 1, Radio 98                               | TVCG 1, Radio 98                               | TVCG 1, Radio 98                               |
| Szlovákia           | Daniel Baláž, Lucia Haverlík, Pavol Hubinák és Juraj Malíček                                           | Nem volt közvetítés                            | Nem volt közvetítés                            | Rádio FM                                       |

## Egyéb díjak

### Marcel Bezençon-díj
A Marcel Bezençon-díjjal, melyet először a 2002-es Eurovíziós Dalfesztiválon adták át Észtország fővárosában, Tallinnban, a legjobb döntős dalokat és előadókat díjazzák. A díjat Christer Björkman (Svédország versenyzője az 1992-es Eurovíziós Dalfesztiválon és az ország volt delegációvezetője) és Richard Herrey (az 1984-es verseny győztese a Herreys tagjaként) alapították és a verseny alapítójáról nevezték el. Három kategóriában osztják ki az elismerést: a legjobb előadónak járó Művészeti díj (a részt vevő országok kommentátorjainak döntése alapján), a legeredetibb dal szerzőjét elismerő Zeneszerzői díj (az adott évben döntős dalok szerzőinek zsűrije ítéli oda) és a legjobb dalnak járó Sajtódíj (az akkreditált újságírók szavazatai alapján). A győzteseket nem sokkal a döntő előtt hirdették ki.
| Kategória       | Ország       | Előadó       | Dal              | Szerző                                              |
| --------------- | ------------ | ------------ | ---------------- | --------------------------------------------------- |
| Művészeti díj   | Svájc        | Nemo         | The Code         | Benjamin Alasu Linda Dale Nemo Mettler Lasse Nymann |
| Zeneszerzői díj | Svájc        | Nemo         | The Code         | Benjamin Alasu Linda Dale Nemo Mettler Lasse Nymann |
| Sajtódíj        | Horvátország | Baby Lasagna | Rim Tim Tagi Dim | Marko Purišić                                       |

### OGAE-szavazás
Az OGAE (franciául: Organisation Générale des Amateurs de l'Eurovision, magyarul: Az Eurovízió rajongóinak Általános Szervezete) egy internacionális szervezet, melyet 1984-ben Jari-Pekka Koikkalainen alapított Savonlinnában, Finnországban. A szervezet 2018-ban negyvenkét eurovíziós rajongói klubbal állt összeköttetésben Európa-szerte és azon túl, melyek nem kormányzati, nem politizáló és nem gazdasági szervezetek. 2007 óta minden évben szerveznek a verseny előtt egy szavazást, ahol a ugyanazt a szavazási módszert alkalmazzák, mint az Eurovíziós Dalfesztiválokon (mindegyik ország a 10 kedvenc dalára szavaz, melyek 1–7, 8, 10, és 12 pontot kapnak).
| Helyezés | Ország        | Előadó         | Dal                     | Pontszám |
| -------- | ------------- | -------------- | ----------------------- | -------- |
| 1.       | Horvátország  | Baby Lasagna   | Rim Tim Tagi Dim        | 356      |
| 2.       | Olaszország   | Angelina Mango | La noia                 | 338      |
| 3.       | Svájc         | Nemo           | The Code                | 290      |
| 4.       | Belgium       | Mustii         | Before the Party’s Over | 223      |
| 5.       | Franciaország | Slimane        | Mon amour               | 188      |

## Térkép

A döntő résztvevői
Döntőbe jutott, de kizárták a döntő előtt
Az elődöntőben kiesett országok
Országok, melyek korábban részt vettek, de ebben az évben nem

## Lásd még
- 2024-es Junior Eurovíziós Dalfesztivál
- 2024-es Fiatal Zenészek Eurovíziója